# Catedral de Pamplona (España)
La Catedral Metropolitana de Santa María de la Asunción, situada en la ciudad de Pamplona (Comunidad Foral de Navarra, España), sede de la archidiócesis de Pamplona y Tudela, es un conjunto arquitectónico eclesiástico único, por tratarse del complejo catedralicio más completo que se conserva en España. Presenta las edificaciones habituales en otras catedrales como iglesia, claustro y sacristías, pero además conserva la cillería, refectorio, sala capitular y dormitorio, que son más propias de la vida común a la que estaba sujeto su cabildo y que a lo largo de los siglos se han ido derribando en otras catedrales españolas. Las estancias que lo configuran fueron construidas en distintas épocas y estilos, conservándose hoy en día algunas de las dependencias románicas, pero predominando sobre todo las edificadas en estilo gótico (entre ellas la iglesia y el claustro) de los siglos xiv al xvi. La fachada oeste, de estilo neoclásico, se levantó a finales del siglo xviii.
Destacan en este conjunto de edificios; el claustro, que está considerado una maravilla del arte gótico europeo y desde luego el mejor claustro del siglo XIV; la cocina, que es uno de los tres únicos ejemplos supervivientes de cocina gótica de toda Europa; y por último la fachada principal, una de las obras más puras y representativas del neoclasicismo en la península.
Hacia mediados del siglo XX, el arquitecto Leopoldo Torres Balbás, tras una amplia investigación, la definía lacónicamente:

«La catedral de Pamplona es un edificio extraño y único en la arquitectura española.»
Leopoldo Torres Balbás, 1946

## Advocación del templo y de la imagen titular
Desde su consagración el templo ha estado bajo la advocación de Santa María de la Asunción cuya festividad, el 15 de agosto, se celebra desde entonces como la propia asociada a esta iglesia episcopal. A principios del siglo XX, Mariano Arigita Lasa ya dedicó una amplia atención a este asunto estudiando, incluso, la fecha de su consagración: 1127 por Sancho de Larrosa y en presencia del rey Alfonso I el Batallador.
Es posible que, por un fenómeno de metonimia, se ha asociado la titularidad del edificio con la imagen titular del templo, Santa María la Real. Recientemente, durante el siglo XX, se suscitó el cambio de advocación acorde con la imagen titular que la preside como recoge David Ascorbe, técnico del Archivo Catedral y del Archivo Diocesano de Pamplona. Este técnico afirma incluso que «la imagen titular de la seo pamplonesa ha sido conocida, a lo largo de los siglos, por numerosas advocaciones» para, a continuación, enumerar aquellas que han dejado una huella documental como son: Nuestra Señora del Sagrario, Santa María la Real, Santa María de Pamplona, Santa María la Blanca, Nuestra Señora de los Reyes y la Virgen del Medio Agosto.

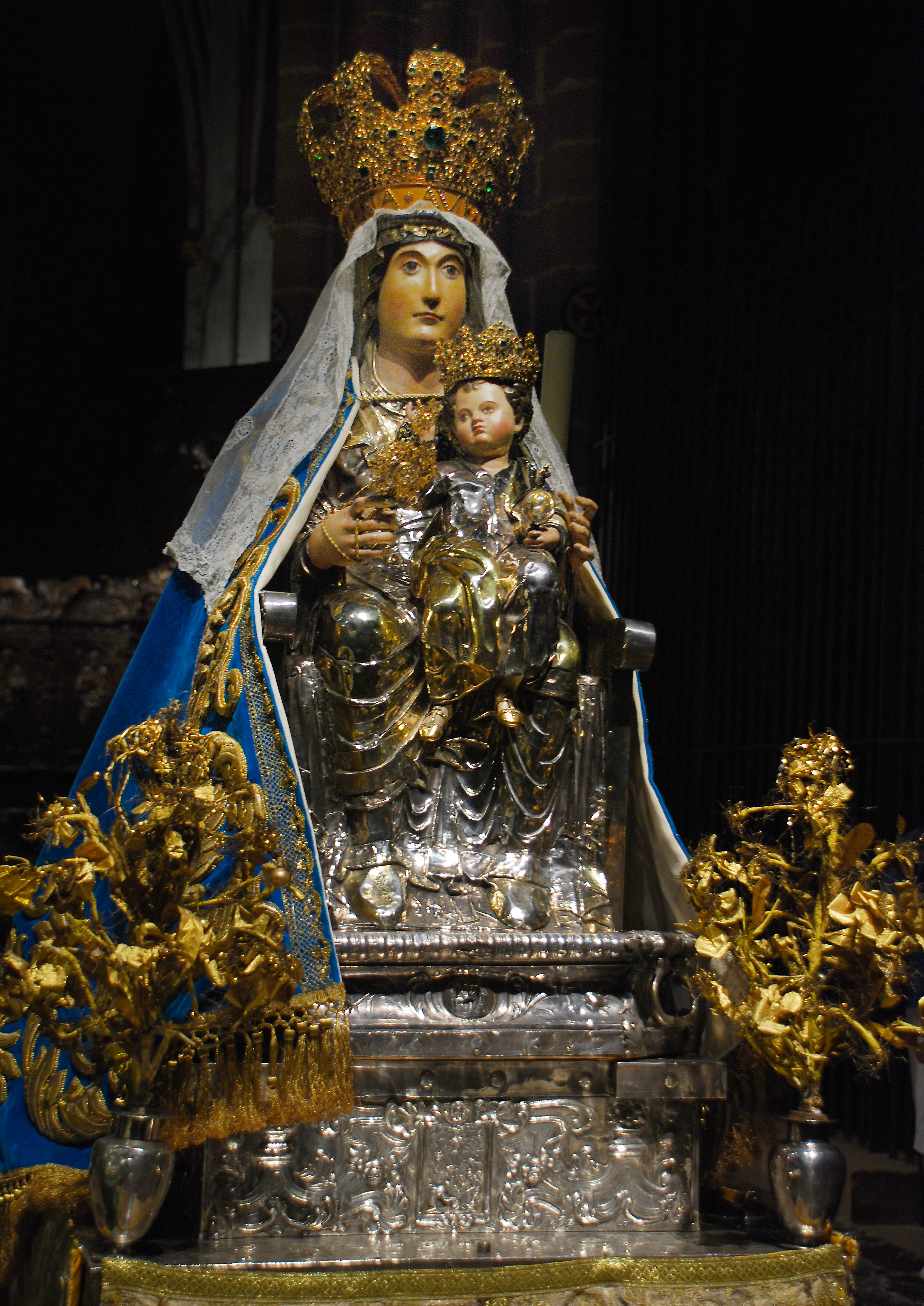
Imagen de Santa María la Real engalanada el día de la Asunción

El historiador José Goñi Gaztambide —especializado en la historia episcopal de la diócesis de Pamplona— explica, en parte, el asunto al hacerse eco de la petición realizada en 1905 al cabildo por el capellán, Mariano Arigita Lasa, una figura relevante que llegó a ser archivero de la Diputación Foral de Navarra, del Ayuntamiento de Pamplona y de la catedral. Arigita había solicitado en un primer punto devolver el «título primitivo» de Santa María la Real de Pamplona. La réplica de Goñi Gaztambide decía así: «Respecto al primer punto conviene puntualizar que el título primitivo fue Santa María de Pamplona. Jamás se encuentra documentado el de Santa María la Real de Pamplona.»

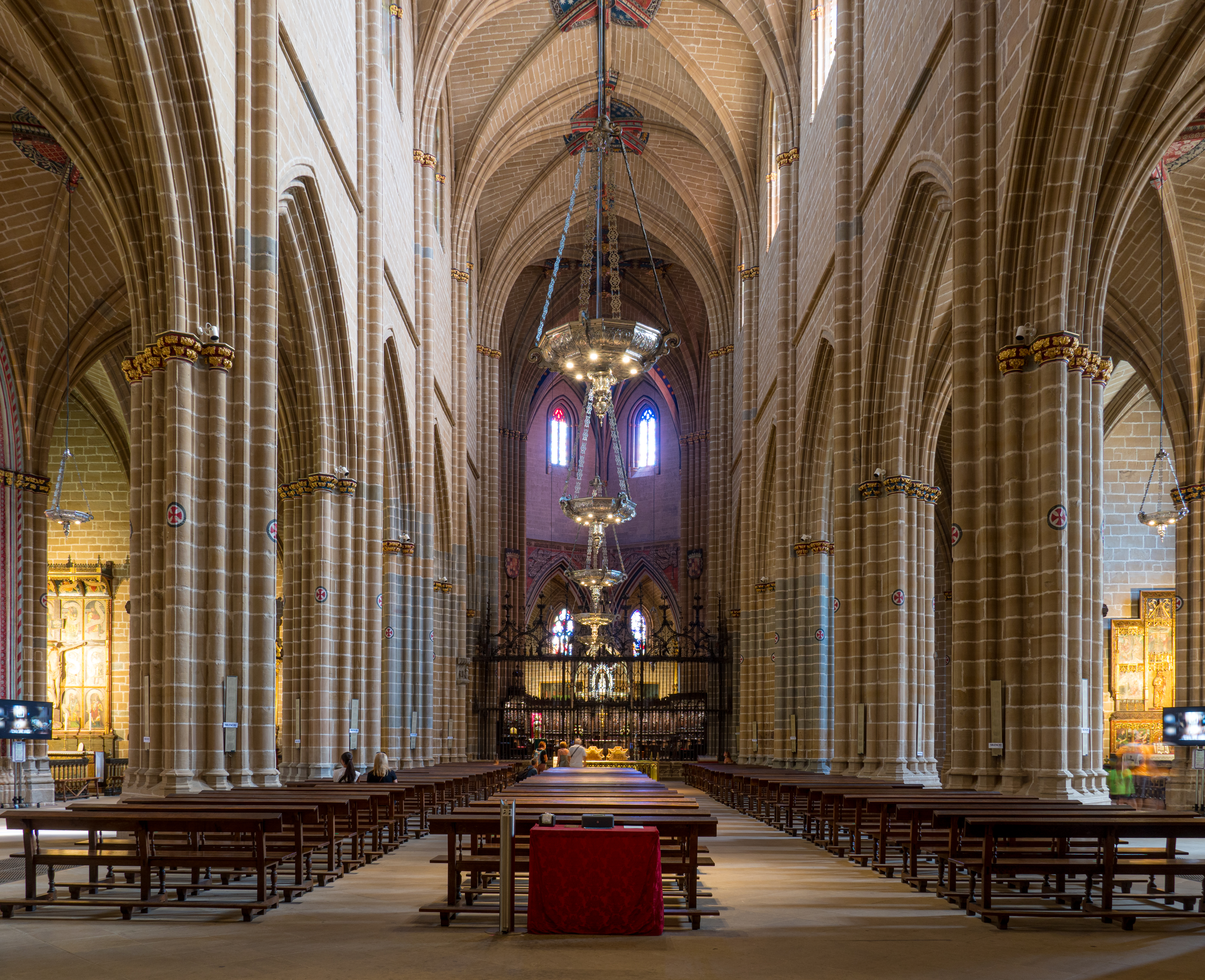
Interior del templo

La cuestión y contraversia de la advocación de la imagen llevó en 1936 al Cabildo catedralicio a solicitar un informe al respecto a los sacerdotes de la diócesis Nestor Zubeldía y Onofre Larumbe, presidente de la Comisión de Monumentos Históricos y Artísticos de Navarra. Tal informe se conserva en el Archivo de la Catedral. David Ascorbe recoge sus conclusiones: «Tras analizar multitud de documentos en archivos navarros, concluyen aconsejando que "bien merecía que se conservara el título antiguo consagrado por el mismo Fuero General: Santa María de Pamplona"».
A raíz de la Coronación Canónica de Santa María de Pamplona, el 21 de septiembre de 1946, «se popularizó el título de Santa María la Real de Pamplona» lo cual no implica que fuera su verdadera advocación.

## Orígenes

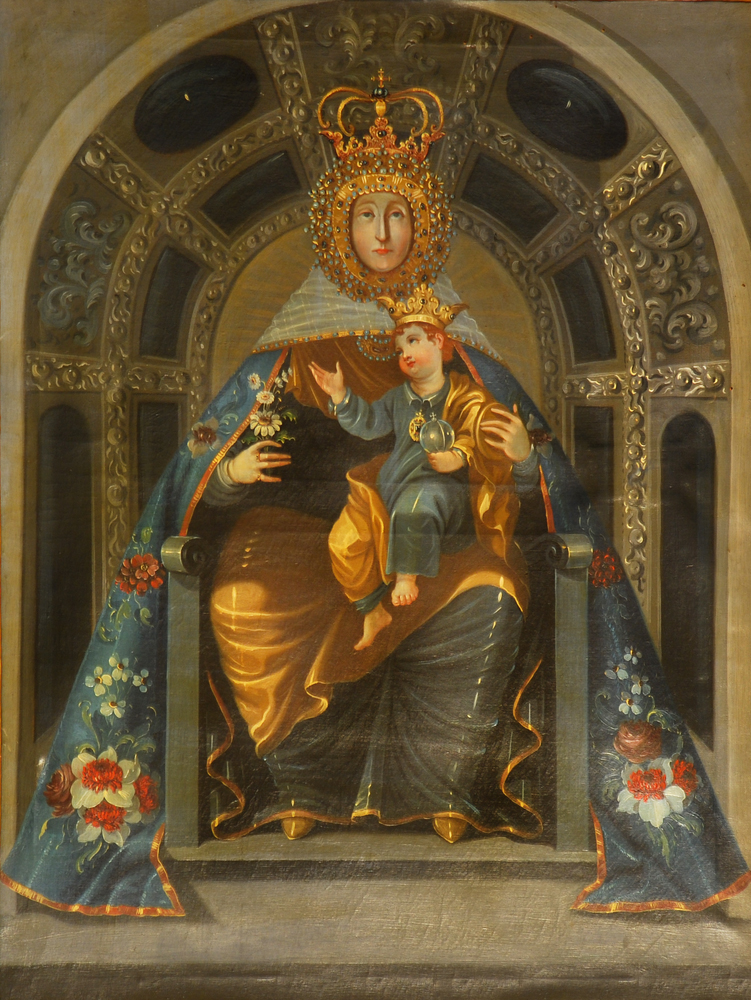
Lienzo que representa la talla románica de Santa María de Pamplona, titular de la sede pamplonesa

La edificación actual ocupa una extensa área en el Casco Antiguo de la ciudad, concretamente en la parte más alta de la Navarrería. Esta es la zona de Pamplona donde se han encontrado los restos arqueológicos más antiguos, datados en la Primera Edad del Hierro. Sobre este mismo emplazamiento se situaba el núcleo principal de la ciudad romana de Pompaelo, del que se han hallado numerosos restos en las diferentes excavaciones arqueológicas realizadas dentro y fuera del edificio, que demuestran que el lugar que ocupa la plaza del templo se correspondía con la encrucijada del cardo y decumano, las dos calles que representaban el centro neurálgico de toda ciudad romana. Así lo proponía la arqueólogo Mª Ángeles Mezquíriz:

«Contando con los datos proporcionados por los hallazgos de las excavaciones arqueológicas y teniendo en cuenta las características topográficas del terreno y la estructura de la ciudad actual, proponemos la siguiente configuración de la red viaria de Pompaelo. La calle de Dormitalería sería el cardo maximus que llegarla hasta el Portal de Francia, al norte, una de las posibles puertas de acceso a la ciudad en época romana, y por el sur, hasta la vaguada que desciende hacia el Arga. El decumanus maximus seguiría una dirección análoga a la calle Curia, desde la zona más elevada del promontorio que domina el río, al este, hasta enlazar con el resto de la meseta de forma suave, ya que no existe ningún obstáculo natural.

En la zona donde se cruzan el decumanus maximus con el cardo maximus, que coincide con la actual plaza de la catedral, se encontraría el foro.»
Mª Ángeles Mezquíriz, 2004

La primera vez que se tiene constancia de la sede de Pamplona es en el año 589, en un documento en el que se menciona al obispo «proveniente de una diócesis recién creada» en el III Concilio de Toledo. Similares menciones se registran tres años después, en el Concilio de Zaragoza (592), en el IV de Toledo (633) y en el XIII (683). Cabe considerar que si existía un obispo, podía existir un primer templo como sede episcopal. Lo corrobora además la noticia del año 924 sobre su destrucción durante «una incursión musulmana dirigida por Abd al Rahmán III» relatada por el cronista cordobés Arib Ibn Saad fallecido hacia el año 980:

«De esta manera llegó a la ciudad de Bambelona, la cual halló desierta y desamparada. Luego entró en ella el Amir, y mandó que se derribasen sus casas y edificios, y que se echase por tierra una célebre iglesia que allí había, la cual era el sitio de sus sucias ceremonias. Hízose como el Amir mandaba, y el edificio quedó de todo punto arruinado.»
Diccionario geográfico-histórico de España

Sin embargo, la primera prueba física de la existencia de una edificación eclesiástica en dicho lugar se encontró insertada en los cimientos de la edificación románica, y es un capitel labrado por tres de sus caras, fechado en el siglo ix o x, lo que corroboraría la existencia de una iglesia por esas fechas.
En 924 había una célebre iglesia que fue demolida por Abd al-Rahman III un día antes de la guerra de Cobadonga (iglesia a la que pertenecería el capitel citado anteriormente). El rey Sancho Abarca (970-994) donó a Santa María la villa de Pamplona. Sancho el Mayor reconstruyó el primer templo diocesano, y el impulso decisivo fue dado en el siglo xii. Es en el año 1086, cuando el obispo Pedro de Roda sustituye canónigos seculares por una comunidad fija de canónigos regulares, conforme a la Regla de San Agustín, creando así el cabildo catedralicio, de estilo románico, levantado entre 1100 y 1127. La consagración fue llevada a cabo el 12 de abril de 1127 por el obispo Sancho de Larrosa con la asistencia del rey Alfonso el Batallador.
Durante el final del siglo xiii y la primera mitad del xiv, se construyó el nuevo claustro en estilo gótico, y a lo largo del siglo xiv se levantaron algunas edificaciones también góticas como la capilla Barbazana y el refectorio. El 1 de julio de 1390, se derrumba la catedral románica por la zona del coro, quedando intacta la fachada y la zona de la cabecera. Tras este suceso, se comenzó rápidamente a construir una nueva iglesia, esta vez como el resto de las edificaciones que se habían llevado a cabo en el siglo anterior como el claustro, en estilo gótico.
Diferentes intervenciones se efectuaron en los siguientes siglos en todo el conjunto, siendo la más destacable la sustitución de la fachada románica por una neoclásica a finales del siglo xviii.

## El templo románico

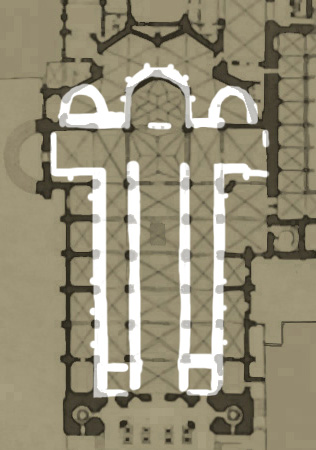
En blanco, la planta de la construcción románica y en negro, la actual gótica

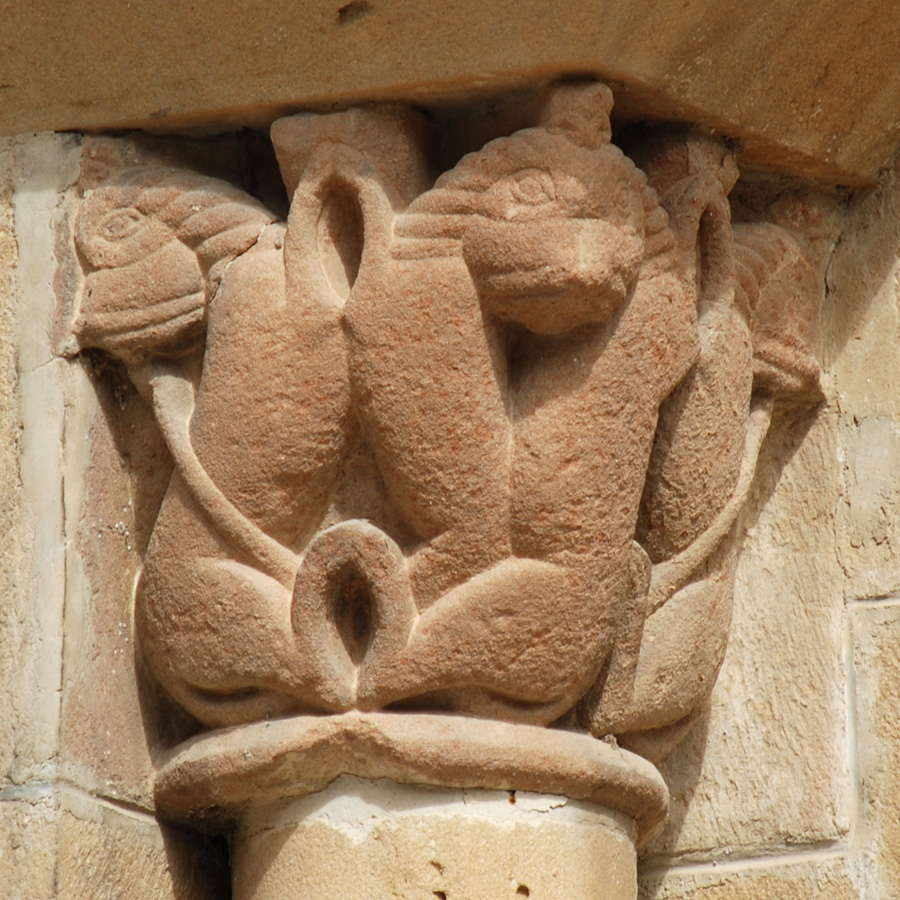
Capitel románico de la cillería

Esta edificación levantada a principios del siglo xii, entre 1100 y 1127, era de grandes dimensiones (70 metros de largo por 50 de ancho), siendo solo superada en esa época por la catedral de Santiago de Compostela. De hecho el mismo maestro Esteban que hizo este templo se tiene noticia de su participación en la pamplonesa ya que recibió del obispo Pedro de Roda una donación de casas y viñas.
Estaba magníficamente labrada y constaba de tres naves, una central y dos laterales, que tenían una anchura algo menor a las actuales. De hecho, la planta de dicha catedral viene a coincidir en gran medida con la que se levantaría siglos después en estilo gótico. Constaba de tres ábsides, siendo el central semicircular al interior y poligonal al exterior, y los laterales semicirculares en ambos casos. Es muy peculiar la gran distancia que hay entre los ábsides laterales y el central. Bajo el ábside lateral derecho se halló una cripta de tres naves sostenidas por columnas exentas y adosadas y con un altar.

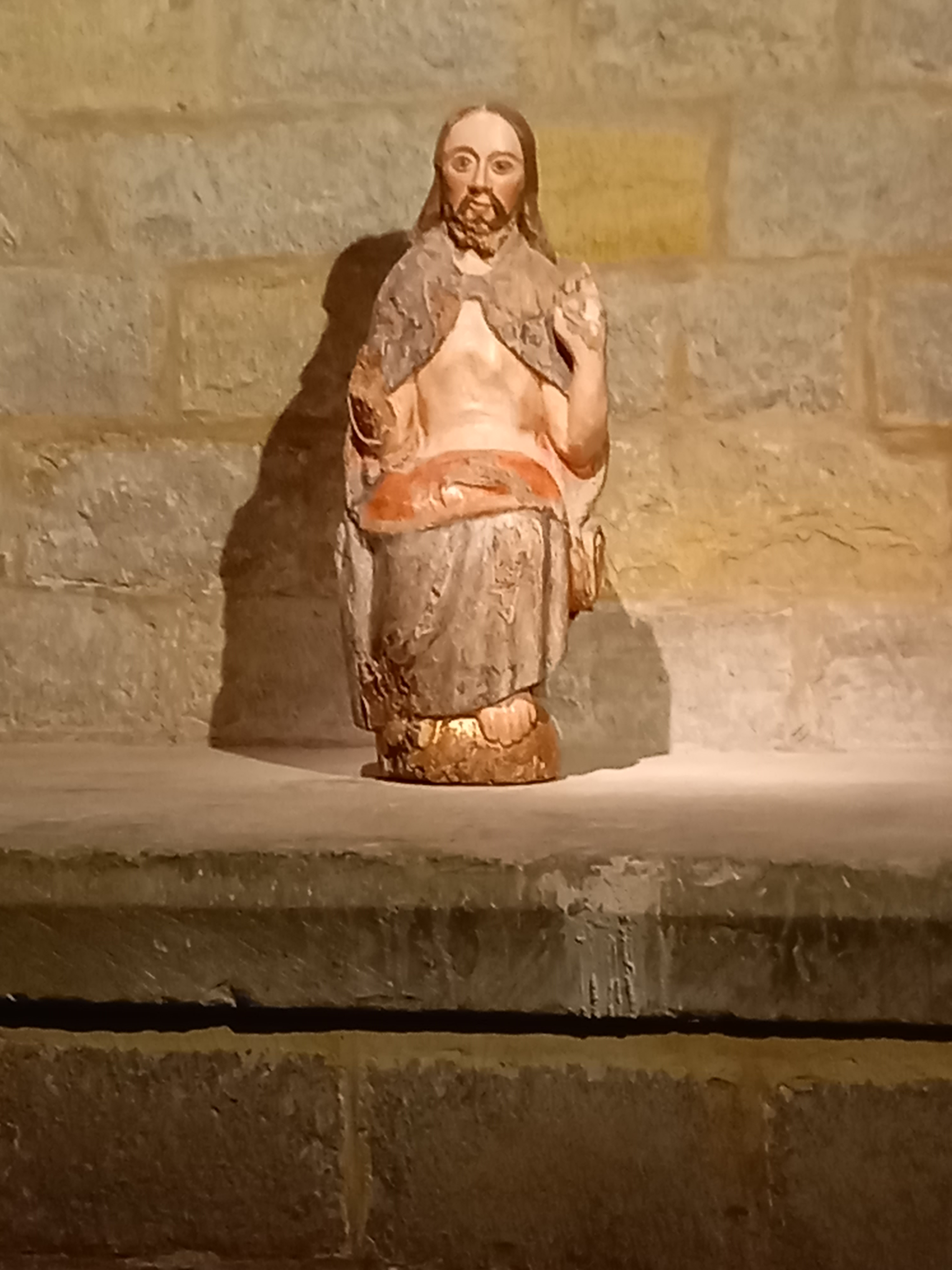
Imagen de San Jesucristo en la capilla del mismo nombre

En las siguientes décadas se construyeron en estilo románico diferentes edificaciones del conjunto, como la capilla de San Jesucristo, que pertenecería al palacio Real y Episcopal, la cillería y también el claustro (desmantelado a finales del siglo xiii para sustituirlo el actual gótico), del que solo se conservan algunos de sus magníficos capiteles en el Museo de Navarra.
La fachada de dicha edificación se mantuvo en pie hasta su desmantelamiento en el siglo xviii cuando se levantó la actual neoclásica. De ella solo se conservan algunos capiteles y tallas de figuras humanas, así como el dibujo de su planta, realizado en el plano del proyecto de la nueva edificación. Se sabe por diferentes documentos que poseía dos torres, la sur de altura similar a la nave central, y la norte, de mayor porte y coronada con un chapitel, por lo que se referían a ella como «la torre». En ella se albergaban las campanas litúrgicas.
En las excavaciones llevadas a cabo en el interior de la iglesia en los años 90, se encontraron los cimientos de la fábrica románica, así como la cripta, por lo que sabemos exactamente las dimensiones y distribución de la misma. Además de estos, los únicos restos románicos que se conservan in situ son la citada capilla de San Jesucristo, restos bajo las sacristías y la cillería con sus torres y su antigua puerta de acceso (parcialmente reconstruida). En unas recientes investigaciones se han encontrado restos románicos bajo las sacristías, así como restos de un palacio de la misma época en el lado sur del claustro.

## El templo gótico: la iglesia
La razón por la que se levanta el actual templo gótico es el repentino derrumbe de la anterior fábrica. Esto obliga a comenzar las obras con celeridad, puesto que la catedral servía de marco para los actos más importantes del reino, como la coronación y unción de los reyes, su bautismo, o su enterramiento cuando habían fallecido. Por esta razón, su reconstrucción se convirtió en objetivo primordial para los reyes Carlos III de Navarra, Leonor de Trastámara, y sus sucesores, cosa poco habitual en aquella época en la que el cabildo y los obispos solían sufragar los costos de las intervenciones que se llevaban a cabo en los conjuntos catedralicios y en las que los reyes únicamente costeaban capillas, retablos o piezas de orfebrería. En este caso, debido a que la ruina del edificio anterior era casi total, y ante la imposibilidad de que el cabildo ni el obispo asumiesen por sí solos los costes de la nueva construcción, los propios reyes destinarían una parte de sus rentas en los sucesivos años para levantar el nuevo templo, como haría más tarde su hija Blanca.
Se encontraban a finales del siglo xiv y el estilo imperante en toda Europa era el gótico. En Navarra, por tener frontera con Francia y al haber reinado en ella diferentes linajes franceses, como los Evreux (que gobernaban en esos años) y los Champaña, la influencia francesa fue muy importante y constante a lo largo de los siglos xiii y xiv, y por ello, el estilo en el que se construyó la nueva iglesia fue en gótico francés.
El día 27 de mayo de 1394 fue colocada la primera piedra, como podemos leer en la inscripción del relieve del segundo pilar de la nave central desde el crucero, en el lado del evangelio, inscrito bajo un relieve que representa a tres canónigos arrodillados ante una Virgen sedente, en la que pone: “Capi(tu)l(u)m eccl(esie) Pampilon(ensis) an(no) M.CCC.LXXXX.IIII.”

### Interior
La planta de la catedral, como es habitual, está compuesta por el cuerpo de naves, el crucero y la cabecera.
El cuerpo de naves consta de tres naves, una central de mayores dimensiones (12,2 m de ancho por 25,3 m de alto) y dos laterales (7 m de ancho por 12,8 m de alto) que se distribuyen a lo largo de seis tramos, aunque el último, el más próximo a la fachada, se levantó junto con la misma a finales del xviii.

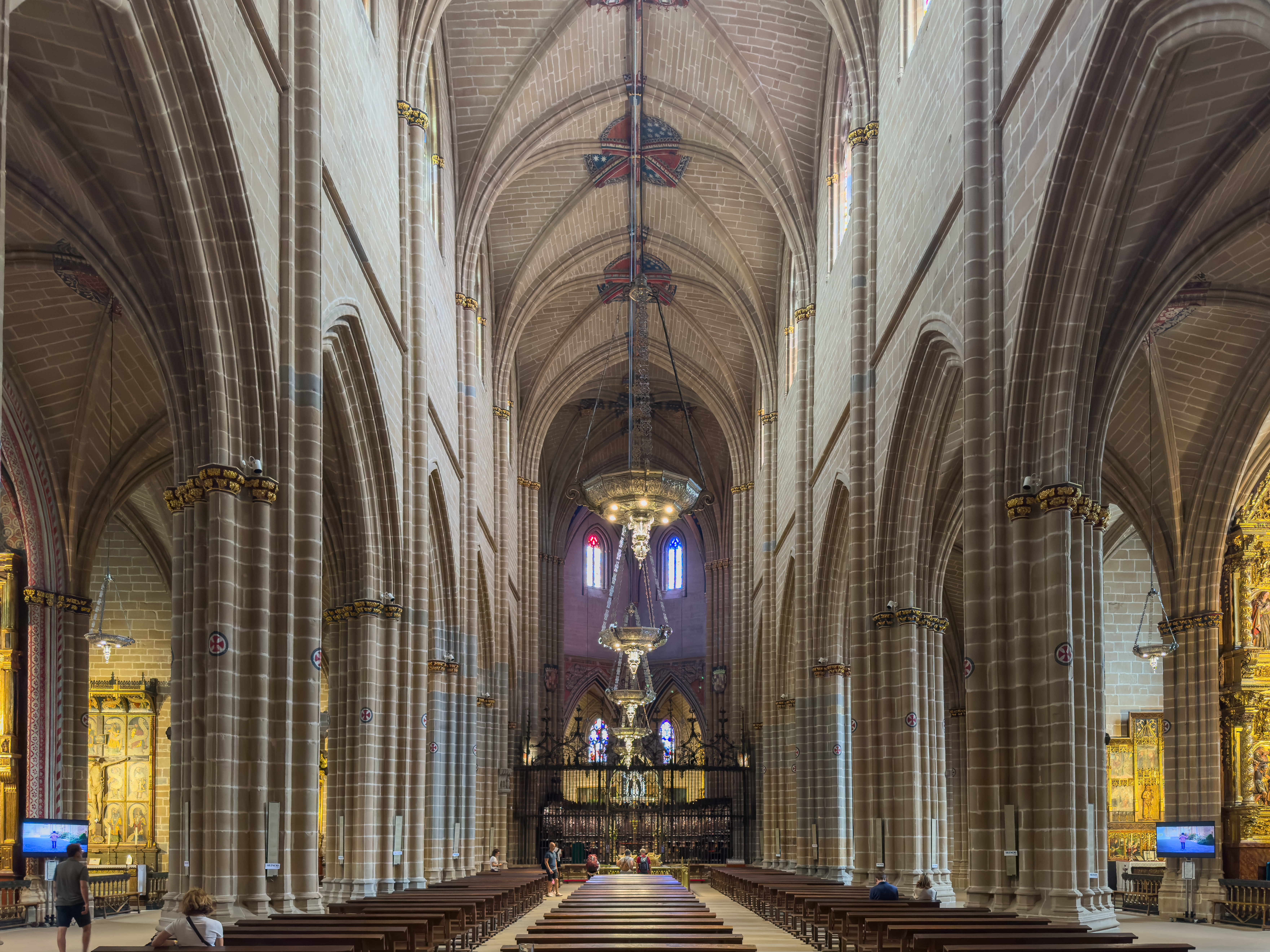
La nave

Adosadas a lo largo de las naves laterales nos encontramos con una serie de capillas, a excepción de los dos tramos más próximos al crucero por el lado de la Epístola, en que dan paso a un espacio indefinido que se explica con la necesidad de unir la iglesia con el acceso al claustro que ya estaba concluido. Aunque la mayoría de las capillas corresponden a un tramo de la nave que queda entre los contrafuertes, las dos capillas más próximas a la fachada occidental ocupan un espacio que corresponde a dos tramos. Todas son rectangulares y tienen unas dimensiones de 5,2 m de ancho por 6,5 m de largo, menos las dobles que duplican esta longitud, y la altura en todos los casos es la misma de las naves laterales.
Los soportes de la nave principal están compuestos por pilares exentos de forma romboidal con doce finas columnillas separadas por molduras cóncavas. Estas, reciben el peso de los arcos fajones y formeros, así como de los nervios diagonales. Los pilares que se sitúan entre la nave lateral y las capillas no son exentos, por lo que aunque similares a los anteriores, modifican en parte su estructura. Por su parte, las capillas dobles poseen un pilar exento, que por su lado interno y externo, no posee baquetones, sino una sección semicircular. Los arcos son apuntados, con un apuntamiento muy marcado y de perfil muy moldurado.

#### Ventanas
Es reseñable el espacio de muro que queda entre los arcos de las naves laterales y las ventanas de la nave central. Esto se debe a que las ventanas no pueden ser más largas puesto que se encuentran por el exterior con la cubierta de las naves laterales y las capillas, al ser estas últimas de la misma altura de las anteriores. No es algo extraño que se de este caso, pero sí lo es que este espacio de muro vacío no se hubiera solucionado con una tracería o un triforio, lo que da un aspecto de muro pesado y una impresión negativa.

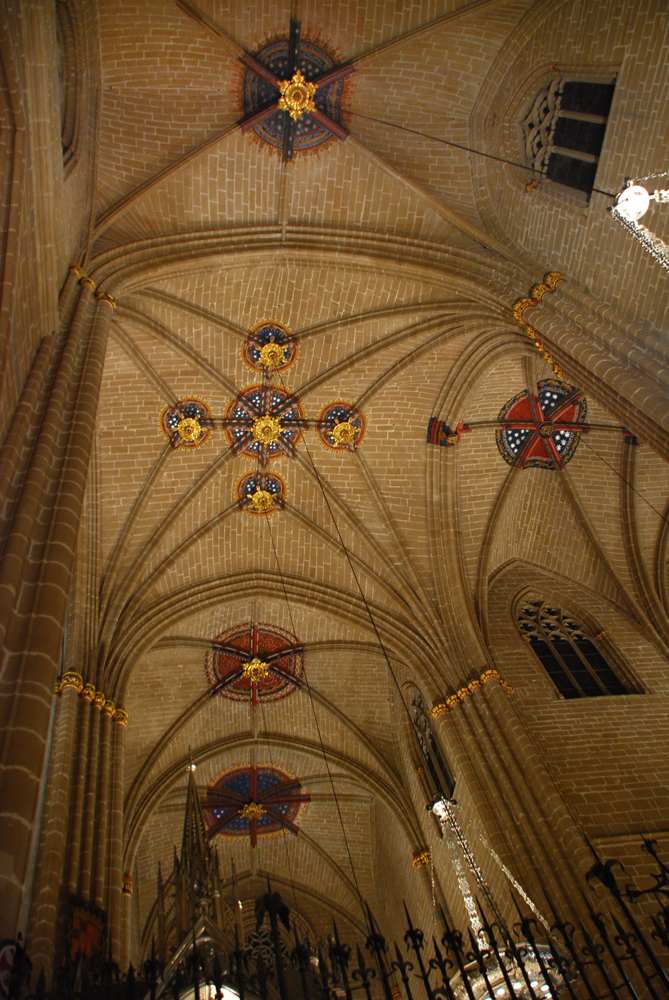
Bóvedas del crucero

Las ventanas de la nave central son las de mayor tamaño. Hay dos por tramo, a gran altura, que son alternativamente de mayor y menor tamaño y presentan un diseño alternativo a su vez. Están compuestas por un arco apuntado, abocinado, integrado por dos arquivoltas, apeadas a cada lado en otras tantas columnillas. La parte inferior está rematada por un vierteaguas en talud y su interior está dividido por dos maineles que sujetan una tracería en el vértice. Los dos diseños que se repiten son, en los tramos impares, una serie de arcos apuntados muy agudos, secantes y tangentes, cuyo interior se rellena a base de cuadrilóbulos inscritos en círculos. En los tramos pares, la tracería está formada por tres grandes círculos que contienen a su vez tres cuadrados de lados curvos con cuadrilóbulos inscritos.
Las ventanas de las capillas son similares aunque de menor tamaño, y divididas únicamente por un mainel. Las tracerías son distintas aunque constituidas por los mismos elementos básicos.
La catedral de Pamplona presenta una clara preferencia por el muro frente al vano. Hay diferentes teorías al respecto, desde cuestiones climáticas y luminosas, hasta otras más estilísticas, como la tendencia en el siglo xv hacia la revalorización del muro, o a la propia tradición del gótico navarro, más escaso en vanos que otros coetáneos.
Todo el cuerpo de naves de la catedral, está cubierto por bóvedas de ojiva. La nave central presenta bóvedas de crucería simple, barlongas, una por tramo, separadas por arcos fajones y reforzadas por ligaduras longitudinales que unen las claves de la bóveda con el arco fajón. El arco ojival es de mayor altura que el fajón. Tanto los nervios como los fajones tienen sección triangular, aguda y moldurada. Los fajones se apoyan en una columnilla que baja por el muro y a lo largo del pilar de la nave.

#### Bóvedas y techos

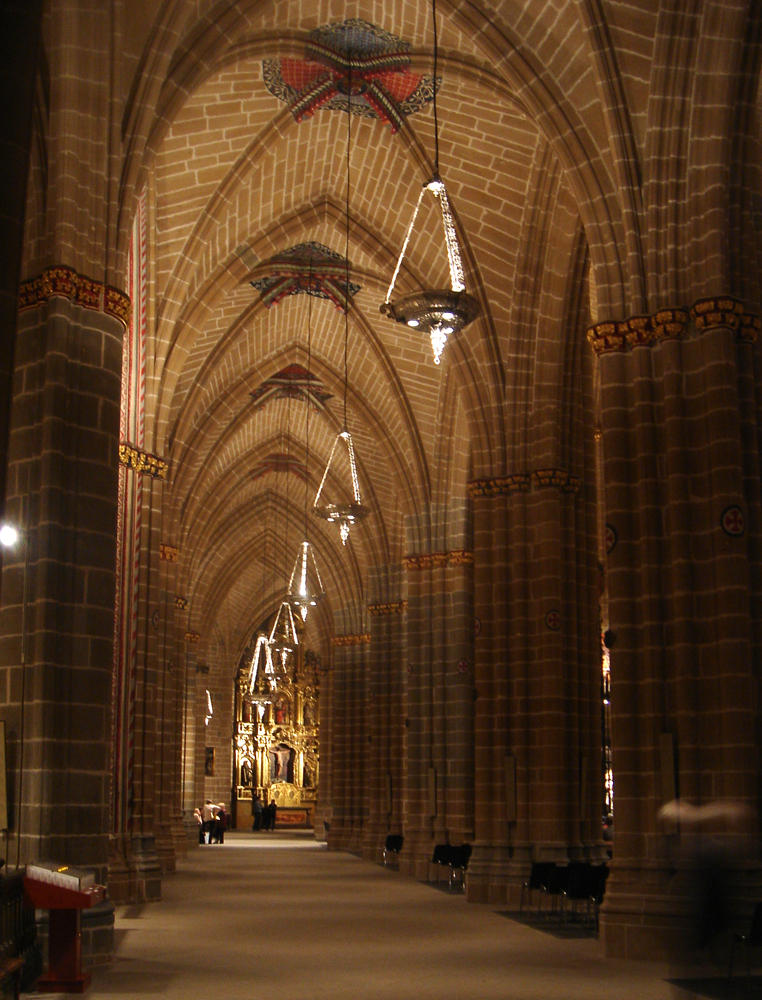
Nave lateral lado del Evangelio

Las claves de las bóvedas y de los fajones, están decoradas con motivos heráldicos, esculpidos y policromados, y a su vez, los nervios y ligaduras llevan un pequeño escudo cerca de la clave pero únicamente policromado. Comenzando por el crucero nos encontramos con las armas de Carlos III el Noble, reina doña Blanca, Navarra-Evreux, inicial de la reina Blanca, y en el quinto tramo el escudo del obispo Martín de Peralta. El sexto tramo, al ser construido en el periodo neoclásico, no presentaba policromía ni escudo heráldico, por lo que en la última restauración (1992-1994) se hizo una recreación hipotética a partir de los ejemplos conservados en el resto de la iglesia, que sí son originales y coetáneos de la arquitectura. Lo más reseñable de la decoración de las claves, es que la policromía no solo se aplicó en las claves y los escudos, sino que abarca unos cuatro metros de diámetro alrededor de las mismas, estando por tanto policromada parte de la bóveda. Aunque resulte llamativo, esto era práctica habitual en la Edad Media, en la que se policromaba la piedra tanto lisa como esculpida.
Las bóvedas de las naves laterales tienen una estructura similar, pero no están unidas las claves con el fajón por una ligadura. Al igual que la nave central, los fajones, las claves y los nervios tienen escudos heráldicos de reyes y obispos, y alrededor de la clave, también está policromada parte de la bóveda.

#### Capillas

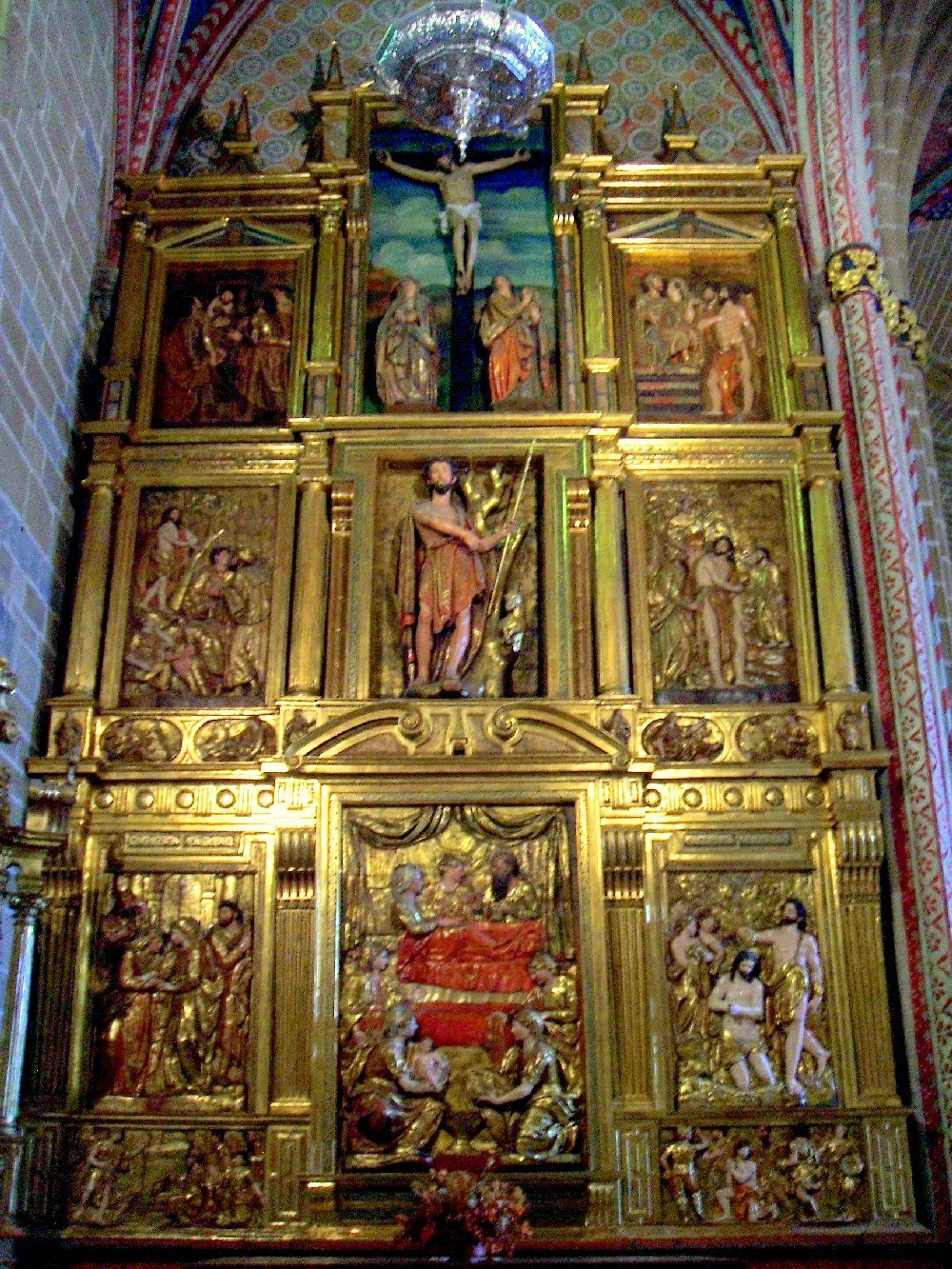
Retablo clasicista (1610) de la Capilla de San Juan Bautista

Las capillas por su parte están cubiertas por bóvedas de crucería simple, y las claves están decoradas, aunque no en todos los casos, con escudos heráldicos. Como es costumbre, las capillas están bajo la advocación de uno o más santos, y a lo largo de los siglos algunas han cambiado de titularidad. Hoy en día se las conoce como (empezando por los pies de la nave, lado del Evangelio):
- Capilla de San Juan Bautista, que durante siglos funcionó como la parroquia del mismo nombre, vinculada completamente con la catedral y que correspondía al barrio de la Navarrería. El antiguo edificio, adyacente a la cátedra, fue absorbido por las ampliaciones góticas (1394-1501) de esta y situada en sus funciones en esta capilla; es, por tanto, la parroquia más antigua de la ciudad. Tras las expulsión de los jesuitas en 1767 estaba disponible la iglesia de Jesús y María en la calle Compañía a donde se traslada en 1951.[39][40][41]
- Capilla de Santa Cristina,
- Capilla de San José y Santo Tomás,
- Capilla de San Andrés,
- Capilla Sandoval (en la girola),
- Capilla del Santísimo (en el brazo sur del crucero),
- Capilla de San Juan Evangelista y
- Capilla de Santa Catalina (ambas en el lado de la Epístola).

Hasta 1747 la girola estaba dividida en capillas y los retablos que actualmente se conservan in situ así lo atestiguan. Como en la actualidad los retablos no corresponden siempre con una capilla que lo albergue, se habla de ellos en una sección aparte del artículo.

#### Crucero
El crucero es cuadrado, y sus dos brazos están formados por dos tramos cada uno, el primero es rectangular, del ancho de la nave lateral y el siguiente casi cuadrado. La bóveda está a la misma altura que la nave central y es soportada por pilares similares a los de la misma, pero en este caso están compuestos por dieciséis columnillas en vez de doce.
Ambos brazos cuentan con dos ventanas dispuestas una frente a la otra en el tramo más próximo al crucero. La estructura es similar a la de las ventanas, pero la tracería es flamígera. Dos pequeños rosetones perforan los hastiales, con una tracería flamígera, similar a las del ala norte del claustro.
La cubierta del crucero está compuesta por una bóveda de terceletes, con sus cinco claves. Los tramos más próximos de los brazos presentan una crucería simple, barlonga, reforzada por ligadura longitudinal, y los tramos más externos, cuentan con bóvedas de crucería simple, de plan cuadrado y con ligaduras longitudinales y transversales. Los nervios presentan un perfil más agudo y complejo que los de la nave, lo que se explica por su pertenencia a una fase constructiva posterior. Otro hecho que viene a demostrar que fue construida en época posterior, es la ausencia de talla en las claves, aunque este hecho se ve disimulado, puesto que están tapadas con grandes claves postizas de madera dorada. Las bóvedas alrededor de las claves se encuentran nuevamente policromadas.

#### Cabecera
La cabecera de la catedral de Pamplona está compuesta por el presbiterio, y por una girola que hace las veces de capillas. El presbiterio tiene como planta un pentágono irregular. La girola por su parte está compuesta por cuatro tramos, los dos centrales son hexágonos regulares idénticos, y los otros dos tramos, pentágonos irregulares y desiguales entre sí.

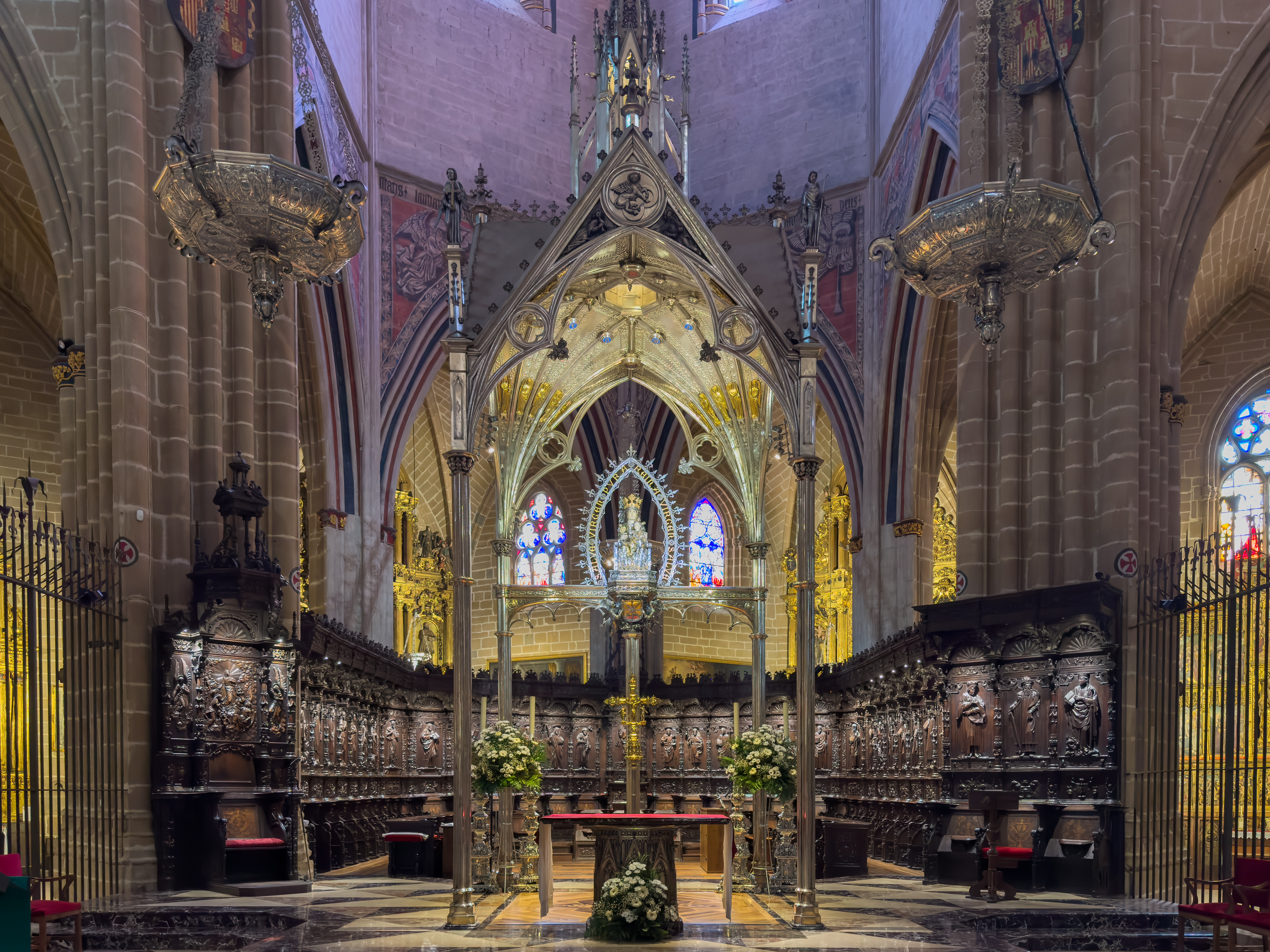
Presbiterio con el baldaquino neogótico y la talla de la Virgen del

El presbiterio es de la misma altura de la nave central y el crucero. Se une a este por un amplio arco apuntado. Hacia la girola, encontramos cuatro pequeños arcos muy apuntados que se apoyan sobre tres columnas circulares con alguna columnilla adosada para recibir el peso de los arcos de la bóveda. Las ventanas son semejantes a las de la nave pero con un solo mainel, de menor tamaño y con tracerías flamígeras.
La cubierta es una bóveda de nervios de forma estrellada adaptada al pentágono irregular. Posee cinco nervios principales que forman cinco plementos, siendo el contiguo al crucero mucho más ancho que el resto al cortar con el arco triunfal. Los nervios principales están unidos entre sí dos a dos por medio de terceletes, menos los próximos al crucero que no son propiamente terceletes y que cortan con el arco triunfal. A su vez, los terceletes se unen mediante ligaduras a los nervios principales, formando así una estrella de seis puntas. Las uniones de estos puntos están provistas de unas claves talladas con follaje. El perfil de los nervios es idéntico al del crucero.
Lo más destacable de la girola, son las dos puertas de entrada a las sendas sacristías. Ambas tiene una estructura similar, formada por un arco canapel decorado con follaje naturalista, con el intradós ornamentado, superpuesto por un arco conopial con follaje y rematado por florón, todo ello limitado a los lados por pináculos cajeados. Parece que se pueden datar a finales del siglo XIV y originariamente estarían destinados a albergar sepulcros, pero que se eliminaron para poder dar acceso a las sacristías creadas con posterioridad tras la girola.
Únicamente hay tres pequeñas ventanas en la girola. Una que conserva la tracería original sustentada en un mainel, otra que carece de ella y una tercera cuya tracería parece ser moderna.
Las cubiertas están divididas por sus nervios en seis partes o en cinco, según el tramo. Las claves aunque dispuestas para albergar un escudo heráldico, solo una está tallada, mientras que el resto están ocultas por claves de madera como en el crucero.
La mayor peculiaridad de la cabecera de esta catedral, es que aúna dos elementos poco habituales en las catedrales góticas. Por una parte, la girola que se fusiona con las capillas, y por otra que tiene un número par de paramentos laterales en el presbiterio, lo que hace que en vez de situarse un vano al fondo del mismo, haya una columna.

### Exterior
El cuerpo de naves presenta al exterior dos paramentos diferenciados. El inferior que corresponde a las capillas y el superior que corresponde a la parte alta de la nave central.
Las ventanas presentan el mismo esquema que al interior, con la diferencia de que sobre el arco hay un guardapolvos sustentado por ménsulas de cabezas humanas por el lado norte, y de animales por el lado sur. Cada tramo está separado por un contrafuerte sencillo de forma cuadrangular, cinco en el lado norte y tres en el sur. De este contrafuerte sale un sencillo arbotante con forma de cuarto de círculo que se apoya en otro contrafuerte igualmente cuadrangular. No se tiene certeza de si la ausencia de pináculos en éstos, se debe a que nunca existieron o a su desaparición. En el lado sur existe una pequeña puerta apuntada tapiada. 

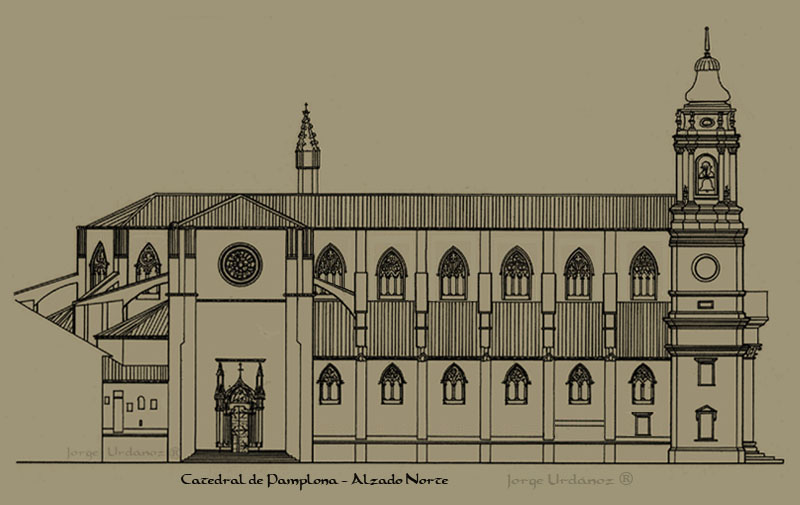
Alzado norte (puerta de San José, siglo XV)
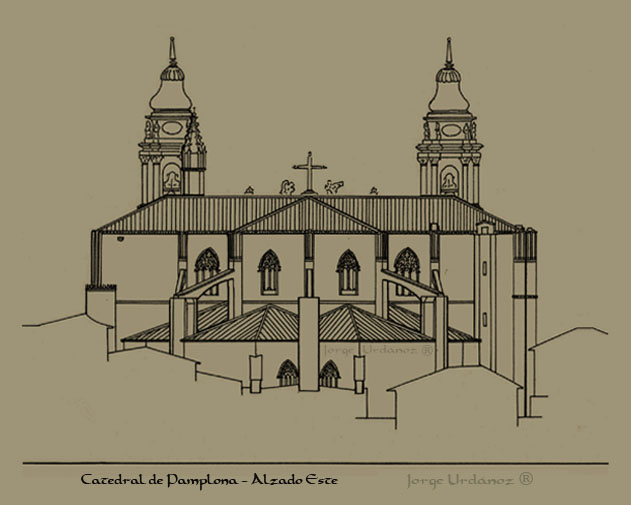
Alzado este (cabecera)
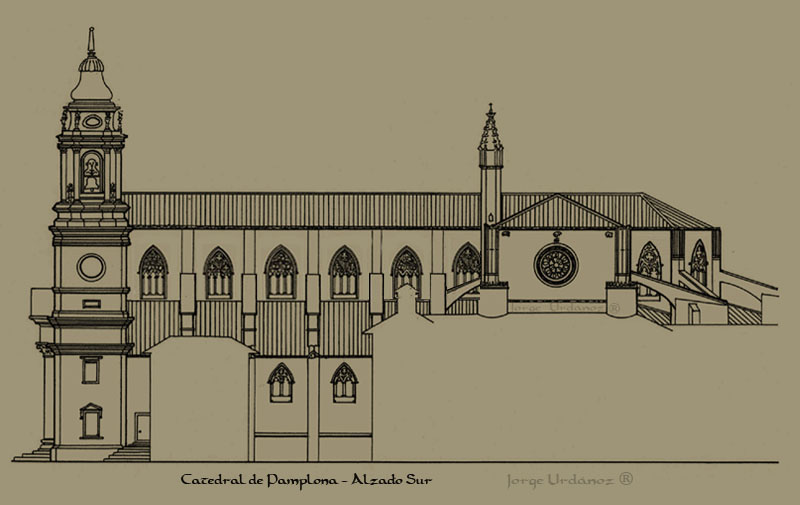
Alzado sur (lado del claustro)

El crucero coincide en altura y anchura con el cuerpo de naves. La fachada sur solo es visible en parte, puesto que está adosada al claustro. Por el contrario, el lado norte es visible en su conjunto. Observamos uno de los rosetones en la parte alta, y en la baja, la puerta gótica de San José.

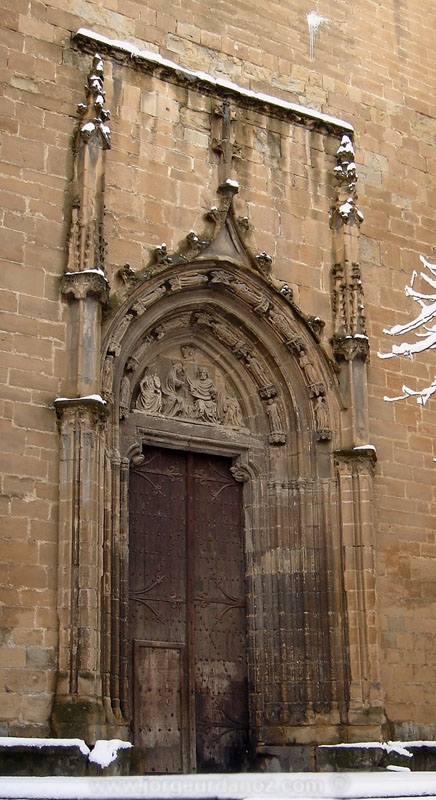
Alzado de la puerta de San José,, fachada norte

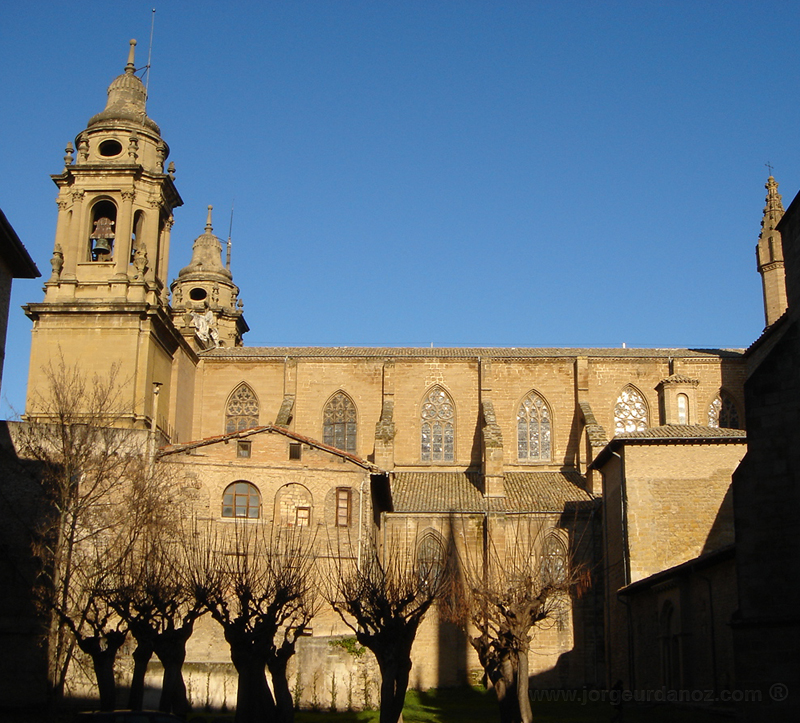
Vista exterior de la fachada sur desde el patio del Arcedinato

Esta puerta, de hacia 1425, se atribuye a Jehan Lome de Tournay y a su taller. Compuesta por un arco levemente apuntado con tres baquetones en las jambas y dos amplias arquivoltas figuradas. El arco conopial coronado por un doble florón, todo enmarcado por dos desarrollados contrafuertes que acaban en pináculos y protegido con un guardapolvos con motivos vegetales. En el tímpano se representa la coronación de la Virgen.
La cornisa del crucero presenta una consecución de esferas, en cambio en la nave vemos un motivo vegetal. Son destacables las dos escaleras de caracol, una que termina en un remate gótico al modo de un gran pináculo, y la otra, la norte, acaba de forma abrupta, como si estuviera sin terminar o hubiera sido desmochada. Tienen al exterior planta poligonal y pequeñas ventanas a lo largo de las mismas.
Las esquinas del brazo sur del crucero, acaban en forma cilíndrica en su parte baja, rematada por una filigrana a modo de corona, y de ahí parten unas columnillas que presumiblemente terminaban en unos pináculos.
La cabecera tiene en la parte del presbiterio la misma altura y anchura que la nave principal, creando de esta manera una cruz latina. Presenta un esquema similar al de la parte superior del crucero, lo que vendría a cuadrar con la etapa constructiva en la que fueron levantadas ambas partes. Nuevamente dos de las ventanas presentan guardapolvos (a diferencia de las del crucero).
Los contrafuertes son lisos hasta que llegan al último tramo donde son moldurados. Tanto aquí como en la cabecera, sabemos de la existencia de los pináculos, puesto que uno de ellos sobrevivió a los diferentes avatares y se desmontó de su sitio en los años 90 del siglo xx por miedo a su desplome. Por tanto, todos los demás se debieron caer, muy probablemente en la explosión del molino de la pólvora en 1756, que tanto dañó al conjunto de la catedral y especialmente a sus ornamentos, como vidrieras, tracerías y pináculos.

## Fachada neoclásica
A pesar del derrumbe parcial de la catedral románica en 1390, la iglesia mantuvo intacta su fachada, construida en dicha época. De esta primitiva fachada únicamente nos queda el dibujo de la planta, en un plano de Ventura Rodríguez de 1783, cuando iba a ser sustituida por la actual, y algunas tallas que se conservan en el museo de Navarra.

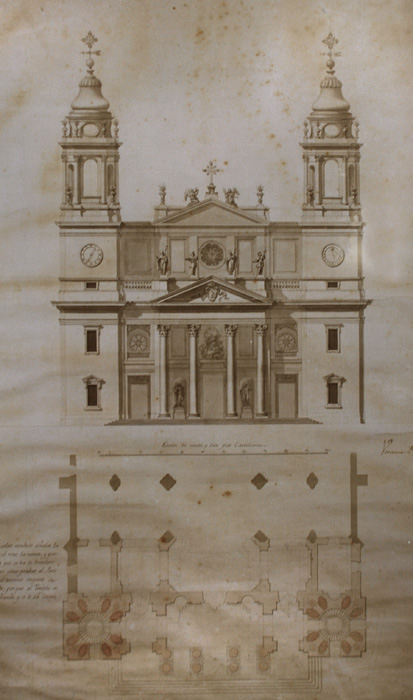
Diseño para la fachada principal de la catedral realizado por Ventura Rodríguez

En el siglo xviii las pretensiones del Cabildo de dotar de una portada digna a la iglesia catedral, vieron por fin la luz. Había sido una constante a lo largo de los siglos pero hubo que esperar hasta finales del siglo xviii para que definitivamente se acometiesen las obras. Tras recibir una serie de diseños, todos ellos tardo-barrocos, el Cabildo decidió pedir consejo a Felipe García de Samaniego, a quien encargó la labor de ponerse en contacto con la Real Academia de San Fernando, la cual rechazó todos los diseños y propuso que se le encargase a Ventura Rodríguez, que por entonces era un gran exponente del nuevo estilo academicista, así como el director de la susodicha institución.
El Cabildo finalmente le encargó el diseño y este presentó el anteproyecto de la fachada que hoy vemos construida, el 5 de febrero de 1783. Su ejecución la llevó a cabo Santos Ángel de Ochandátegui, por expreso deseo de Ventura Rodríguez.
Nos encontramos ante una composición tripartita, frontis clásico entre dos torres laterales. A pesar de ser una ruptura total con el interior y de tapar por completo su morfología, no descuida ni sus proporciones ni su iluminación, manteniendo los rosetones para iluminar las naves.
Es una composición totalmente academicista, con su frontón tetrástilo pareado en profundidad, levemente adelantado al resto y separado en un pódium con escaleras. Las columnas de fuste liso, descansan sobre plinto y basa ática, con capiteles corintios, y soportan un entablamento con su arquitrabe, un friso liso, cornisa y un frontón de grandes dimensiones con el escudo del Cabildo de la ciudad como único adorno.

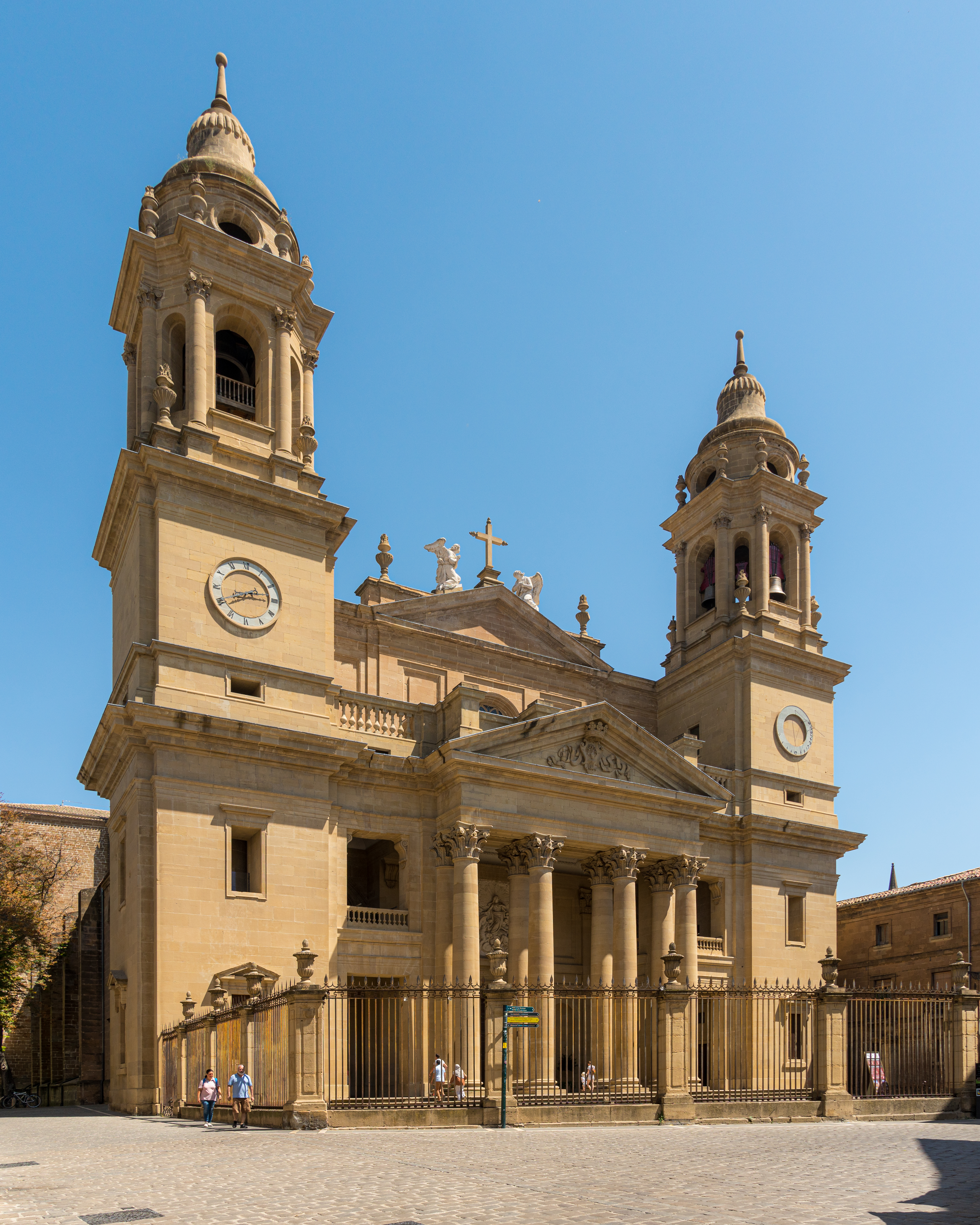
Fachada neoclásica diseñada por Ventura Rodríguez

Sobre este cuerpo se levanta un segundo retranqueado, sustituyendo las columnas por pilares adosados al muro, incluyendo en su centro el rosetón y rematado todo ello por un nuevo frontón de las mismas dimensiones que el inferior, sin decoración, y coronado por una cruz y dos ángeles a ambos lados en posición oratoria y dos flameros.
Los cuerpos laterales sirven como unión entre el frontón y las torres. Lo hacen de forma sencilla, con formas cuadrangulares, en los que lo más destacable son dos barandillas pétreas.
Las torres están divididas en tres cuerpos. El inferior con paramentos desnudos y dos grandes ventanas, una de ellas con frontón sobre ménsulas. Rematado el conjunto con un entablamento de cornisa volada, pasa a un segundo cuerpo igualmente desnudo con un entablamento en su base y un reloj de sol en la torre norte y uno mecánico en la sur como únicos adornos, que encajan con las dimensiones del rosetón central. El tercer cuerpo, el de campanas, tiene un desarrollo ochavado. Con flameros en las esquinas y columnas compuestas enmarcando los vanos, que están rematados con arcos de medio punto, siendo los de los ángulos de menor tamaño. Sobre ello un volumen cilíndrico rodeado por ocho flameros y encima un remate en forma de campana.
Este diseño se enmarca dentro de la última etapa de este arquitecto que había ido abandonando paulatinamente el gusto por lo recargado tan propio del barroco. Él mismo destaca que la fachada tiene los elementos justos y necesarios para ser hermosa y destaca también la proporción de sus partes y del conjunto.
El diseño original de Ventura Rodríguez incluía un altorrelieve de la Virgen María sobre la puerta principal, que hoy en día podemos contemplar, realizado en 1798 por Julián San Martín, así como seis esculturas que nunca llegaron a realizarse por la falta de medios económicos por parte del Cabildo. Estas eran las de San Pedro y San Pablo en los nichos del atrio, y sobre el frontón inferior, cuatro esculturas de santos navarros. Todas ellas subyugadas a la arquitectura, algo contrario a las primeras creaciones barrocas de Ventura Rodríguez.
El atrio que se encuentra ante la fachada, y que con sus pilares rematados con jarrones y unidos por verjas de hierro, cierra la plaza que delimita, fue una idea y diseño de Ochandátegui, que propuso su construcción al Cabildo para definir y mejorar el espacio que se encontraba ante la nueva edificación.
Toda la fachada, interior de las torres, casa del campanero, campanas y el atrio, está siendo fruto de una profunda restauración en la actualidad (2010). Además de la consolidación de elementos pétreos, sustitución de partes dañadas o perdidas, limpieza y protección de todo el conjunto, se está construyendo un museo en el interior de lo que fue la casa del campanero para dar a conocer mejor dicha edificación.

### Una fachada controvertida
Desde el momento de su ejecución esta fachada ha sido objeto de crudos comentarios por parte de muchos visitantes de la ciudad a lo largo del siglo XIX, fundamentalmente, pero también en el siglo XX. Muestra de ello es que en el otoño de 1964 el escritor navarro José María Iribarren se hacía eco de ello en un artículo publicado en la revista Pregón elocuentemente titulado "Vapuleos y elogios a la fachada de la Catedral". Siguiendo el repaso realizado por Iribarren, el primer escritor decimonónico en opinar fue Carlos Dembowski en 1840:

Al ver la fachada (de la Catedral) reconstruida muy recientemente en estilo italiano, no se diría que hay detrás una iglesia gótica. Extrañado por esta falta de unidad arquitectónica, me lamenté ante el canónigo que tenía la amabilidad de servirme de guía. ¿Quién me habría dicho que estaba equivocado? Mi amable mentor me lo ha probado, sin embargo.

—¿Veis mi sotana? —me ha dicho—, ¿tiene el revés alguna relación con el derecho? ¿Por qué el exterior de un edificio la tendría más con el interior? La fachada puede ser, pues, de estilo italiano y la nave de estilo gótico, enteramente lo mismo que el paño de mi sotana es negro y la seda del forro de color violeta. Por otra parte, como las dos partes del edificio han sido construidas en épocas diferentes, era natural que cada una tuviera el carácter del gusto dominante en su época.
Carlos Dembowski, Dos años en España y Portugal durante la Guerra civil española 1838-1840, tomo II

El 3 de octubre de 1841 se publicaba en el Semanario Pintoresco Español un artículo anónimo sobre Pamplona. Al hablar sobre la catedral, afirma que «su mayor adorno es la fachada». Unos años después, en octubre de 1847, el mismo medio dedica a la catedral otro artículo firmado M. E. y P. El autor nos dice «que el viajero, detenido al final de la calle de Curia ante las verjas del atrio, se pasma de la grandeza y magnificencia» del templo «así como no puede menos de cautivar su atención y sus miradas la majestuosa a la par que sencilla fachada, que revela el genio de su célebre inventor en la sobriedad de sus adornos, en la hermosa proporción de las partes con el todo, y en la grandiosidad del conjunto, gallardía de su construcción, toda de sillería, y belleza de su estilo». Añade que las torres «terminan en airosas cúpulas a la imperial, habiéndose tenido que quitar las hermosas cruces doradas que con sus esferas y veletas en un principio se pusieron, y reemplazarlas con los pararrayos, para burlar los estragos de las frecuentes exhalaciones que caían.» Por último, «agrega que en el interior del pórtico y a ambos costados del bajo-relieve de piedra blanca que representa la Asunción de Nuestra Señora hay dos nichos en los que el arquitecto proyectó colocar las estatuas de San Pedro y San Pablo.»
Pocos años después otro ilustre viajero que visita la ciudad, Víctor Hugo, también tiene espacio en su libro póstumo, En voyage: Alpes et Pyrénées, para escribir:

«Le premier objet qu'on cherche du regard quand on voit pour la première fois une ville à l'horizon, c'est la cathédrale. En arrivant à Pampelune, j'avais aperçu de loin, vers l'extrémité orientale de la ville, deux abominables clochers du temps de Charles III, époque qui correspond à notre plus mauvais Louis XV. Ces deux clochers, qui ont l'intention d'être des flèches, sont pareils. Si vous tenez à vous figurer une de ces flèches, imaginez quatre gros tire-bouchons supportant on ne sait quelle vascule pansue et turgescente, laquelle est couronnée d'un de ces pots classiques, vulgairement nommés urnes, qui ont l'air d'être nés du mariage d'une amphore et d'une cruche. Tout cela en pierre. J'étais parfaitement en colère.» «Vu de près, il est pire encore. Les deux excroissances taillées en trognons de choux et décorées du nom de flèches que je viens de vous esquisser sont portées par une colonnade à laquelle je ne puis rien comparer si ce n'est la colonnade de Saint-Denis du Saint-Sacrement dans notre rue Saint-Louis à Paris. Et ces turpitudes se donnent dans les écoles pour de l'art grec et romain! O mon ami, que le laid est laid quand il a la prétention d’être beau!»
«El primer objeto que uno busca con la mirada cuando se ve por vez primera una ciudad en el horizonte es la catedral. Al llegar a Pamplona, yo había apercibido de lejos, hacia el extremo oriental de la ciudad, dos abominables campanarios de la época de Carlos III, época que corresponde a nuestro peor Luis XV. Estos dos campanarios, que tienen la pretensión de ser torres, son iguales. Si queréis daros idea de una de esas torres, imaginad cuatro grandes sacacorchos que sostienen no se sabe qué ventruda y turgente vasija, coronada por uno de esos pucheros clásicos, vulgarmente llamados urnas, que tienen el aspecto de haber nacido del matrimonio de una ánfora y de una jarra. Todo esto en piedra. En verdad que me encolericé...»

«Vista de cerca es aún peor. Las dos excrecencias talladas en forma de tronchos de col y decoradas con el nombre de torres... están sostenidas (mentira, algo yo) por una serie de columnas que a nada pueden compararse como no sea a la columnata de Saint Denis del Saint-Sacrament en nuestra rue Saint-Louis de París. ¡Y a esta ignominia se da en las escuelas el nombre de arte griego y romano. Amigo mío, ¡cuidado que lo feo es feo aunque tenga la pretensión de ser hermoso!»
Víctor Hugo, En voyage: Alpes et Pyrénées, 1843, p. 93

Como contrapunto, otro viajero francés, Justin Cénac-Moncaut, que también visitó Pamplona pocos años después anotaría en su libro Voyage archeologique et historique dans l'ancien Royaume de Navarra (1857):

«Hâtons-nous de dire, cependant, que si l'œuvre de Ventura [Rodríguez] jure avec le monument gothique qu'elle complète, elle forme, toutefois, prise et considérée en elle-même, un monument du plus grand style. La France ne possède peut-être rien qui soit comparable à l'harmonie majestueuse de ces deux grandes tours.»
«Apresurémonos a decir, sin embargo, que si la obra de Ventura [Rodríguez] choca con el monumento gótico que completa, forma, no obstante, tomada y considerada en sí misma, un monumento de mayor estilo. Francia no posee tal vez nada que sea comparable a la armonía majestuosa de esas dos grandes torres».
Justin Cénac-Moncaut, Voyage archéologique et historique dans l'Ancien Royaume de Navarra, p. 112

La relación de testimonios y comentarios es amplia y, en la mayoría de los casos, negativos. Pero cómo el mismo Iribarren apunta posiblemente sean «detractores del estilo neoclásico» que durante el siglo XIX se dejaron sentir mucho más que en la actualidad. Era frecuente, indica, que «los artistas y escritores de hace uno y dos siglos le tenían manía a determina dos artes y estilos: al churrigueresco, al herreriano, al rococó o al greco-romano. Y hubo épocas en que no gustaba el románico y se exaltaba exageradamente el gótico. Otras en que se prefería lo morisco a lo plateresco. Y otras, en fin, donde se despreciaba la profusión barroca frente a la sencillez y la severidad de líneas del arte neoclásico.» Tras recoger tantas opiniones el mismo escritor tudelano, escuetamente, vierte su opinión:

«Pues bien; yo, pese a todos los juicios adversos que acabo de copiar, creo que la portada de don Ventura es noble, elegante, grandiosa, y constituye un ejemplar insigne del estilo greco-romano en que la planeó su autor.

¿Que difiere del resto del templo? Mejor; asi el viajero que cree entrar en un templo del siglo XVIII se pasma al verse bajo las amplias naves y las bóvedas ojivales de una catedral gótica de fines del XIV a comienzos del XVI.»

«Hoy. en materia de arte predomina un criterio más amplio y generoso. No tenemos prejuicios ni inquinas en materia de estilos. Nos gustan, a la vez, el románico macizo y el frágil gótico, el mudéjar y el plateresco, el barroco y el neoclásico, cuando las obras ejecutadas con arreglo a estilos tan dispares tienen grandeza y elegancia, o simplemente gracia y sabor.»

Finalmente, la opinión de un arquitecto sobre otro arquitecto. José Yárnoz Larrosa, en su libro sobre Ventura Rodríguez y su obra en Navarra (1944), concluye al referirse a la fachada:

«Cuantos han juzgado en forma despectiva esta obra maestra de don Ventura Rodríguez no han tenido en cuenta el problema planteado a tan glorioso arquitecto al encomendarle este trabajo. No existía fachada en la catedral: sólo restos incompletos de la primitiva románica; habla, por lo tanto, que proyectar una nueva, que, o bien se hacia en el estilo gótico del templo existente sin datos bastantes,lo que no dejaba de ofrecer sus dificultades en el aspecto artístico e incluso en el económico, o había que adaptar la nueva composición a los gustos de aquel tiempo.

«Con gran sentido estético y práctico, a nuestro juicio, se decidió don Ventura Rodríguez a seguir este camino, logrando con su prodigioso genio hacer una obra que si se consideró acertada entonces, el tiempo la ha acabado de consagrar, dándole el valor y la estima que merece toda manifestación de arte, aun cuando ofrezca ese extraño contraste que tan frecuentemente se ve en nuestras catedrales».

## Claustro

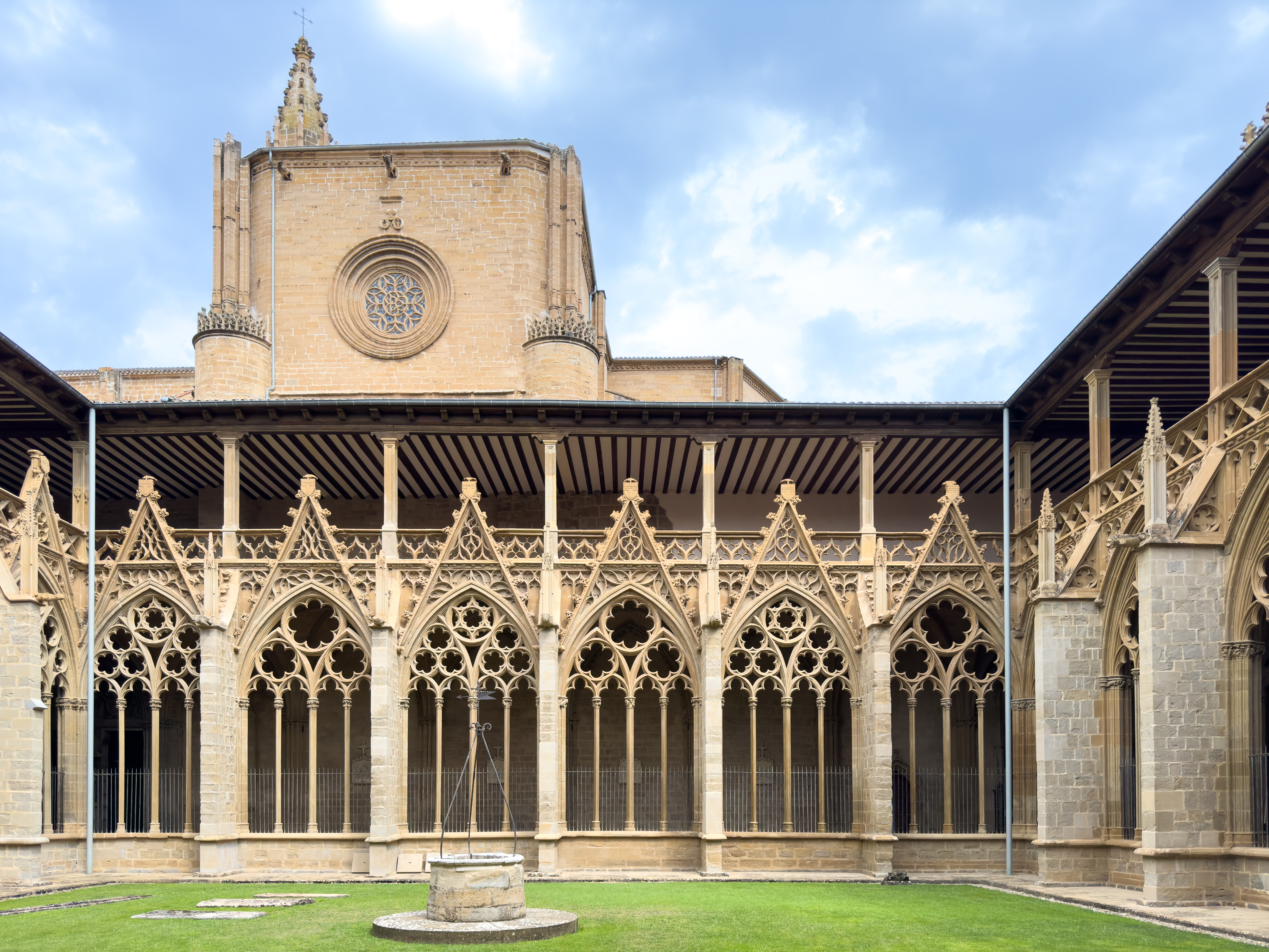
Las tracerías del ala norte son más complejas que las del ala este y están rematadas con un frontón que sobresale por encima de las bóvedas.

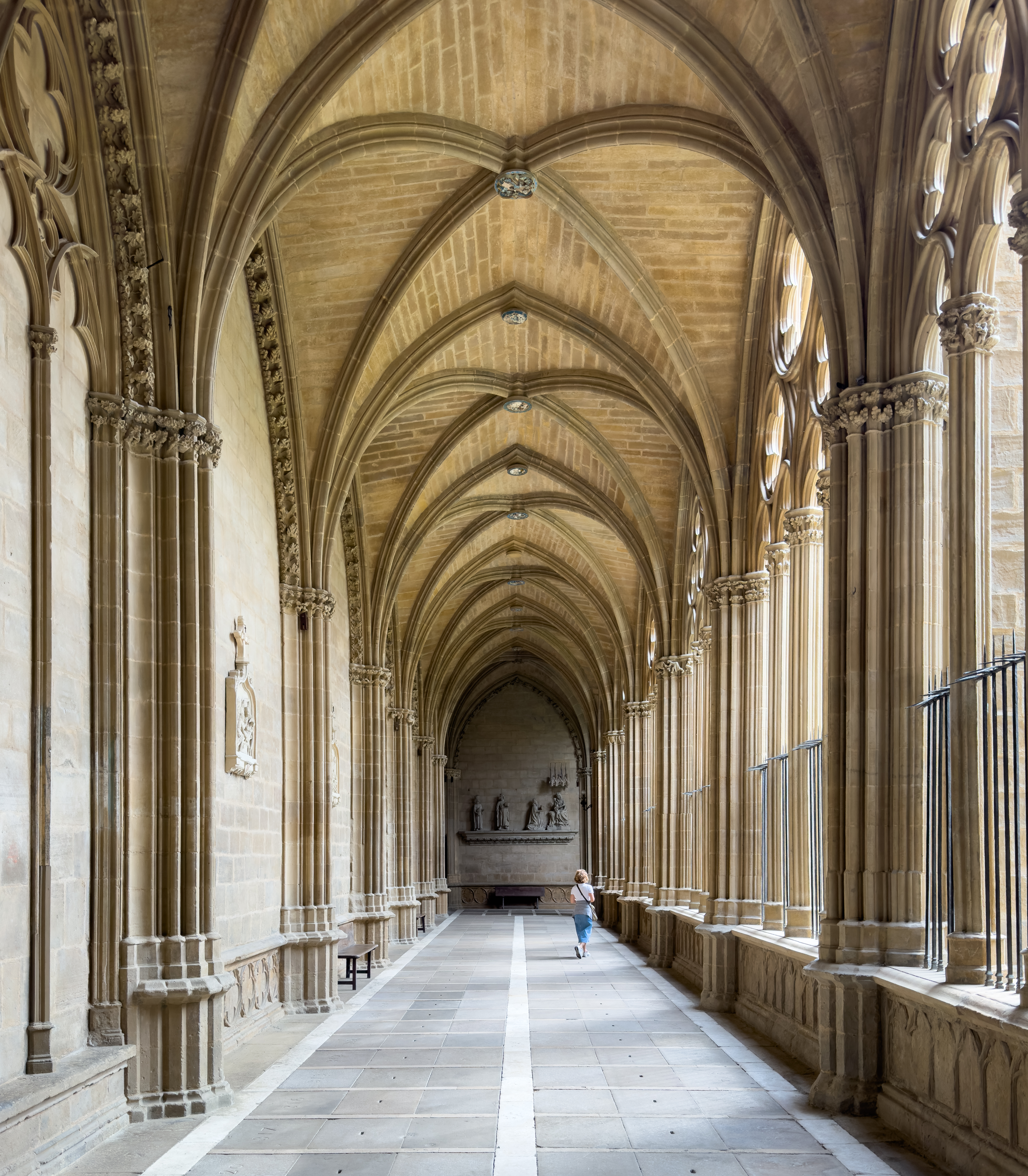

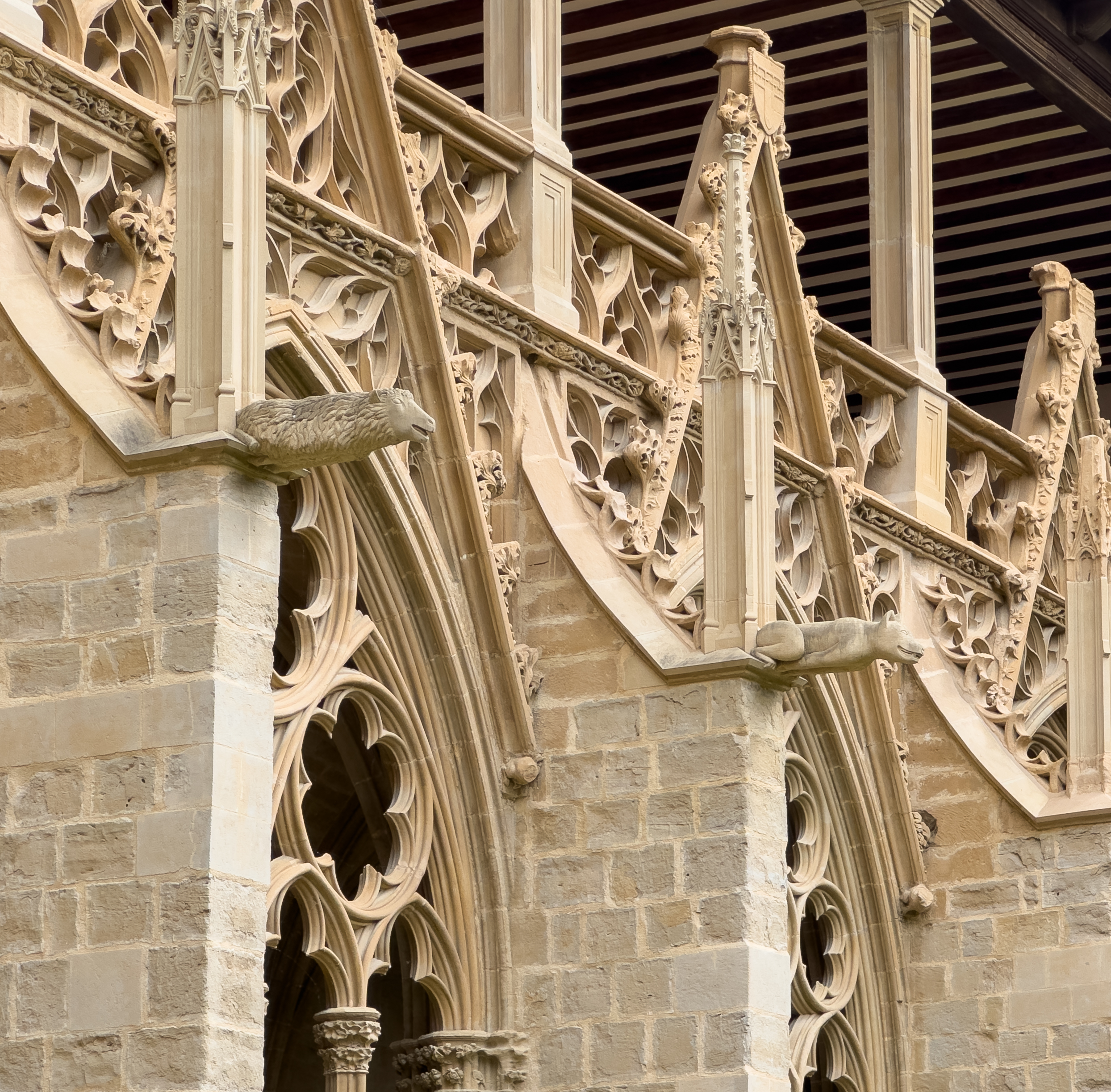
Gargolas

El actual claustro fue levantado entre 1280 y 1360 aproximadamente. Es considerado uno de los 
mejores ejemplos de claustro gótico de toda Europa y sin duda, el mejor del siglo xiv. Existía otro en el mismo lugar de factura románica, pero que al parecer se encontraba en mal estado (especialmente tras la guerra de la Navarrería en 1276), por lo que bajo el episcopado de Miguel Sánchez de Uncastillo, se llevó a cabo su reconstrucción en el nuevo estilo imperante. De este claustro primitivo se conservan algunos capiteles magníficamente labrados en el Museo de Navarra.
Son reconocibles tres etapas constructivas, que se atienden a su vez a cambios morfológicos y evoluciones en la solución de la decoración de ciertos elementos. Las obras debieron comenzar por el lado Este, en el que las tracerías son más sencillas, y continuó el avance por el lado Norte, Oeste y finalmente el Sur, donde observamos una mayor complejidad en el diseño de las mismas.
Es un claustro cuadrado, con un muro perimetral sobre el que se abren diferentes puertas, y a su interior, una serie de ventanales de arcos apuntados divididos por tres maineles que descansan en un zócalo y que soportan diferentes tracerías, separado cada tramo al interior por un contrafuerte rematado en pináculo, y sobre los arcos, la mayoría de ellos presenta un gablete que sobresale del muro. Cada lado del claustro tiene seis tramos que dan al jardín interior del mismo, unidos todos ellos en sus esquinas por un tramo compartido entre cada dos galerías, con la peculiaridad que entre la Sur y la Oeste se encuentra un tramo insertado en la zona del jardín que alberga un lavatorio. Por tanto, sin contar este tramo, puesto que no forma parte de las galerías, tenemos un total de 28 tramos en total.
En los maineles de las ventanas se adivina una influencia probablemente de Normandía. Se comenzó por el ala Este. El diseño de sus tracerías es el más antiguo y la calidad de sus tallas difiere, lo que hace suponer el paso por diferentes manos. Las claves mantienen una unidad hasta parte del ala Norte, en las que enmarcadas en una orla, vemos alusiones a trabajos relacionados con los distintos meses del año. Las enjutas del lado Este no se realizaron hasta años después, cuando toda ella ya había sido concluida, para homogeneizarlo con el nuevo diseño del resto de los tramos.
A la segunda etapa se debe la ejecución final del tramo norte y del tramo Oeste con el lavatorio. Asimismo cabe pensar que son de esta misma época las puertas del Refectorio, que se construyó en 1330, y la del Amparo, que daba acceso a la iglesia. Esta última está flanqueada por hermosas tracerías adosadas al muro. Por todo el muro interior recorre un zócalo de igual estilo que el que se encuentra bajo las ventanas. En este tramo hay un ligero cambio en el diseño de los pilares y también cambian los diseños de las claves.
Las tracerías del ala Norte, alternan el diseño de la Este con otro más complejo. Además, están rematadas con un gablete que vuela por encima de las bóvedas. El tramo Oeste presenta una misma tracería con una característica forma de cruz en su centro, y gablete por encima de la bóveda, al igual que el tramo Sur. Este último pertenece a tercera etapa de construcción del claustro. Se observa el enrevesamiento de las formas, su mayor finura y una mayor complejidad en el conjunto de las tracerías de dicho lado.
Una cuarta etapa vendría a suponer la adecuación de partes ya terminadas, así como la unificación de ciertos diseños decorativos, aunque el claustro ya estaba terminado en cuanto a su estructura.
Los capiteles presentan dos tipos diferenciados de representaciones, por un lado las figurativas y por otro las vegetales. Con lo que respecta a las figurativas, en las alas Norte y Este, abundan los capiteles historiados con animales reales o fantásticos y personajes de la vida religiosa o profana, muchas veces acompañados de diseños vegetales.
Las bóvedas de las naves son de crucería simple, separadas por arcos perpiaños apuntados. En el centro, así como en los arcos fajones, encontramos claves, casi todas talladas y policromadas.
No se sabe cuándo se llevó a cabo, pero debió ser en el siglo xv cuando se levantó el sobreclaustro. Para ello se suprimieron los pináculos que se encontraban sobre los antepechos. Únicamente se sustituyeron sus remates por unas pilastras acanaladas a modo de prolongación del fuste. Se elevaron los muros laterales y se cubrió todo con un liviano forjado de bovedillas de madera. Este sobreclaustro, a pesar de haber cambiado la morfología del diseño original de forma irreversible, ha contribuido en buena manera a su conservación.

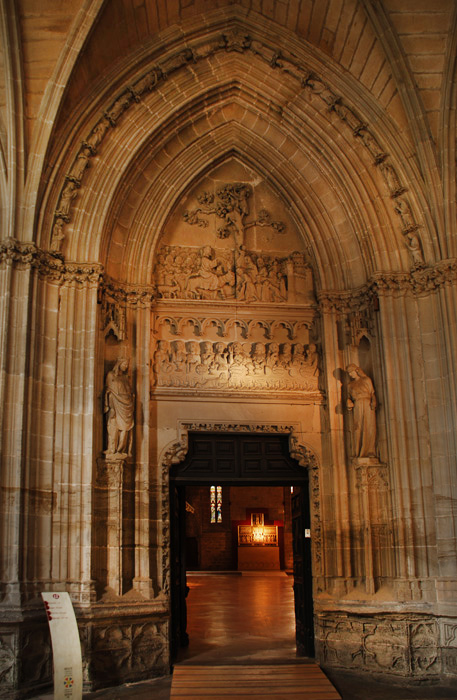
Puerta del Refectorio.
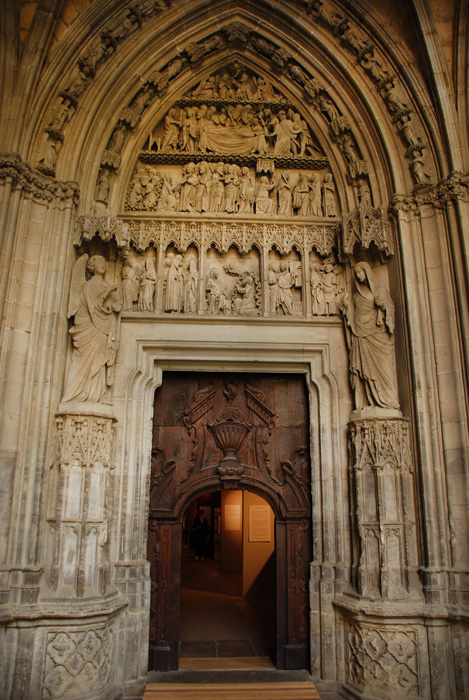
Puerta Preciosa (dormitorio).
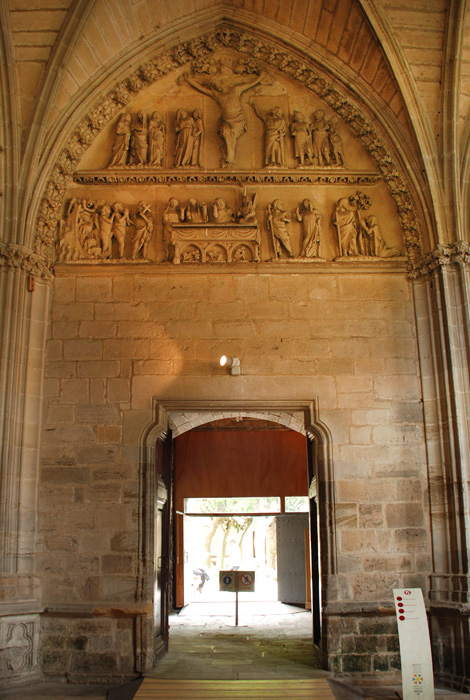
Puerta Arcedinato (acceso).
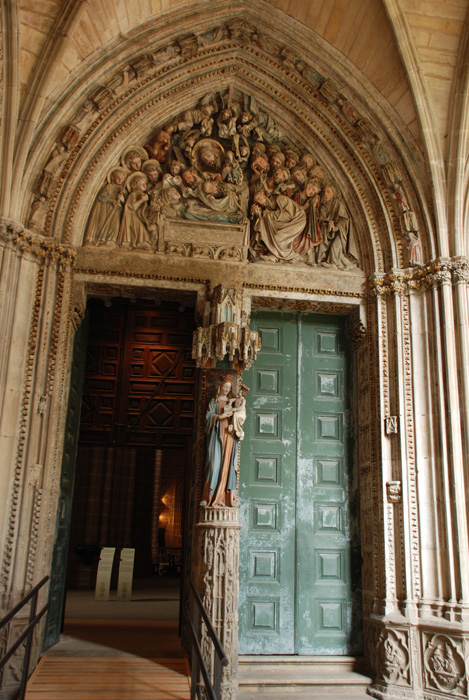
Puerta del Amparo (iglesia).

Aunque no se encuentran in situ hoy en día, son muy destacables las pinturas murales que decoraban ciertos paramentos del claustro y que ahora se pueden contemplar en el Museo de Navarra. Una representación del Árbol de Jesé del siglo xiv, que ocupaba toda la pared del tramo apuesto a la puerta del Arcedinato, y una imagen del juicio final que se encontraba dentro del nicho del sepulcro de Sánchez de Asiáin. Asimismo, podemos ver todavía en el propio claustro la policromía de las claves, así como restos sobre el relieve de la adoración de los Reyes Magos, en algunos arcos adosados al muro, en los sepulcros de Asiáin y los Garro (este último mantiene gran parte de dicha policromía) y en uno de los plementos del tramo contiguo al anterior sepulcro del obispo, hay una pintura mural que representa las armas de los Evreux, que aúnan las flores de lis y las cadenas de Navarra. En otro de los tramos vemos unos plementos decorados con una bóveda azul estrellada. También es destacable la policromía sobre las tallas de la puerta del Amparo, especialmente sobre los rostros de los personajes del tímpano, a los que confiere gran expresividad y realismo.

## Dependencias claustrales
En torno al claustro, se sitúan una serie de dependencias que a lo largo de los siglos han servido para el funcionamiento de la vida regular en la que vivían los canónigos, así como otras dependecias y capillas necesarias para el culto ordinario en la iglesia catedral.
|  |

### Capilla Barbazana

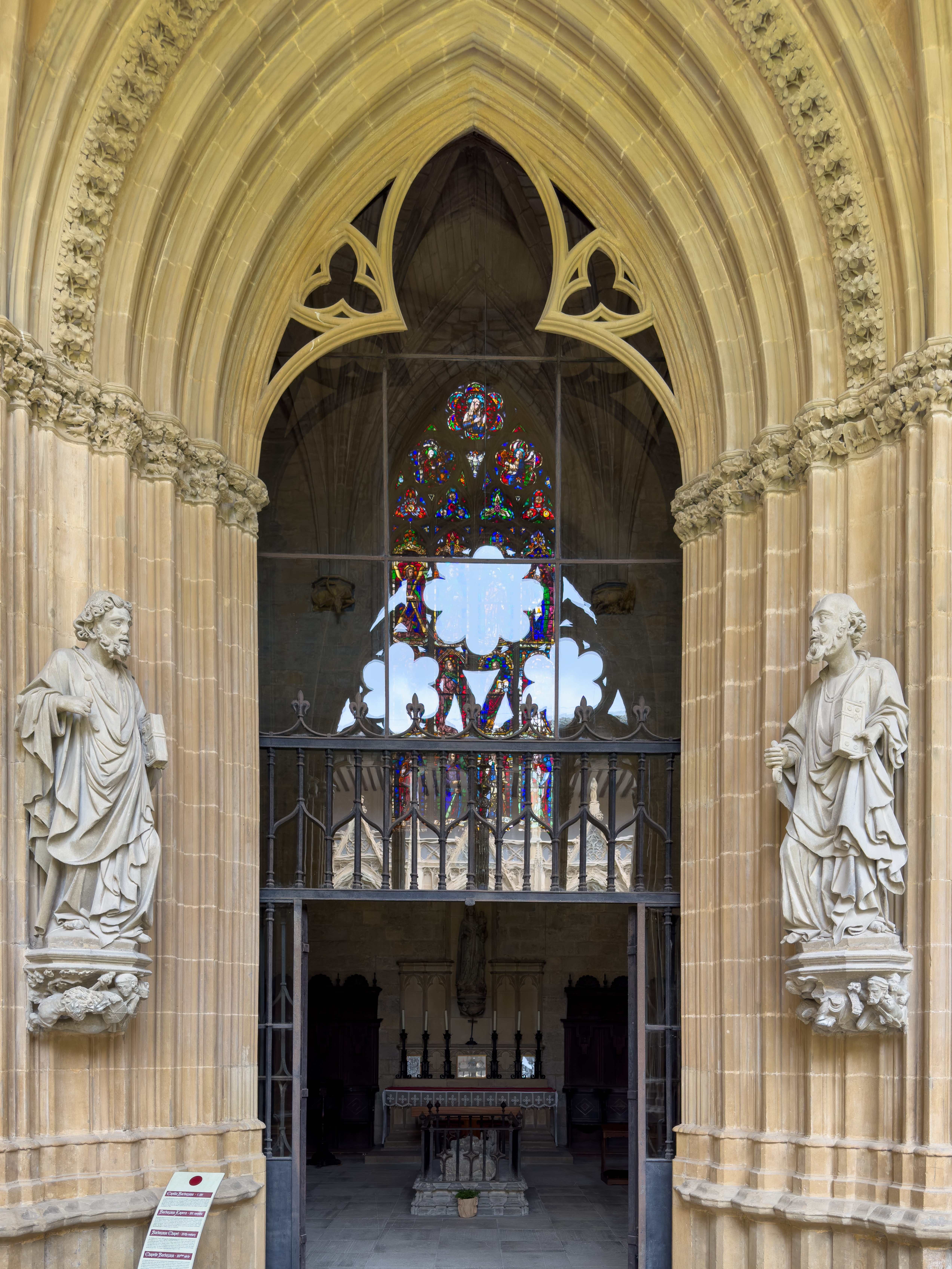
Entrada

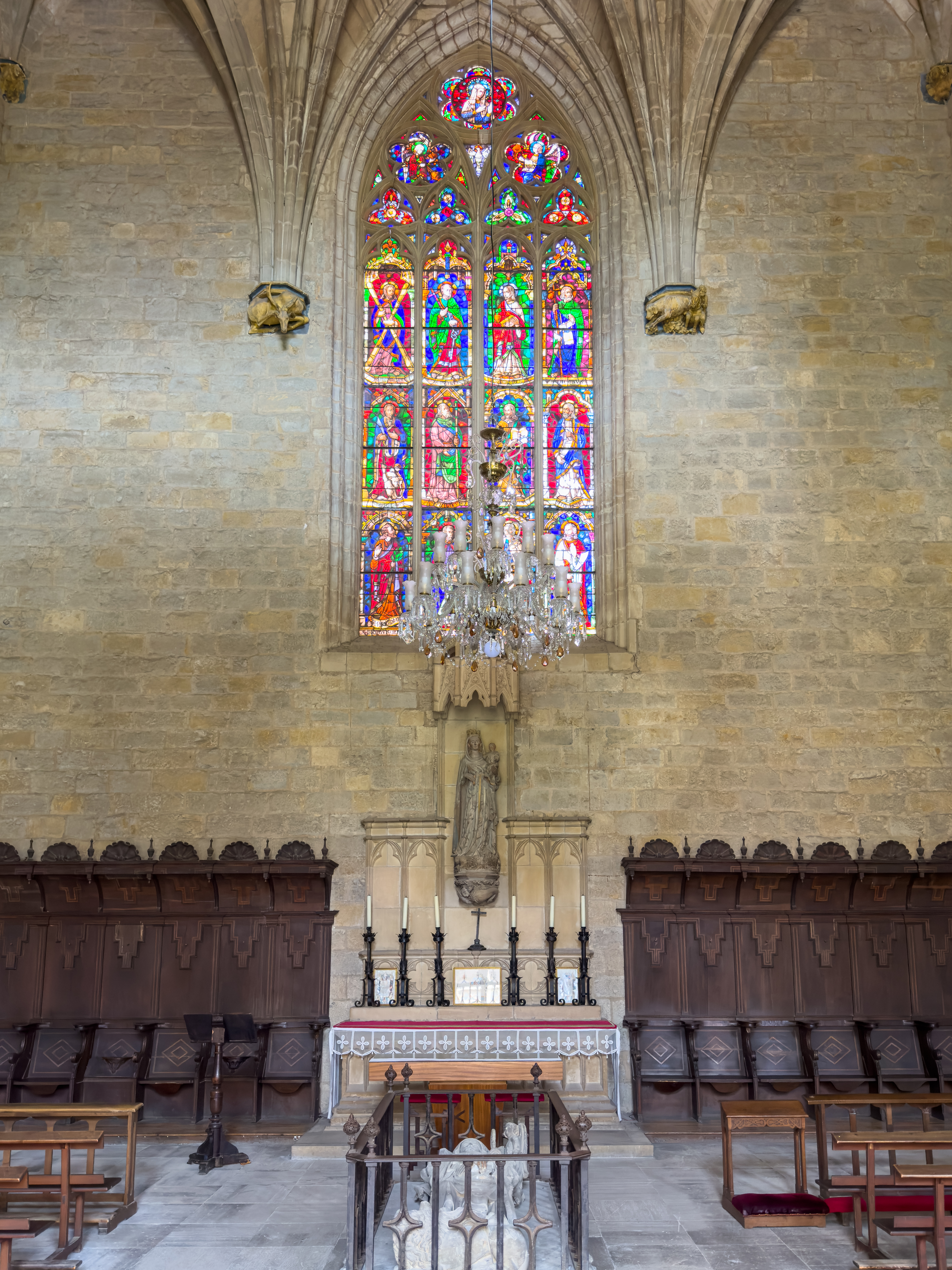
Interior

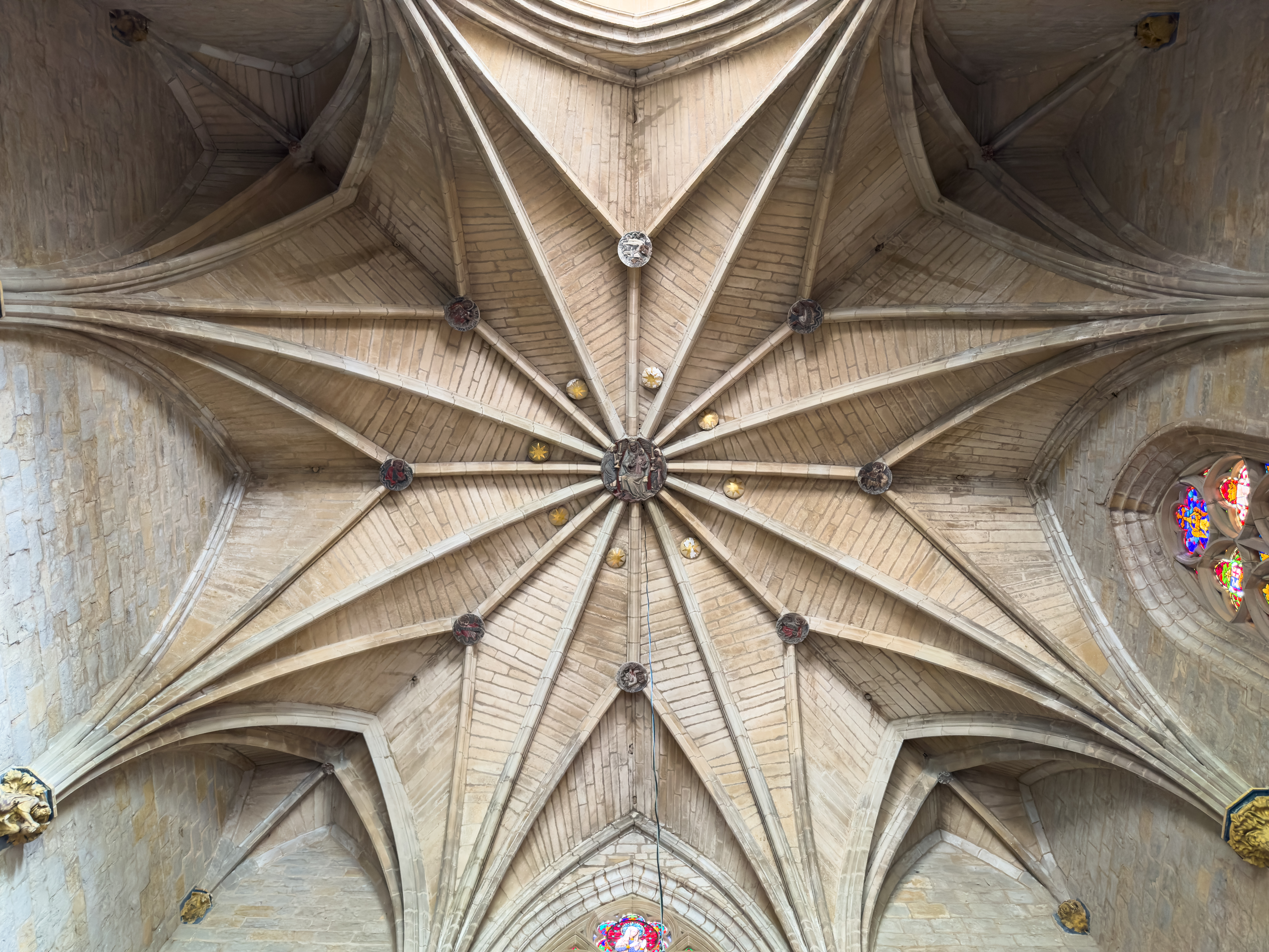
Bóveda en estrella de la capilla

Aunque los primeros datos documentales sobre su construcción son de 1378, por su disposición, unión con el tramo Este del claustro (donde se halla) y mismo trabajo en la decoración, cabe pensar que se comenzó al mismo tiempo o próximo al comienzo de las obras del claustro gótico, finales del siglo xiii. Actualmente y desde hace varios siglos, se usa como capilla y alberga el sepulcro del obispo Arnaldo Barbazán (que promovió su construcción). Pero en origen, por su situación en el claustro, su suntuosidad y por la disposición de puerta y ventanas en el muro que da a dicho claustro, está claro que su función debió ser la de sala Capitular y ha sido sede judicial.
Consta de una cripta y sobre ella la capilla propiamente dicha, que se habría creado para salvar el gran desnivel del terreno. Es de base cuadrada, con un pilar octogonal en su centro con capitel liso del que parten ocho arcos que dividen la bóveda en cuatro tramos de crucería simple. Estos se sitúan a unos 6 m del suelo. Actualmente sirve como enterramiento y posee diferentes nichos adosados al muro en el que descansan varios obispos de Pamplona.
A la estancia a nivel del claustro, encima de la susodicha cripta, donde se halla la capilla, se accede desde el claustro por una amplia puerta flanqueada por dos grandiosos ventanales decorados con finas tracerías, algo muy usual en las salas capitulares construidas en ese siglo. En su interior nos encontramos una planta cuadrada que a cierta altura pasa a ser octogonal por medio de la inserción de trompas de ángulo.
Está cubierta por una bóveda de estrella de ocho puntas, con un intrincado conjuntos de terceletes, ligaduras y nervios, unidos en algunos casos por ocho pequeñas claves y en el que destaca la clave central con un relieve policromado de la Virgen. La bóveda descansa sobre unas ménsulas adosadas al muro que representan animales. En los muros nos encontramos dos grandes ventanales, uno frente a la puerta, y otro en el lado de levante. Ambos en la parte central y a una considerable altura.
Al exterior nos presenta como un potente torreón prismático de cuatro caras, con robustos contrafuertes (doce), rematados por unas pirámides a modo de pináculos, destacando uno por su mayor tamaño y altura, que alberga en su interior la escalera de caracol. La capilla está rematada entre los contrafuertes con una airosa galería de arcos apuntados bajo un tejado, aunque en su día debían estar al aire libre por la disposición de sus elementos.
Antiguamente se encontraba en su interior un retablo manierista que ahora se halla en una iglesia madrileña, y dos retablos laterales que se encuentran hoy en día en el interior de la catedral. En su lugar se colocó la Virgen del Consuelo, talla gótica del primer tercio del xiv, procedente del Refectorio.

### Refectorio

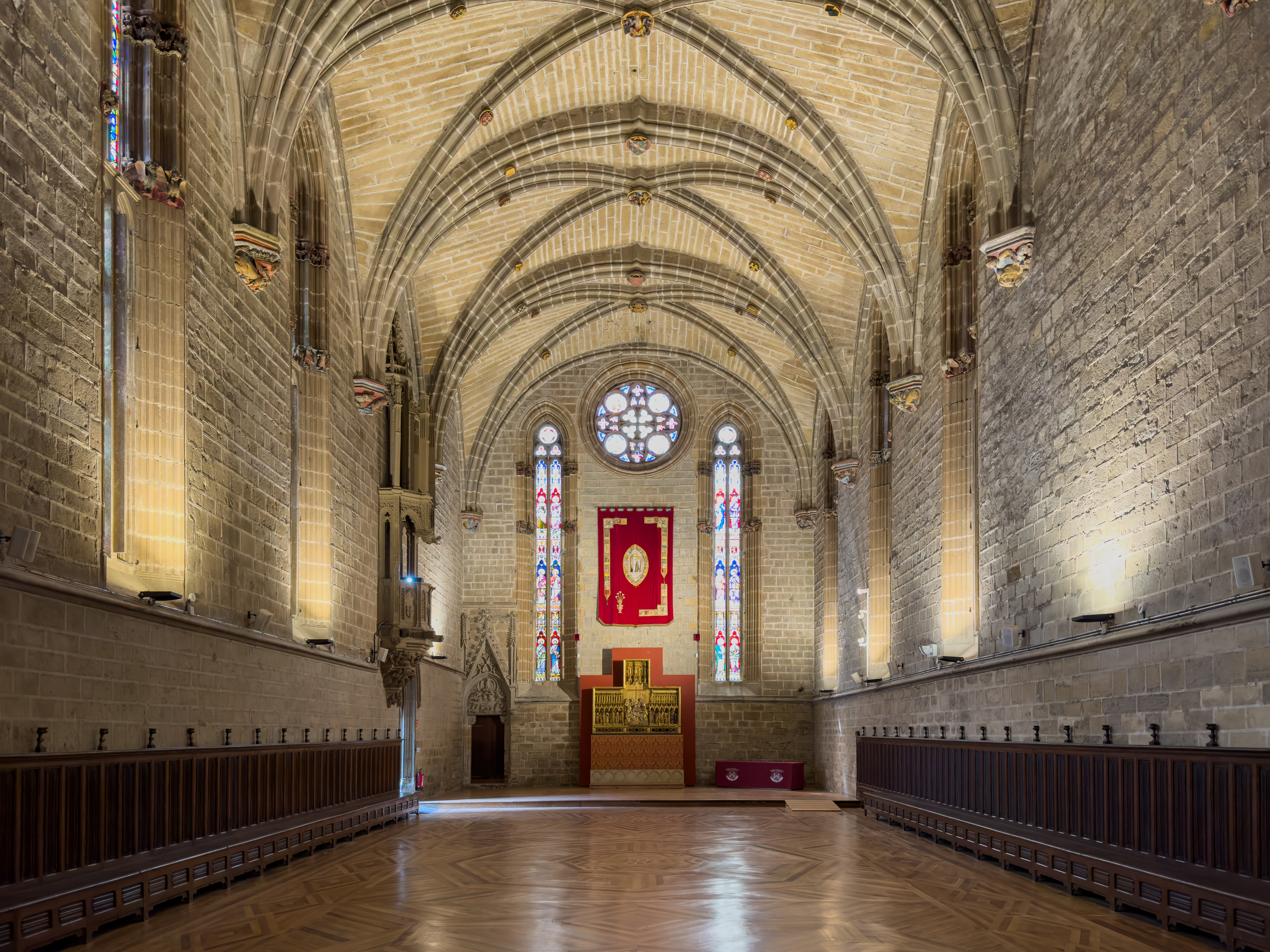
Refectorio

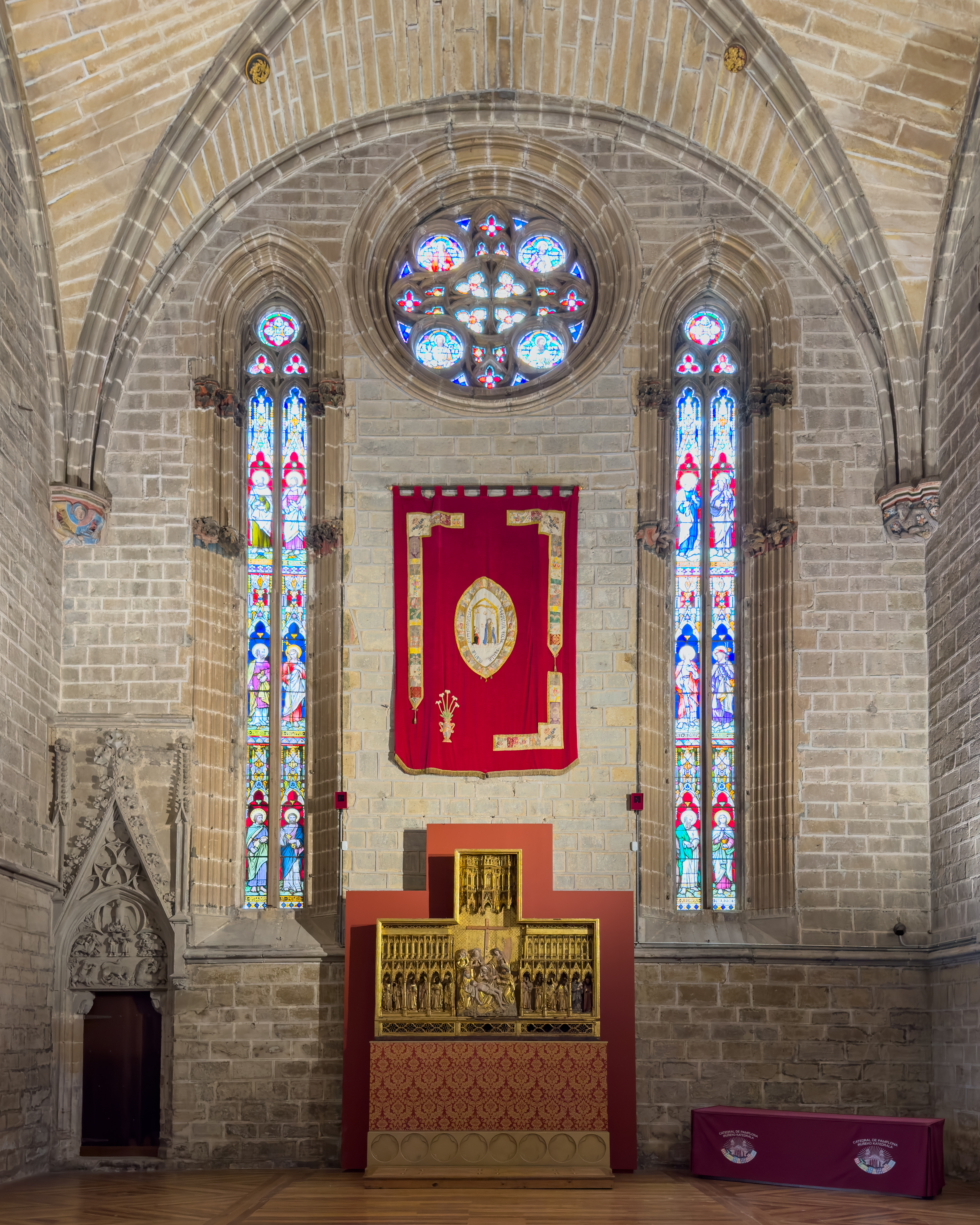
Refectorio

El refectorio se halla en el lado sur del claustro, en el lado opuesto a la [[iglesia 
(edificio)|iglesia]]. Fue construido entre 1328 y 1335. Está formado por una única nave rectangular de 31 m de largo por 10,5 m de ancho y 13 m de altura, cubierta toda ella por una bóveda de crucería simple, con claves decoradas y con escudos heráldicos tanto en las bóvedas como en los arcos fajones. Al igual que en la nave de la iglesia catedral, presenta unos pequeños escudos en los nervios, y en este caso también en los nervios de los arcos fajones.
Posee cinco puertas, siendo la más importante la que lo une con el claustro. Dicha puerta ocupa todo el vano, con arquivoltas figuradas, tímpano esculpido con una representación de la Última Cena (tema que se relaciona con la función de comedor del edificio) y esculturas a ambos lados en las jambas.
En el interior encontramos ocho largos y estrechos ventanales con sus vidrieras, además de un rosetón. Las ventanas tienen la peculiaridad de estar divididas en dos tramos de forma transversal, cosa muy poco usual y que algunos autores atribuyen a un origen inglés.
Tanto las ménsulas que sustentan la bóveda, como los capiteles de las ventanas, están profusamente decorados con tallas de animales y personajes.
Como es habitual en este tipo de dependencias, posee un púlpito adosado al muro, (aunque lo único que conserva del original es la consola) desde el cual uno de los canónigos hacía lecturas del Evangelio mientras el resto comían.
Un elemento que nos recuerda su origen como comedor, es un pequeño hueco situado en el muro occidental, de arco de medio punto con intradós trilobulado, que servía para comunicar directamente la cocina con el refectorio y poder así pasar los alimentos de un lado a otro.
Sobre la pared del fondo se encontraba una magnífica pintura mural del siglo xiv, obra de Juan Oliver, que actualmente se conserva en el Museo de Navarra y que representa escenas de la pasión, muerte y resurrección de Cristo, acompañadas de una interesante representación heráldica. Este mismo motivo heráldico se repite en las claves y los escudos de los nervios de la bóveda, aunque no en todos, ya que se alternan con otras claves de motivos religiosos. Todas ellas están ricamente policromadas, así como los capiteles.
Con la desaparición de la vida monacal en la catedral, este edificio perdió su funcionalidad y tras unas reformas en el siglo xix, pasó a convertirse en capilla. Actualmente recoge parte de las piezas del Museo Diocesano.

### Sala Capitular

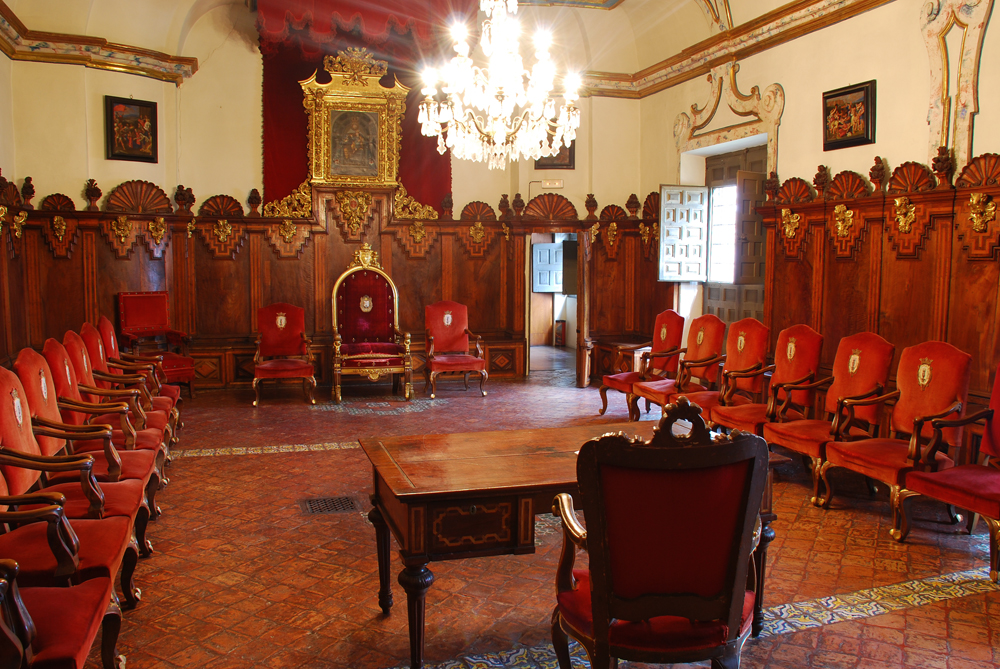
Sala Capitular

Realmente se encuentra en la parte trasera de la cabecera de la iglesia y no en el claustro como es habitual en este tipo de dependencias, pero por su carácter de edificio claustral, se cita en este apartado.
Se trata de una sala rectangular situada entre las dos sacristías, que comunica con ambas por medio de sendas salas de paso, la que conecta con la sacristía rococó alberga a su vez dos pequeñas capillas. Está cubierta por una bóveda de artesa con compartimentos decorativos. Su disposición es norte-sur, situándose de tal forma de manera transversal a la nave de la iglesia.
Se inauguró el 17 de octubre de 1727. En 1765 se mandó decorar al gusto rococó para que no desmereciese a la recién redecorada sacristía. Se pintaron y doraron elementos, se añadieron tallas rococó y se añadió un hermoso dosel.
La estancia se ilumina por dos ventanales abiertos en el lado de la muralla. A lo largo de la pared, existe un banco corrido en el que se disponían los asientos, aunque actualmente los canónigos utilizan sillas. El suelo de azulejos es coetáneo a la obra de la estancia.
El sillón episcopal que se encuentra bajo el dosel, fue usado en 1982 por el papa Juan Pablo II en su visita al Castillo de Javier.

### Sacristías

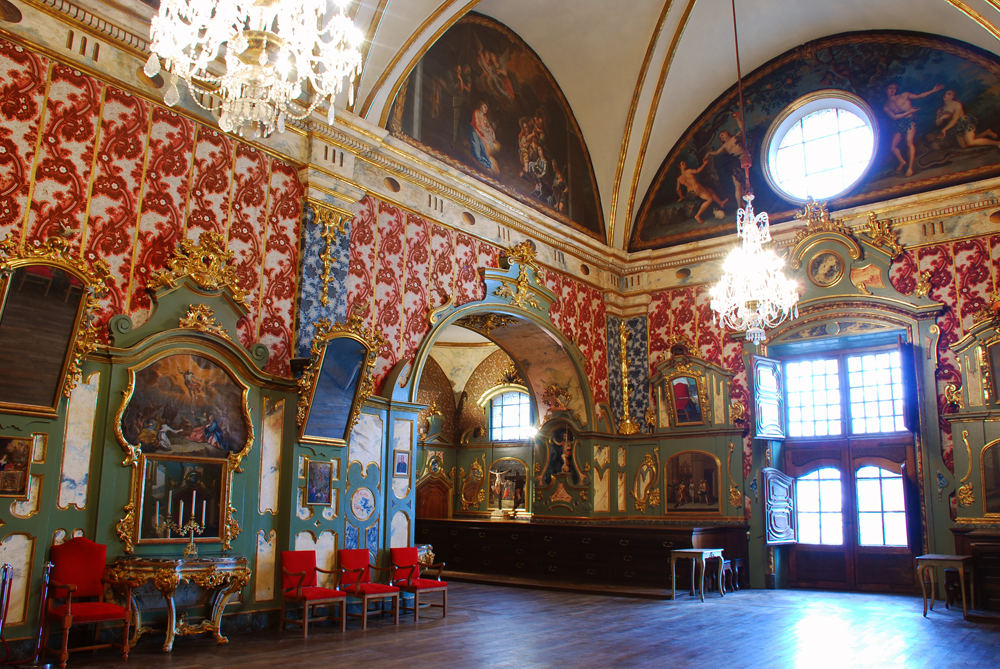
Sacristía de los Canónigos

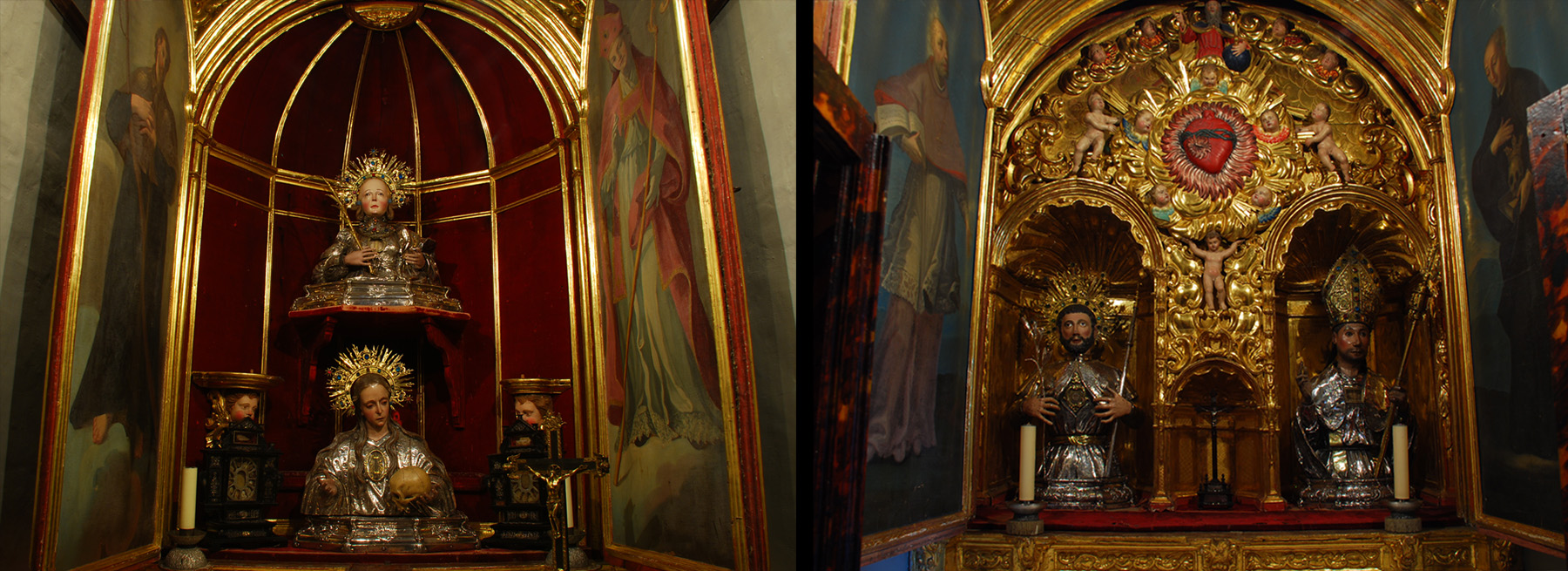
Capillas laterales en el tramo de acceso a la sala Capitular

La catedral posee dos sacristías situadas tras la cabecera de la iglesia, a ambos lados de la sala Capitular anteriormente citada, la sacristía de los Beneficiados (o Capellanes) y la de los Canónigos (o Mayor). Ambas fueron decoradas en el siglo xviii.
La de los Beneficiados, responde al típico ejemplo de sacristía del barroco hispánico que hereda el modelo renacentista de Covarrubias. Es un gran rectángulo sin hornacinas que contiene cajoneras en sus lados largos, y un gran ventanal y la puerta de acceso desde la iglesia en los lados cortos. Cubierta con una bóveda de cañón con lunetas, dividida en tres tramos por arcos fajones, su decoración es muy sencilla, reservada casi en exclusividad a los lienzos que cuelgan de sus paredes.
La sacristía de los canónigos por el contrario, es un magnífico ejemplo del rococó. Aunque el edificio original es del siglo xvi, la posterior decoración en el xviii cambió totalmente su aspecto original. De grandes dimensiones, dispuesta de forma rectangular con bóveda de crucería en dos tramos, tiene a sus pies, donde el ventanal, dos anexos laterales de menor tamaño y altura cobijados por cúpula sobre pechinas, al igual que en el lado opuesto a la ventana, en el que un anexo de forma ovoidal aloja en su interior una fuente de mármol barroca. Las paredes de la sacristía están decoradas en seda granate y azul, con formas vegetales, y sobre ellas cuelgan espejos, cobres y lienzos. La parte baja imita mármoles y cobija hornacinas y relicarios. Al fondo, a los lados de la ventana se disponen unas curvilíneas cajoneras. En la parte alta de los muros se alojan bajo la bóveda unos grandes lienzos de Pedro de Rada de 1762. Como remate, la estancia está adornada con consolas, candelabros y dos lámparas de araña. Esta capilla tiene acceso directo al claustro, a la Barbazana, a la iglesia y a la sala capitular. Es en medio de este último acceso donde encontramos dos pequeñas capillas laterales con tablas pintadas y cuatro bustos relicario.
A las dos sacristías se accede desde la iglesia por sendas puertas góticas, que realmente son antiguos sepulcros reutilizados para este fin, y que repiten el esquema de los demás coetáneos que se encuentran en la catedral y se tratan en el apartado de sepulcros.

### Cocina

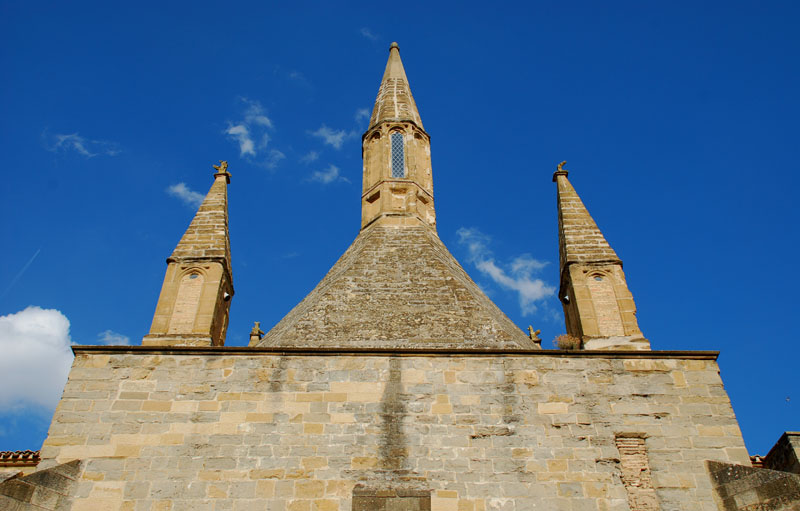
Vista exterior de la cocina

Adosada al muro occidental del refectorio, se encuentra, como era costumbre, la cocina. Es de excepcional belleza y uno de los tres ejemplos supervivientes de este tipo de edificaciones en toda Europa. Está formada por dos estancias, la antecocina, de una anchura que corresponde al primer tramo del refectorio, de planta rectangular y cubierta de madera, y por la propia cocina, que tiene una longitud equivalente al segundo y tercer tramo del refectorio. Su cubierta es el elemento más singular de esta construcción. Sirve al mismo tiempo de cubierta y chimenea y está formada por una bóveda troncopiramidal, de ocho paños sustentados por trompas. Parte de los elementos propios de esta estructura cambian de disposición, para poder acometer la función de chimenea, como la creación de huecos para que pueda salir el humo.
Al exterior se nos presenta como un volumen prismático coronado por una pirámide de ocho caras, rematada por una linterna que hace las veces de chimenea, rematada por un cono de ocho caras. Asimismo, otras cuatro linternas (estas de sección cuadrada), rematan las cuatro esquinas de la edificación.
La altura total que alcanza esta edificación es superior a la de la nave central de la iglesia (por tanto mayor a los 25 metros).

### Dormitorio

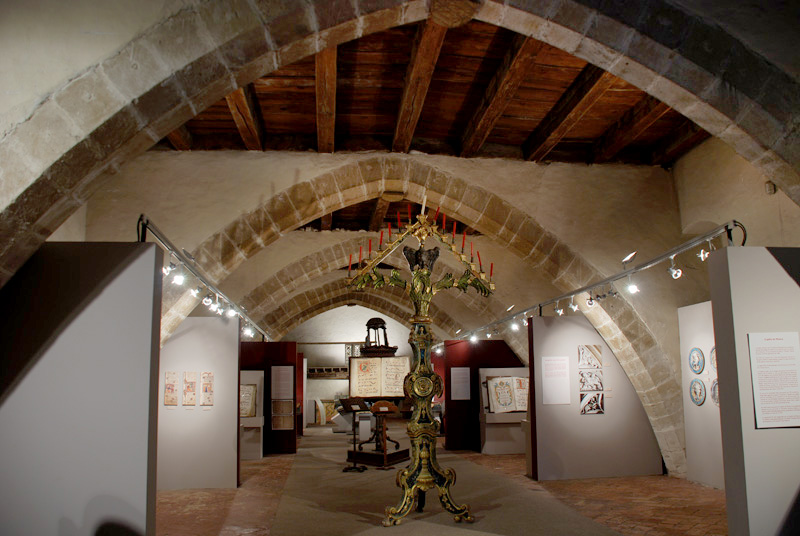
Interior de la parte inferior del dormitorio

Como consecuencia del mantenimiento del régimen de vida regular del Cabildo en la catedral hasta 1860, se ha conservado esta dependencia comunitaria, que además parece ser el único ejemplo que se conserva de este tipo, lo que da una idea de su importancia.
Se encuentra en el lado Sur del claustro, paralelo al refectorio. Está fechado entre 1408 y 1419, periodo en el que era vicario don Lancelot, hijo de Carlos III. Consta de dos alturas, y sustituyó a uno anterior mandado construir en tiempos de Arnaldo Barbazán, a principios del siglo xiv. La idea de poner una doble altura es para que al estar alejados del suelo, las camarillas en las que se dividía, sean más confortables y menos húmedas.
La parte baja está compuesta por cinco arcos diafragma apuntados, con el escudo de don Lancelot en la clave. Es una estancia austera ya que únicamente sirve como base al dormitorio propiamente dicho.
Sobre una cubierta de madera, se halla el dormitorio. Actualmente no se conservan las divisiones de las camarillas, pero sí los arcos diafragma que sostendrían la cubierta.

### Cillería

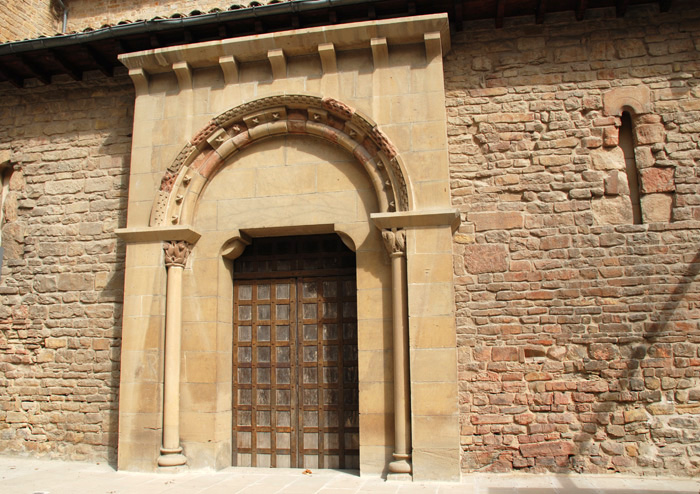
Exterior de la cillería y la puerta románica reconstruida

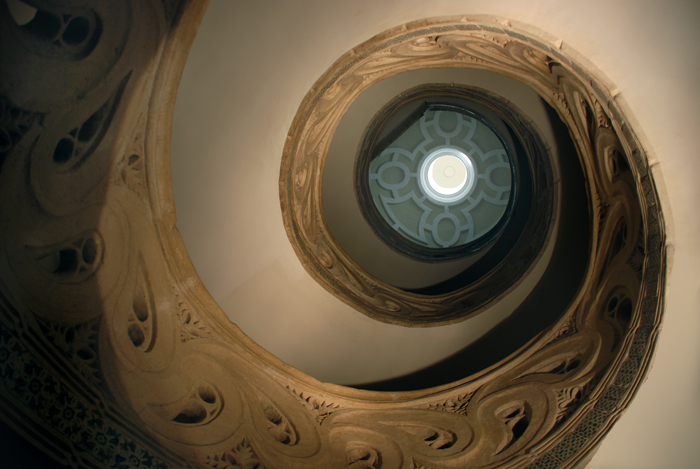
Escalera de caracol de acceso al sobreclaustro

La cillería es uno de los pocos vestigios románicos que quedan en pie. Es una edificación estrecha y larga, que en origen tenía dos alturas, aunque hoy no existe tal división. En su día, era utilizado como almacén y despensa para el cabildo. Tiene gruesos muros de sillarejo, y unas pequeñas ventanas en el muro occidental a modo de saeteras. En ambos extremos presenta dos torreones cuadrados, en uno, que ahora está recrecido con ladrillo, se encuentra la magnífica escalera de caracol de acceso al sobreclaustro, y en el otro las puertas que comunican el claustro con el exterior del edificio.
En mitad del paño del muro exterior del edificio, encontramos una puerta. Está formada por un arco de medio punto con tres arquivoltas, una con ajedrezado, la segunda con estrellas y la tercera y más interior, lisa. El arco es sostenido por dos columnas con sendos capiteles labrados con motivos animales. Dicha puerta ha sido fruto de una profunda reconstrucción. en la que se eliminaron todas aquellas partes muy dañadas y se volvió a levantar donde se encontraba pero a un nivel superior, incluyendo partes talladas de la original románica que se encontraban en mejor estado, como parte de las arquivoltas y los capiteles de las columnas que la flanquean.
La escalera del sobreclaustro es helicoidal, con un amplio ancho de peldaño, de suave pendiente con un ojo central de inusitado tamaño (casi dos metros), sin ningún soporte más que el propio muro dentro del que se haya inscrita. Describe una hélice de cuatro pasos, ya que da cuatro vueltas completas. No son habituales las escaleras de caracol con ojo, puesto que aunque facilitan la iluminación, dificultan su labra.
Se encuentran pocos ejemplos de este tipo anteriores al siglo xiv, aunque en siglos posteriores son más habituales en iglesias de toda Europa, así como en las españolas.
La decoración se reserva al pasamanos que recorre toda la escalera y en el que vemos un dibujo flamígero de escaso calado, rematado en el inferior por unas olambrillas mudéjares entre ristras de ajarcas. Es probable que estuviera en su día decorada con más color al igual que los muros, que hoy vemos desnudos. Este pretil recuerda a los trabajos mudéjares aragoneses.
Se remata la escalera con una cúpula sobre pechinas simples decorada con cintas y paños, sobre la que descansa una linterna que ilumina la estancia. De factura posterior a la escalera, cabe pensar que en su día este remate sería de menor tamaño y estaría cubierto con un rico artesonado más en consonancia con el estilo del pretil.
En la actualidad, la cillería contiene parte de las piezas del Museo Catedralicio Diocesano, en concreto las de mayor valor, la orfebrería y tallas de marfil.

### Capilla de San Jesucristo

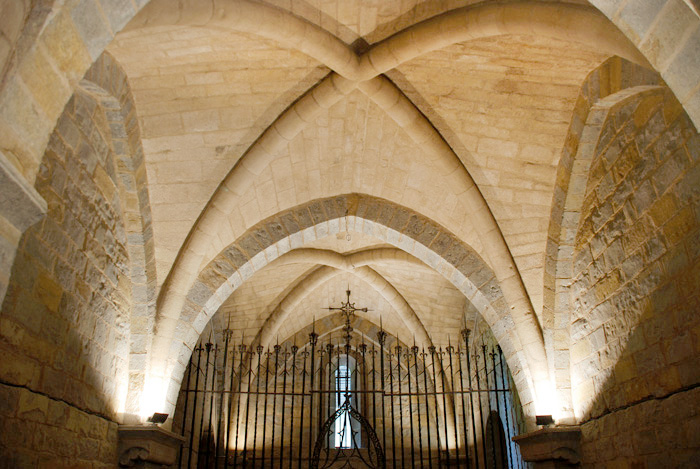
Capilla de San Jesucristo

En el lado más oriental del conjunto catedralicio, tras el dormitorio, se halla la capilla de San Jesucristo o la capilla de Pedro de Roda. De estilo románico, fechada a finales del siglo xii, es una de las edificaciones más antiguas que se conservan.
Está formada por una sola nave de dos tramos y cabecera recta. La cubierta es de bóveda de crucería. Los tramos están separados por un arco fajón ligeramente apuntado que descansa sobre unos capiteles de modillones en rollo, y la separación con la cabecera presenta dos columnas lisas con basa sencilla y capitel sin decorar.
Conserva dos puertas de acceso a ambos lados del último tramo. La puerta norte presenta dintel en arco de medio punto con un sencillo friso que lo enmarca. Esta puerta comunica con el dormitorio bajo.
Una reja gótica, divide los dos tramos de la nave. Por su tipología es similar a los cerramientos laterales del presbiterio, aunque de menor altura y presenta una mayor decoración sobre el dintel de la puerta, así como un remate en forma de cruz.
Se cree que esta construcción formaría parte de un palacio real y episcopal que se encontraba en este lado del conjunto catedralicio.

### Biblioteca Capitular

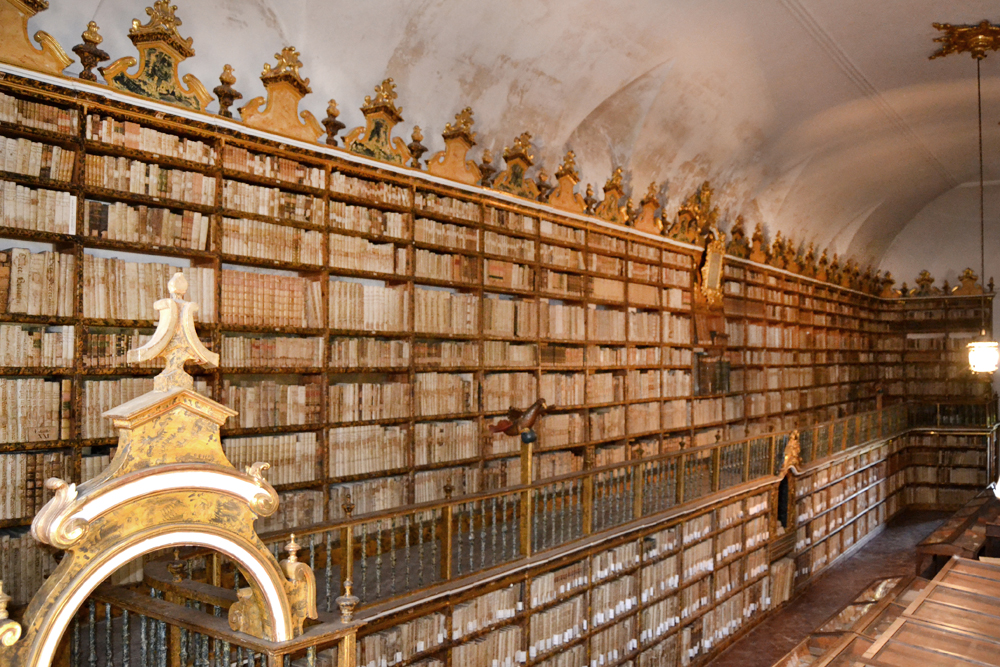
Vista parcial de la Biblioteca Capitular

En pleno Siglo de las Luces, en el año 1760, el cabildo manda construir una gran biblioteca que recogiese todos los documentos que poseía y que habían ido peregrinando por diferentes estancias.
Se decidió levantar el edificio entre el ángulo sureste del refectorio y el suroeste del dormitorio. Tiene 25 metros de largo por 8 de ancho, y está iluminada por unos ventanales en uno de sus lados, mientras que en el otro se disponen dos pisos de estanterías, todo ello realizado con madera del Roncal. El piso superior consta de un pasillo con balaustrada y las estanterías están rematadas con adornos rococó, todo ello sobredorado. Al final de la edificación, se construyó sobre la capilla de San Jesucristo una terraza cubierta en el mismo lugar de otra ya existente.
Hoy en día se pueden realizar consultas en el Archivo y Biblioteca Capitulares de Pamplona, que entre sus paredes alberga 135 códices, 141 incunables y más de 15 000 volúmenes antiguos e históricos, a los que recientemente se han sumado 8000 volúmenes del anterior archivero-bibliotecario.
La pieza más antigua que alberga el archivo es un documento del año 829, recogido en el Libro Redondo, del siglo xiii. Entre las demás obras destacables se encuentran el misal de Pamplona, los breviarios medievales de los siglos XIV al XV, el evangeliario del siglo xiii, la Biblia hebrea con masoras zoomórficas (s. XV), y el Comentario al III Libro de las Sentencias de Santo Tomás.

## Artes suntuarias y bienes muebles
En este apartado se recogen los diferentes objetos y piezas asociadas al culto (en uso o desuso), así como todas aquellas obras adquiridas con el fin de enriquecer el interior del conjunto de edificios catedralicios.
El Museo Catedralicio Diocesano de Pamplona, que ocupa parte de las dependencias del monumento, conserva gran número de objetos de culto y liturgia de la catedral, así como otros traídos desde diferentes parroquias de Navarra. Dicha colección incluye diferentes piezas de orfebrería, retablos, tallas marianas, casullas, ternos, cruces parroquiales, documentos, y un largo etcétera.
Asimismo, forman parte de este apartado elementos, que aunque no son transportables, han sido trabajados y concebidos en torno a su función y al edificio, como los retablos, las tallas y lienzos, el coro, vidrieras, campanas, y aunque en algunos casos forman parte intrínseca del edificio, también se incluyen los diferentes tipos de sepulturas como sepulcros y mausoleos.

### Retablos y capillas
Son destacables los numerosos y valiosos retablos que posee la iglesia catedral. En ocasiones, las mazonerías originales se han sustituido por retablos de mayor valor artístico traídos de otras localidades navarras, por lo que el santo al que está dedicada la obra a veces no se corresponde con el santo que da nombre a la capilla en la que se encuentra.

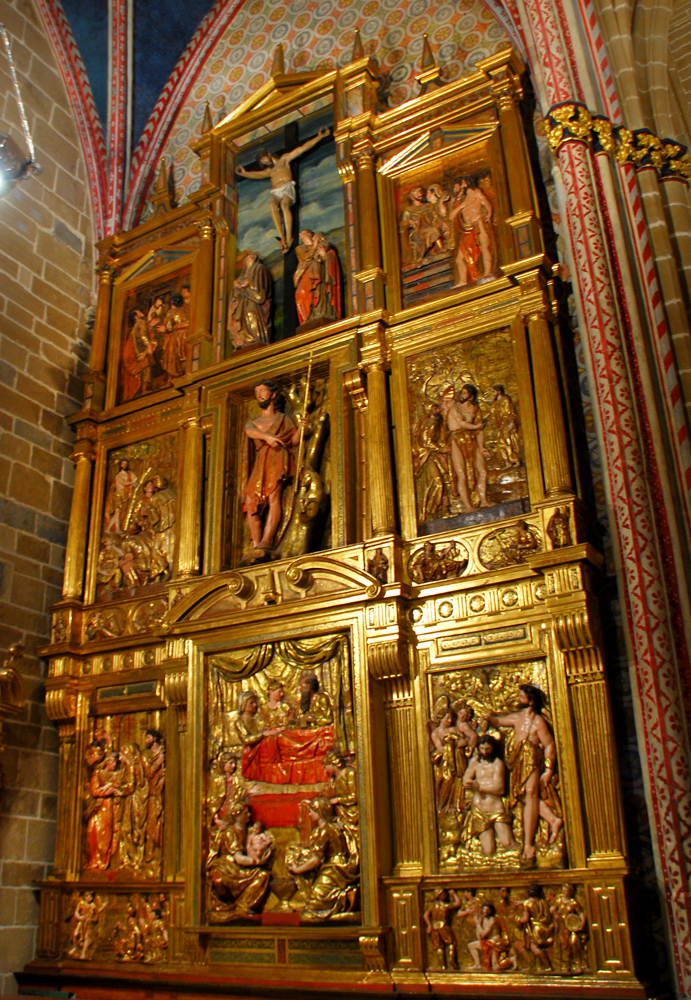
Retablo de San Juan Bautista en la capilla homónima

A los pies de la nave, en el lado del Evangelio y después del baptisterio, en la capilla de San Juan Bautista (que fue parroquia de la catedral), se encuentra un retablo renacentista de la segunda década del xvii y dedicado al mismo santo. Guarda relación con los retablos romanistas del taller de Sangüesa. Se compone de banco, cuerpo de estirpes acanaladas, seguido de friso dórico de metopas y triglifos, dividido en tres calles, la central culminada en frontón roto por volutas, sigue a este un entablamento en que se hallan unos óvalos con las virtudes y sobre él un segundo cuerpo de tres calles con columnas estriadas de capitel jónico. Todo está rematado por un ático de tres cuerpos con columnas estriadas corintias y culminando la calle central que es algo más alta, con un frontón triangular entre pirámides. Iconográficamente narra los principales episodios de la vida de San Juan Bautista, todo ello en bajorrelieves en las calles laterales y figuras de bulto en los dos pisos superiores de la calle central.

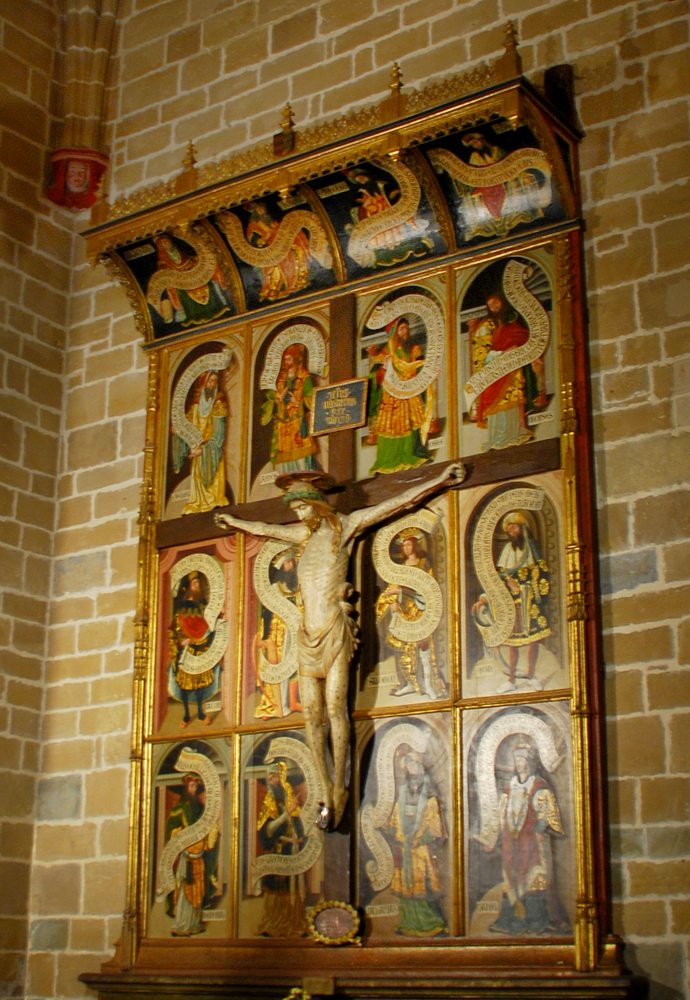
Retablo del Cristo de Caparroso, en la capilla de Santa Cristina

En la siguiente capilla, la de Santa Cristina, está el retablo gótico del Cristo de Caparroso, pintado sobre tabla, en el que se representa a los profetas y una talla del Crucificado, todo ello del siglo xv tardío o principios del xvi. Está compuesto por dieciséis tablas policromadas dispuestas en cuatro calles iguales. Cada uno de los profetas está sobre una arquitectura, lujosamente vestido y con una filacteria con un texto que lo identifica. La talla del Cristo, de 1,95 metros de alto, demuestra en su naturalismo contenido, su pertenencia al gótico septentrional europeo. El retablo fue creado en el siglo xix con los elementos ya citados.
En la capilla contigua de San José y Santo Tomás (antigua capilla de las Ánimas y de la Trinidad), está el retablo barroco de San José, patrón de la cofradía de carpinteros. Fechado en el siglo xviii, estructuralmente es sencillo, encuadrado dentro de las líneas clasicistas que imperaban en Pamplona en aquellas décadas. Varios retablos de esta misma época, como el del convento de las Carmelitas Descalzas en la misma ciudad, y los colaterales de la catedral, mantienen un estilo similar, resistiéndose al uso del orden salomónico. Sobre un pedestal, dos cuerpos jalonados por pares de columnas corintias estriadas, el primero con hornacina e imagen del santo, el segundo con tabla pintada, al igual que el ático, que está rematado por un frontón curvo, todo ello con rica decoración barroquizante. La talla exenta de San José es del siglo XVI, la misma que presidía el retablo anterior de 1560. En el segundo cuerpo una pintura del otro patrón de la cofradía, Santo Tomás. En el ático, una pintura de la crucifixión, realizada en 1565 por Juan de Goñi y que está reaprovechado del anterior retablo renacentista ya citado.
En la última capilla de este lado, la de San Andrés (antes de San Martín), se halla el retablo de las Reliquias, del siglo xvii. Este, junto con el de San Agustín (que se encuentra al comienzo de la girola), fue uno de los laterales de la capilla Barbazana, regalados por el obispo Sandoval. De una calle y una altura con ático, la parte central contiene un grupo de cajitas-relicario entre pares de columnas corintias estriadas retranqueadas, y el ático alberga un lienzo que representa a Santa María Magdalena. En el banco nos encontramos un añadido barroco de 1731 para albergar el cuerpo de un santo (al igual se hizo en los dos retablos colaterales de la girola y en el gemelo de san Agustín ya citado), en este caso Santa Columba.

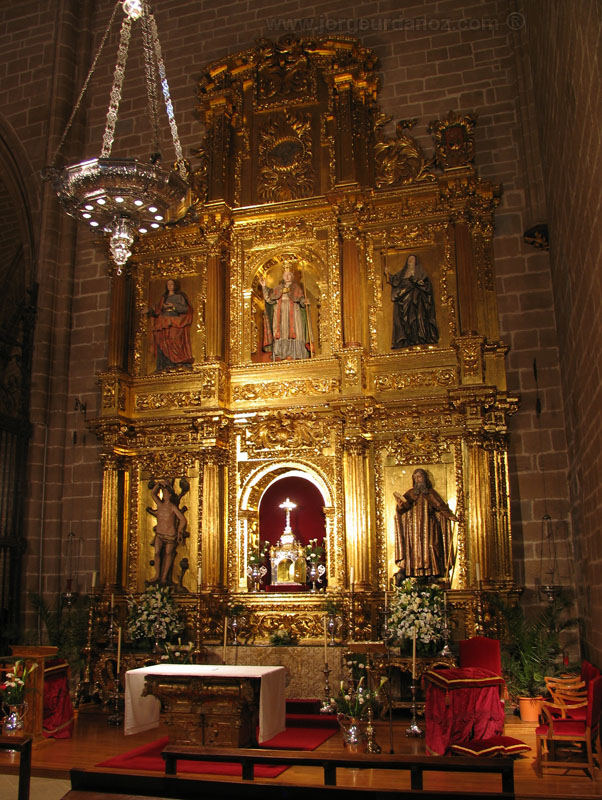
Capilla del Santísimo, con su retablo barroco gemelo del de San Jerónimo, en el otro extremo del crucero

En el crucero norte destaca un gran retablo barroco, que era uno de los dos colaterales, realizado en 1683. Dedicado a San Jerónimo, es idéntico hasta en el más mínimo detalle al otro colateral dedicado a San Gregorio, que se halla en el otro lado del crucero, en el sur. El esquema arquitectónico y decorativo de ambos es idéntico, pequeño banco con ménsulas vegetales y tableros decorados, dos cuerpos de tres calles (la central más ancha) y coronado por ático entre aletones y blasones. Los compartimentos están articulados por columnas corintias de fuste acanalado, las calles laterales están conformadas por cajas con altorrelieves y las centrales por hornacinas que albergan tallas de bulto redondo. Adorna todo el conjunto numerosa decoración vegetal con bastante relieve. El desarrollo iconográfico representa al santo en la hornacina principal, con San Fernando rey de Castilla y San Francisco Javier a sus lados; en el segundo cuerpo encontramos a San Francisco de Asís en el centro, y a ambos lados a San Saturnino y San Fermín. En el ático hay un relieve del Pelícano Eucarístico en un tondo rodeado por rayos.

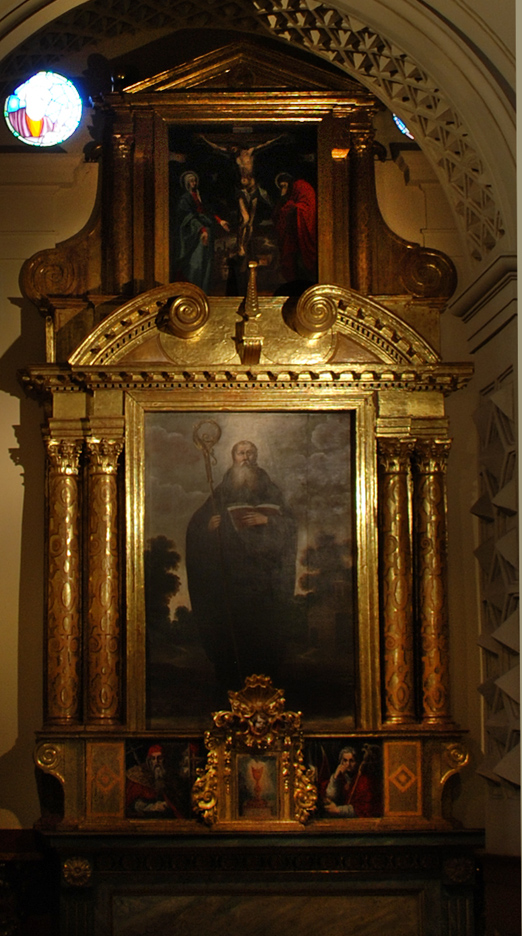
Retablo de la capilla Sandoval

Ya en la girola, se puede ver la capilla Sandoval con un retablo de 1620 que hace conjunto junto a los otros de la Barbazana, de los que hoy se conservan dos dentro de la iglesia catedral (el retablo principal fue a parar a una iglesia de Madrid). De estructura sencilla, arquitectónicamente severo (como corresponde al primer barroco o las fases finales del romanismo), está compuesto por banco con netos y ménsulas externas, un único cuerpo articulado por columnas de capitel corintio y ático entre aletones con frontón triangular de cómo remate. El programa iconográfico que desarrolla es el de los Padres de la Iglesia en su banco, el titular, San Benito Abad en un lienzo en el centro y un Calvario en el ático.
Siguiendo por la girola, encontramos el retablo de San Agustín, del siglo xvii (anteriormente citado), gemelo del de las reliquias. De una calle y una altura con ático, la parte central con un lienzo del santo entre pares de columnas corintias estriadas retranqueadas, y el ático alberga un lienzo que representa a la Virgen del Pópolo. En el banco el añadido barroco para albergar el cuerpo de San Inocencio.
Al fondo de la cabecera quedan las dos puertas de las sacristías y entre ellas, se encuentran dos grandes retablos barrocos, de 1709. El primero llamado de Santa Bárbara o del Cristo de los Capellanes y el segundo está dedicado a San Fermín. La estructura de ambas es igual, y están dispuestos de forma simétrica. Constan de alto sotobanco, banco, dos cuerpos de tres calles y ático. La calle central está adelantada, lo que otorga cierto movimiento a la obra. El banco está compuesto por netos acompañados de pinjantes de talla decorativa como en los tableros. Los cuerpos se articulan por medio de columnas corintias de fuste acanalado. La calle central con hornacinas más profundas que las laterales, en ambos casos rematadas por voladas tarjetas con volutas, frutos y tallas vegetales. El ático distribuido de manera similar, está rematado por un frontón curvo partido de volutas y a sus lados decorativos aletones de follajes. Llama la atención la mezcla de órdenes clásicos propios del romanismo para las columnas, con la decoración profusa en follaje propia del barroco más avanzado. En los bancos tienen insertas las urnas similares a las de los retablos de las Reliquias y San Agustín para albergar los cuerpos de San Fidel y Santa Deodata. Iconográficamente, el retablo de San Fermín reserva su espacio central para una talla de bulto redondo de dicho patrón, a sus lados los dominicos Santo Domingo de Guzmán y Santo Tomás de Aquino, en el segundo piso San Andrés apóstol y a sus lados San Antonio de Padua y San Pedro Nolasco. En el ático una dinámica imagen de San Miguel matando al demonio remata el conjunto. El retablo de Santa Bárbara está presidido por una talla del Cristo de los Capellanes, una buena escultura romanista del XVII. A sus lados, San Felipe Neri y San Ignacio de Loyola. En el segundo cuerpo la titular entre dos santos canónigos o cardenales. El ático lo ocupa Santa Águeda, y los aletones fueron sustituidos por esculturas de San Juan de la Cruz, Santa Teresa, San Miguel y el Ángel de la guarda.

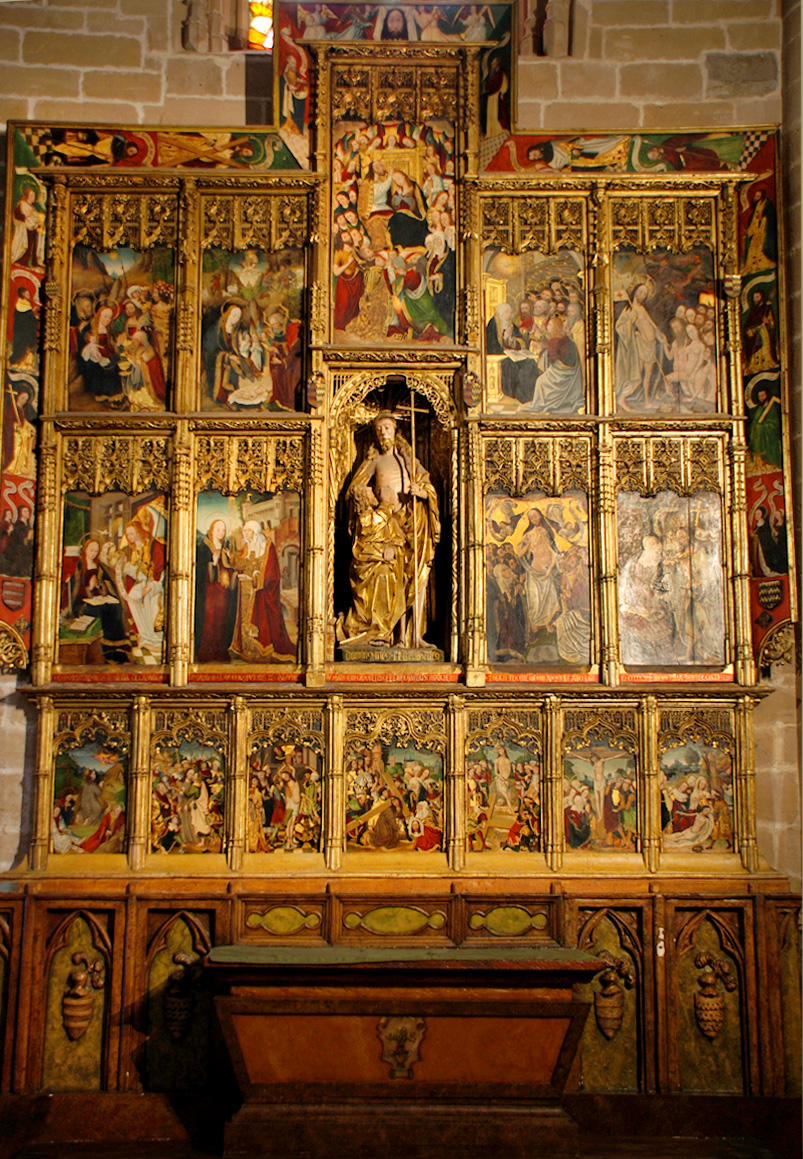
Retablo de Santo Tomás

Al final de la girola por el lado de la Epístola, está el retablo gótico de Santo Tomás, de 1507. Consta de un zócalo con las armas de Marcilla y Úriz que son las de Caparroso de Pamplona, banco con siete episodios de la Pasión, cuerpo de cinco calles de dos pisos cada una y coronamiento, separadas por columnas y pináculos, y rematadas todas las tablas con fina tracería. La hornacina del centro la ocupa una talla del santo. En el cuerpo del retablo se presentan numerosas escenas de la vida de Cristo. El guardapolvos contiene figuras policromadas de santos, ángeles y de los mecenas de la obra y sus escudos. Se trata del retablo más valioso de todo el conjunto, tanto por su magnífico estado de conservación, como por su colorido.

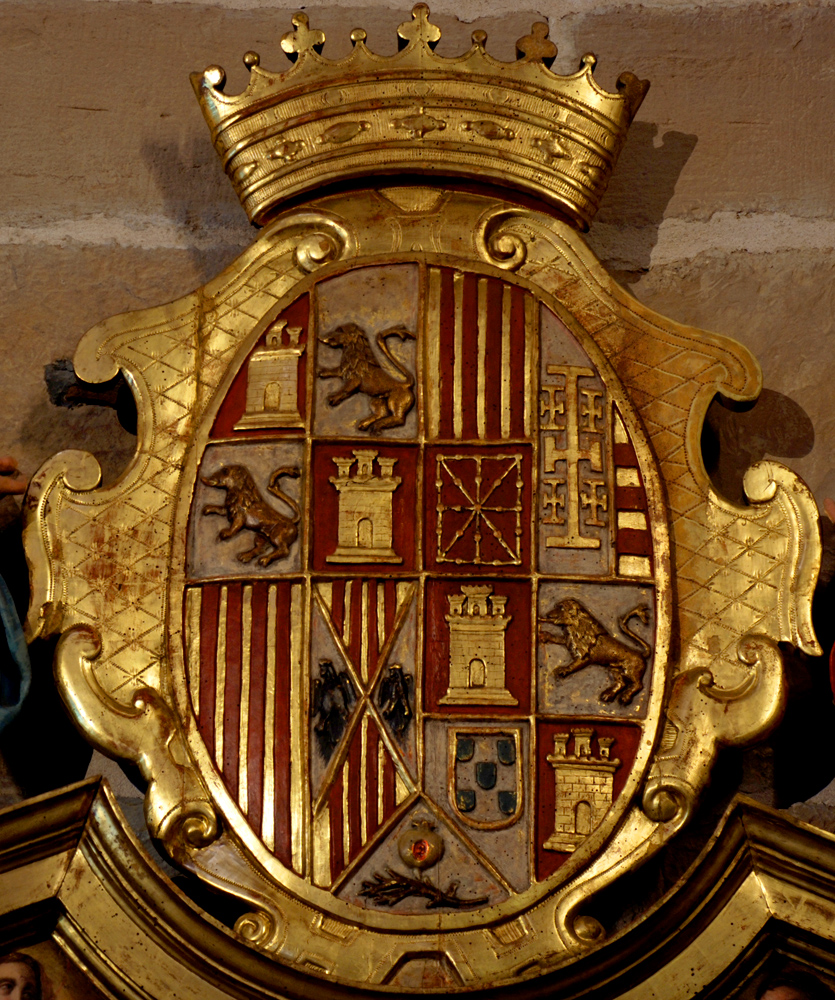
Escudo de la monarquía española en el retablo de la Piedad

Junto a este último se encuentra el pequeño retablo de la Piedad, realizado en 1601 por el ensamblador Domingo Bidarte y Juan Claver. Con un bajorrelieve de la Virgen sosteniendo el cuerpo yacente de Cristo, muy similar al estilo de Miguel Ángel, del que claramente toma ejemplo, obra de Pedro González de San Pedro. En la pequeña predela están pintados la colocación del cuerpo de Cristo en el sepulcro y a los lados San Miguel y San Luis rey de Francia. En lo alto se aprecia el escudo de la monarquía española, en concreto en tiempos de Felipe II, ya que en dicho altar se celebraban las misas en honor a los reyes de España.
En el brazo sur del crucero, ahora capilla del Santísimo (cerrada por la antigua reja renacentista del coro), se aprecia un gran retablo barroco dedicado a San Gregorio, idéntico al de San Jerónimo que se encuentra en el crucero norte. Consta de pequeño banco con ménsulas vegetales y tableros decorados, dos cuerpos de tres calles, siendo la central más ancha, y coronado por ático entre aletones y blasones. Las calles están articuladas por columnas corintias de fuste acanalado. Las laterales están conformadas por cajas con altorrelieves y la central por hornacinas que albergan tallas de bulto redondo. Adorna todo el conjunto numerosa decoración vegetal con bastante relieve. El programa iconográfico presentaba a San Gregorio, aunque en la actualidad esta talla ha sido sustituida por un sagrario. A ambos lados las tallas en altorrelieve de San Sebastián y San Antonio Abad en el piso inferior, y en el superior a San Agustín en el centro y a sus lados Santa Mónica y otra santa. El ático se representa el Pelícano Eucarístico, esta vez alimentando a sus polluelos.
Sigue la capilla de San Juan Evangelista. Un retablo gótico del primer tercio del siglo xvi traído de Itoiz, decora desde 1929 esta capilla que fundó en el siglo xv el obispo Sancho Sánchez de Oteiza, en sustitución de un retablo neoclásico que tapaba el sepulcro del citado obispo. Se trata de una obra de mazonería gótica, pero sus tablas pintadas denotan un estilo más cercano al renacimiento por sus trazas y sus sencillos estudios de perspectiva y paisajes propios de dicha época. Sobre un zócalo con los escudos del obispo, se sitúa un banco de cinco casas y sobre él una predela sobre la que se asienta el retablo. Tres calles dispuestas en dos pisos, rodeado todo ello por un guardapolvos y enmarcadas las calles por pilastras rematadas en pináculos, cada cuerpo interior está protegido por una tracería. Todo ello gótico, se ven trazas del nuevo estilo en la puerta del sagrario del banco, así como en el cordel y los motivos vegetales de esta zona. Iconográficamente nos representa a los cuatro evangelistas en el banco, en las tablas vemos a Santa Eulalia, Santa Bárbara, Santa Catalina, San Julián, San Fermín, San Antón, Santo Bartolomé y un Calvario.

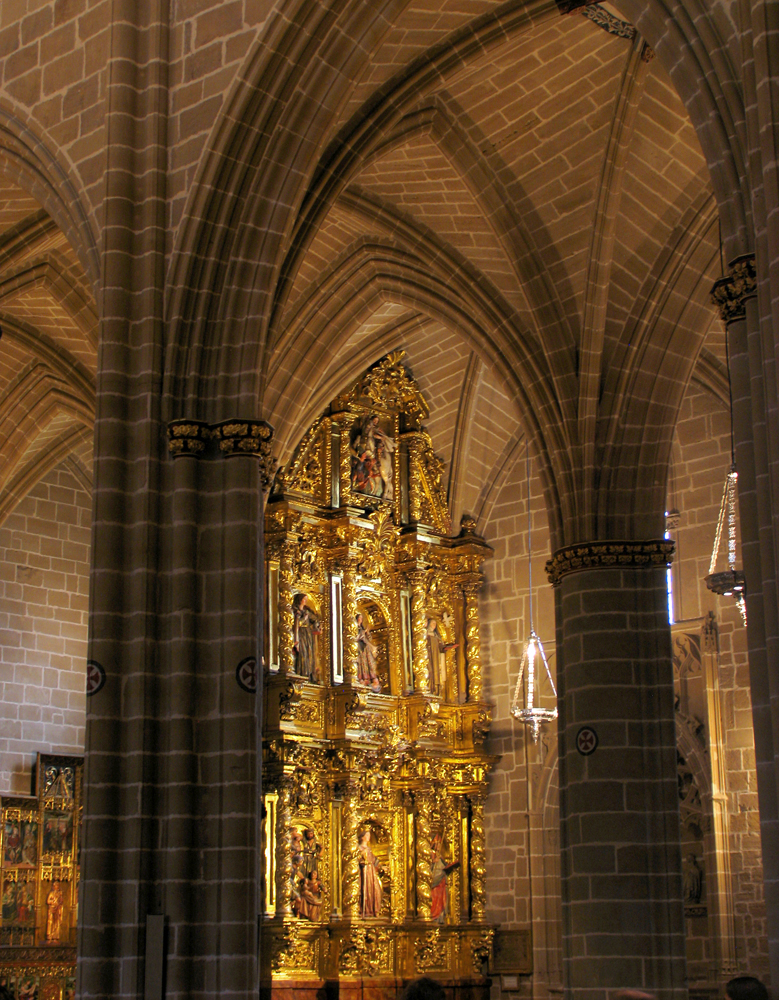
El retablo barroco de Santa Catalina en su capilla y tras él, el gótico de San Juan Evangelista

Finalmente se encuentra la capilla de Santa Catalina, con retablo barroco de 1683. Esta capilla fue una de las más importantes de la catedral, cosa que se aprecia por su suntuoso retablo, y por otros datos, como que poseía órgano propio hasta finales del siglo xix. Estilísticamente se compone por un alto pedestal, banco, dos cuerpos y ático. El pedestal es descomunalmente alto, pero es la forma de evitar la desproporción de las formas y conseguir así que el retablo llegase hasta lo alto de la bóveda. El banco está compuesto por cuatro grandes ménsulas vegetales y tres tablas con el mismo motivo. Los dos cuerpos constan de tres calles (la central algo más ancha), articuladas por columnas salomónicas decoradas con guirnaldas. Las calles centrales presentan nichos y las laterales solo simulaciones de los mismos. El ático está compuesto por una caja central flanqueada por columnas salomónicas y dos aletones. Una profusa y profunda decoración, recorre todos los puntos del retablo, acorde con la época de máximo esplendor barroco en el que fue realizado. Iconográficamente es un buen reflejo de la devoción del cabildo y la devoción española de la época. La hornacina principal tiene una talla exenta de Santa Catalina, flanqueada por un relieve de los Santos Inocentes y un altorrelieve del obispo San Babil. En el segundo cuerpo, la Inmaculada en bulto redondo y a sus lados Santa María Magdalena y Santa Teresa de Jesús. En el ático, relieve de Santiago Matamoros.
El retablo mayor de la catedral, obra en lo escultórico de Pedro González de San Pedro, discípulo de Juan de Anchieta, en estilo romanista, se trasladó tras la remodelación que sufrió el edificio en 1940 a la iglesia de San Miguel de Pamplona, edificio construido expresamente en estilo herreriano tanto al interior como al exterior y terminado en 1954, para albergar esta magnífica obra de arte, donde puede ser admirada hoy en día. Se trataba sin duda del retablo más valioso del conjunto y obra de gran calidad, enmarcada dentro del programa retablístico renacentista que se llevó a cabo en otras catedrales vecinas como Burgos y Zaragoza, y que cerraba el presbiterio por su parte posterior, donde ahora se halla la sillería del coro.

### Tallas y pinturas
Son numerosas las tallas que albergan los muros del conjunto catedralicio, ya sea en la iglesia catedral o el museo catedralicio diocesano. Entre ellas, las más antiguas son imágenes marianas del siglo xii y xiii, aunque se conservan ejemplos de todos los siglos posteriores. La más importante de ellas es la propia imagen de Santa María la Real que se encuentra dentro del templo.

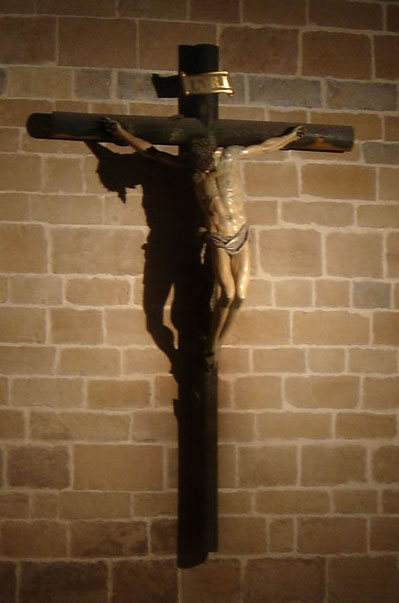
Cristo de Ancheta

Una de las joyas de la catedral es el Crucificado del Trascoro o Cristo de Ancheta, realizado hacia 1577 por el escultor vasco Juan de Ancheta (o Anchieta). Es sin duda uno de los mejores Crucificados de todo el siglo xvi español, y está al nivel de la otra obra cumbre manierista como es el Crucificado de Pompeo Leoni de El Escorial.
De tamaño algo menor del natural, está resuelto de una manera extraordinaria. Se demuestra el total conocimiento anatómico muscular que tiene del cuerpo humano en la forma de tratar torso, brazos y piernas. Sus manos son muy expresivas y la caída de su cabeza, dramática. Su rostro es casi imperceptible, de expresión rigurosa pero serena. Su cuerpo describe una amplia curva a la vez que sus brazos muestran un balanceo propio del manierismo.
Fue realizado para la capilla Barbazana, donde estuvo hasta 1857 cuando fue trasladada a la nueva capilla del Trascoro. Gozó de gran devoción como lo demuestran las procesiones que se hacían hasta su figura los miércoles y viernes de Cuaresma desde finales del xvii. Actualmente se encuentra en el primer tramo de la capilla de San Juan Bautista, a los pies de la iglesia por el lado del Evangelio.
Dos esculturas de santos jesuitas, San Ignacio de Loyola y San Francisco Javier, se encuentran en la capilla Sandoval. Estas esculturas destacan por ser representaciones muy tempranas de ambos santos, seguramente realizadas muy poco tiempo después de su canonización, acaecida en 1622. De tamaño algo menor que el natural, se enmarcarían a la vez que la obra de Ancheta, dentro del romanismo.
Dos grandes lienzos situados en la girola, fueron realizados en 1840 por Juan Gálvez para ser colocados en el muro del trascoro. Representan la Última cena y la Oración en el Huerto.

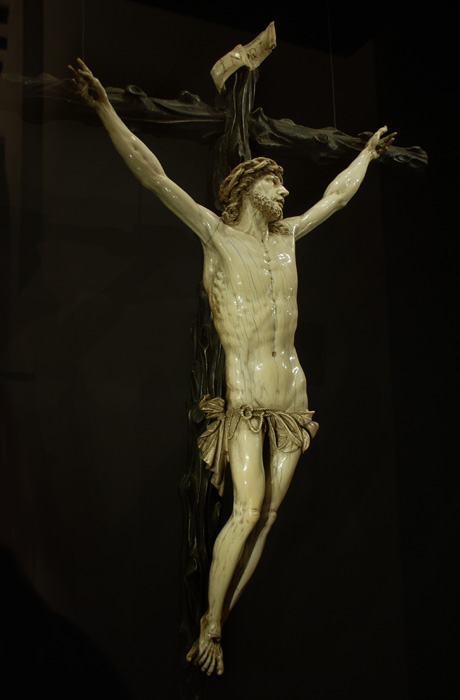
Cristo de marfil

En el primer tramo de la nave lateral, donde se halla la puerta de acceso al claustro, se encuentra un gran lienzo que representa a San Cristóbal, obra de Pedro de Rada, realizado en 1773 en sustitución de un retablo que se encontraba en dicho lugar.
Además de otros lienzos que cuelgan en el interior de la catedral, como el del Baptisterio, o los dos del siglo xvii de la capilla del Santísimo, a lo largo de todo el conjunto catedralicio se observan numerosos cuadros de los siglos xvi al xv, que no destacan especialmente por su calidad artística.
Los canceles de la puerta de San José y el remate de la de acceso al claustro, fueron realizados en 1736. En madera de su color, son buen ejemplo de su época, sosteniendo sobre la caja coronamientos con frontones partidos y esculturas de obispos y canónigos en los remates.
En la capilla Barbazana se encuentra la sillería del coro de la parroquia de San Juan, donde fue trasladada a mediados del xx. Es sencilla aunque está tratada con mayor barroquismo que la sillería de la sala capitular. También en esta capilla está una Virgen gótica que antaño estaba en el refectorio.
En el muro exterior de la escalera de caracol que sube a la cubierta del crucero, en la cara que da a la puerta del claustro, se sitúa sobre una peana labrada y bajo un dosel de piedra, la talla gótica del xv de la Virgen de las Buenas Nuevas. Hermosa labra en piedra que desvela un carácter humanizante de la Virgen en relación con el niño.
Son numerosas las muestras de escultura decorativa que se encuentran a lo largo de todo el conjunto catedralicio, tanto al interior como exterior, que ocupan el lugar de claves, ménsulas y capiteles. En el interior de la iglesia, esta decoración es de tipo vegetal en la gran mayoría de los capiteles de columnas y columnillas, mientras que las ménsulas tienen tallas animales o humanas. Son especialmente interesantes por su carácter cronológico, las tallas heráldicas de las claves. En el claustro estas labras se alternan según las etapas constructivas, siendo las más primitivas labras historiadas, mientras que las últimas se centran en el mundo vegetal. Ya han sido citadas las labras de las magníficas puertas del claustro, así como la poca decoración exterior del conjunto.
La policromía de la piedra, ya fuera de las tallas o de los paños de los muros, fue una práctica muy extendida en toda la Edad Media y de la que se conservan de forma excecpcional numerosos ejemplos que son citados en sus apartados correspondientes. Destaca sobre todas ellas la pintura mural gótica del refectorio que hoy podemos ver en el Museo de Navarra.
Entre las esculturas que hoy se hallan en el Museo Diocesano, destacan dos tallas de santos provenientes de los retablos de la catedral y dos crucificados de marfil del xviii, uno de pequeñas dimensiones y otro mucho mayor que se encontraban también en el templo.
En el Museo se encuentra a su vez el retablo de las Navas, una magnífica muestra gótica de tallas de bulto redondo y altorrelieve guarnecidas en una suntuosa arquitectura con tracerías góticas.

### Coro
La sillería del coro fue realizada entre 1539 y 1541, dirigiendo las obras Esteban de Obray, aunque labrada por numerosas manos, entre ellas las de Guillén de Holanda, al que se le atribuyen las mejores tallas. Constituye uno de los últimos eslabones de las grandes sillerías renacentistas que se construyeron en el norte peninsular.

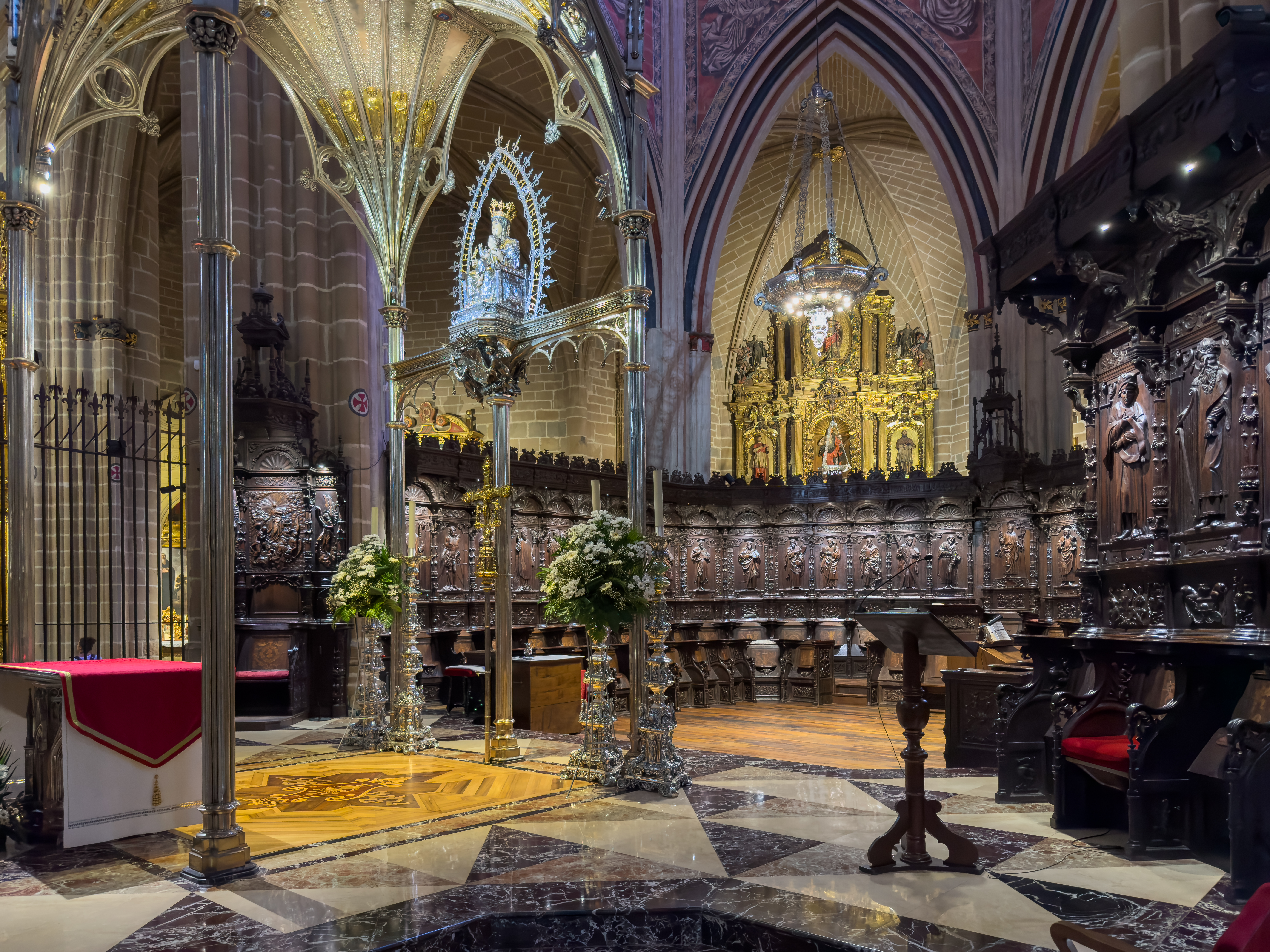
Coro renacentista en el presbiterio

Fue una gran obra concebida por el prior de la catedral, Sancho Miguel Garcés de Cascante, persona que vivió en Roma en la corte del papa Julio II, mecenas de Miguel Ángel, Bramante y Rafael entre otros, lo que influyó de forma decisiva en su gusto por el arte y en especial por el estilo renacentista italiano. Este nuevo gusto estilístico viene determinado por el origen francés de gran parte de sus artífices, que tenían en Normandía un referente del nuevo estilo italiano importado por el mecenazgo del cardenal de Rouen Georges d'Amboise.
Ya existió en la catedral pamplonesa otra sillería de principios del siglo xv realizada por artistas mudéjares de la que hoy no queda rastro.
Antiguamente estaba situada en el segundo y tercer tramo de la nave central, más próximos al crucero, y presentaba la típica forma de U abierta hacia el altar mayor. Constaba de 59 sillas altas, distribuidas en un orden superior destinado a personalidades y canónigos de oficio. La sillería baja tenía un sitial con tres sillas, una para el prior y dos para sus ministros, gradas de acceso a la parte superior y a ambos lados, diez sillas, otro acceso y once más, creando un total de 45 asientos bajos. Destaca sobre todas ellas la silla el obispo, con atril y un dosel a modo de baldaquino.

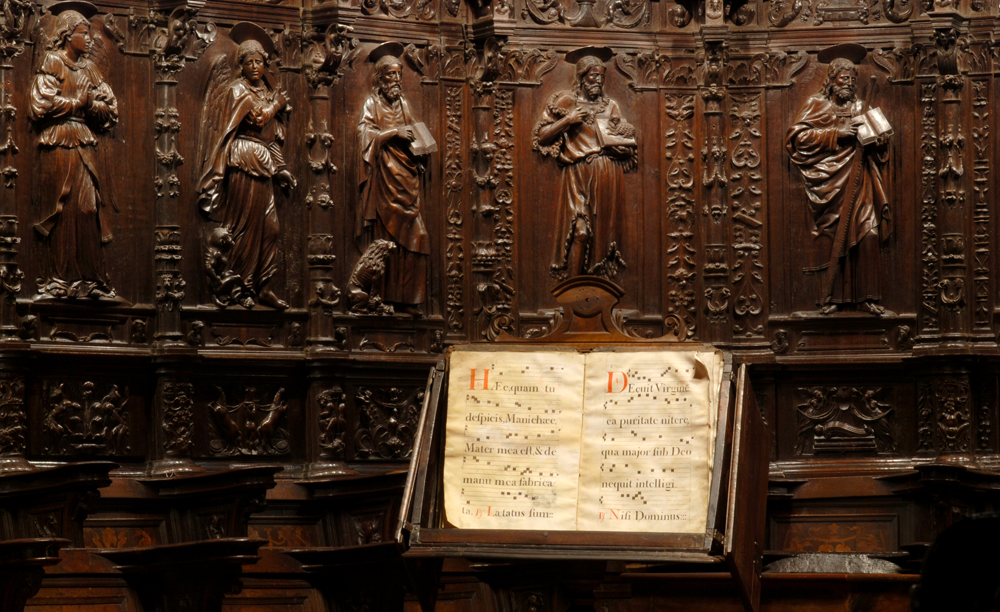
Detalle de la sillería

En 1946 es trasladada al presbiterio, donde tiene menor espacio, por lo que casi un tercio de las sillas se vendieron a la Diputación Foral para sufragar los costes de la obra, en concreto doce de estas sillas altas y ocho bajas que se conservan en la capilla del Museo de Navarra, y una silla alta fue regalada a la Nunciatura de Madrid. Actualmente se encuentran en el presbiterio 33 sillas altas, las 3 aisladas del prior y los ministros, y 23 sillas bajas. El resto están desaparecidas.
Todos los sitiales poseen un asiento abatible con misericordia, tabiques de perfil curvilíneo, frentes con balaustres y atlantes que soportan los pomos que representan figuras monstruosas. Los respaldos presentan paneles con taracea. Sobre las sillas altas, además de esto, se encuentran en el respaldo un friso, un tablero con una talla humana flanqueada por pilastras (las figuras representan santos y apóstoles presididos por el Salvador), concha sobre la misma, todo ello rematado por guardapolvos con ménsulas y un nuevo friso con remates de timpanillos. La silla episcopal está coronada por una gran aguja con pináculos de estilo gótico.

### Orfebrería
La catedral de Pamplona alberga una de las más notables y ricas colecciones de orfebrería de España, tanto por originalidad de alguna de sus piezas que se pueden considerar únicas, como por el número de las mismas. De especial relevancia son el relicario del Lignum Crucis y el del Santo Sepulcro, ambos góticos, y la Custodia de plata y un evangeliario del mismo metal de época renacentista.

#### Santa María la Real

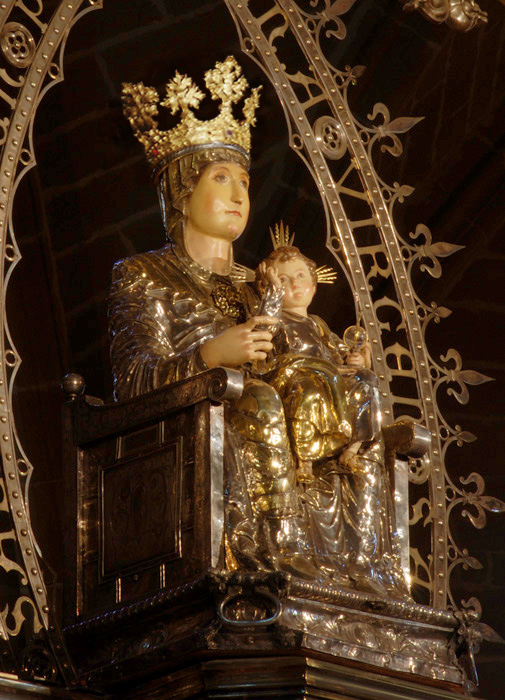
Talla románica de Santa María la Real de Pamplona del

Se considera a Santa María la Real de Pamplona, como una de las tallas marianas más antiguas que se conserva en la Comunidad Foral, junto con la del monasterio de Irache. Data del siglo xii y está fechada con anterioridad a 1175-1185. Se trata de una imagen sedente sobre trono (que fue añadido en el siglo xvi junto con el niño), con Jesús sentado sobre su pierna izquierda, una representación por tanto de Sedes Sepientae, en la que María sirve de trono a su hijo. Toda la talla, de 93 cm de altura, fue chapada en planta a excepción de rostro y manos, como era habitual en aquella época, por encargo de Carlos II en el siglo xiv.
A lo largo de los tiempos, se ha ido denominando de diferente forma a la titular de la catedral pamplonesa. Antiguamente, en época románica y gótica era conocida como Santa María. Con los siglos se le denominó Virgen del Sagrario, y así fue hasta mediados del xx en el que tras su coronación canónica, paso a denominarse Santa María la Real. Este nombre también haría referencia al hecho de que a sus pies eran coronados los reyes de Navarra.
Ha sido algo habitual durante varios siglos, que se vistiera la imagen con capas bordadas, velos y mantillas en fechas señaladas del calendario litúrgico. Existen grabados de época barroca en los que se puede observar cómo la imagen era totalmente cubierta y vestida, así como la del Niño Jesús. Esta costumbre sigue haciéndose hoy en día en fechas importantes aunque con ciertas modificaciones. Desde su coronación canónica, en dichas fechas, se le coloca una impresionante corona real con ocho diademas de filigrana en oro, repleta de diamantes de diferentes tallas y esmeraldas, y al niño se le coloca otra corona abierta, con igual pedredería. Ambas fueron realizadas en el siglo xviii con añadidos de 1946, con motivo de su coronación.
Es notable la colección de mantos bordados en oro y plata que se guardan de la Virgen. En algunas celebraciones, como el día de la Asunción de la Virgen, la imagen es colocada en unas andas, ricamente engalanada y se lleva en procesión por las naves de la iglesia catedral y por el claustro.

#### Relicario del Santo Sepulcro

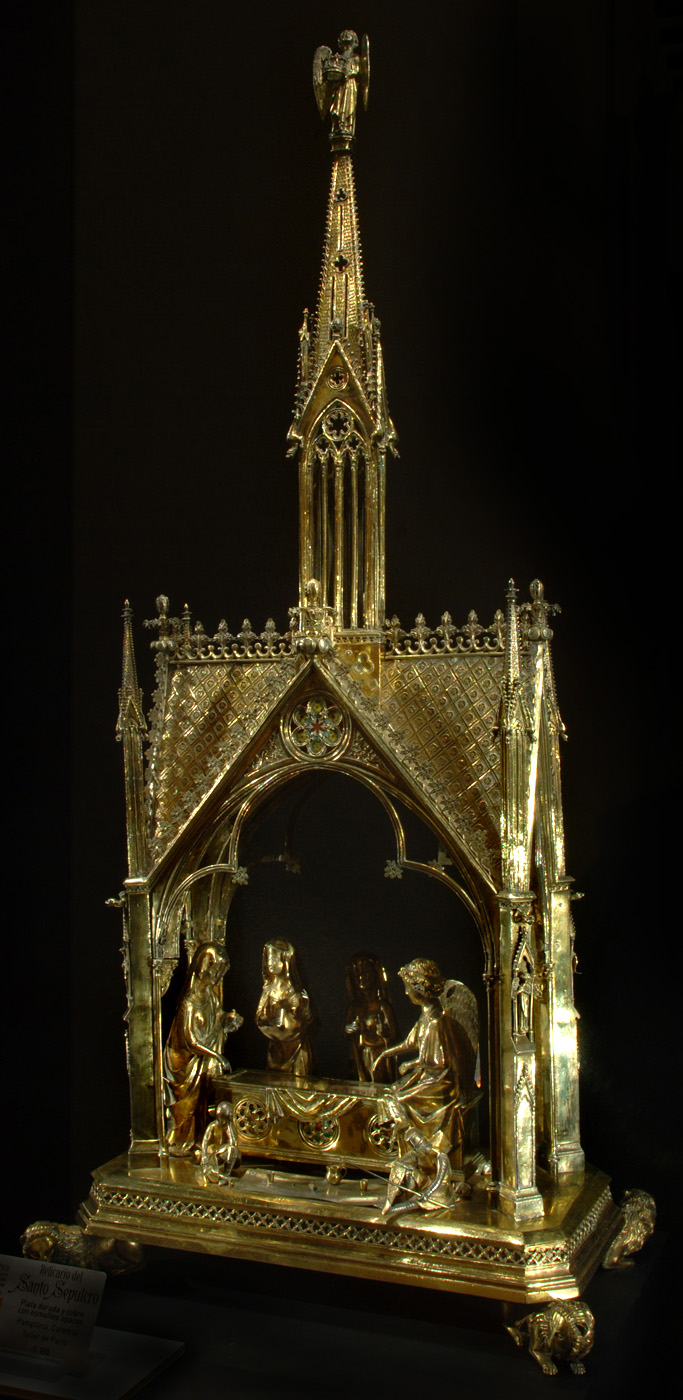
Relicario del Santo Sepulcro, siglo

El relicario del Santo Sepulcro (88 x 38,5 x 24,5 cm.), es una obra excepcional de la orfebrería francesa, que seguramente proviene de los talleres parisinos. Se trata de una pieza única, ya que no se conserva otra comparable a ésta ni siquiera en su país de origen, y por lo tanto, es la pieza de mayor valor del tesoro catedralicio.
Hay diferentes teorías sobre su origen y el motivo por el que llega a Navarra. Ambas coinciden en fechar la pieza a finales del siglo xiii, época en la que una hija de Luis IX de Francia, Isabel, se desposó con Teobaldo II de Navarra.

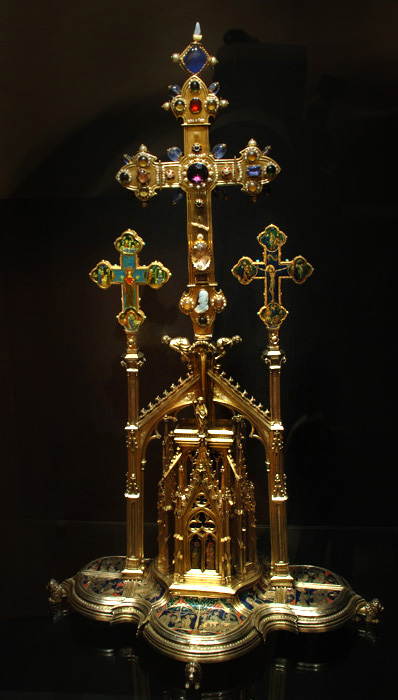
Relicario del Lignum Crucis,

Está realizado en plata y cobre sobredorados y decorado a su vez con esmaltes opacos. Se presenta a modo de templete abierto, de planta rectangular sobre cuatro patas con forma de león. Con cuatro pilares, uno en cada extremo, se abren al frente y por su parte posterior, unos arcos trilobulados bajo gabletes con un rosetón en su interior. Cubiertos por un tejado a dos aguas con crestería. Remata el conjunto una aguja en chapitel calado cubierta por arcos apuntados con tracerías, al estilo de la Sainte Chapelle de París, construida unos años antes.
En el interior del templete está esculpida la escena de las Tres Marías ante el Sepulcro. Las tres mujeres visten túnica y cubren sus cabezas con un paño, sonríen (sonrisa gótica) ante la noticia del ángel que está sentado en el sepulcro y señala a su interior con el dedo. Bajo ellos, dormidos dos soldados de menor tamaño y vestidos a la más pura moda medieval de la época.

#### RelicarioLignum Crucis
El relicario del Lignum Crucis (65 x 40 x 30 cm.) también parece tener orígenes parisinos. De comienzos del siglo xiv por su relación con obras coetáneas, incluye en 1401 dos cruces esmaltadas con las reliquias de la Vera Cruz y de la túnica de Cristo, regaladas por Manuel II Paleólogo a Carlos III el Noble.
Está realizado en plata sobredorada con esmaltes translúcidos. La base cuadrilobulada, se apoya sobre cuatro leones. Sobre dicha base se encuentran los esmaltes de gran calidad que representan escenas de la Pasión, y en su centro hay un templete cerrado, de intrincada arquitectura gótica, con esmaltes en sus frentes de los apóstoles. Enmarca el conjunto un arco polilobulado inscrito en gablete con crestería vegetal, con las tallas de San Pedro y San Pablo a ambos lados y coronado por tres cruces. Únicamente la de la izquierda es original, las otras dos se perdieron tras haber sido robado el relicario en los años 30 del siglo xx. Tras este robo se recuperó la pieza pero no estas dos cruces. Las actuales son reconstrucciones modernas a partir de modelos góticos.

#### Custodia y templete procesional
El renacimiento trae consigo cambios sustanciales en la construcción y decoración de las piezas. De esta época son la custodia y el templete que se conserva en el interior del templo. Esta custodia (84 x 42 x 37 cm.) es de plata sobredorada y fue construida en los talleres de Pamplona como lo indica su marca «PPLON». Está datada en la década de 1540-1550 aunque con añadidos posteriores. Se puede considerar plateresca, y su estructura es en forma de templete, sobre un pedestal polilobulado del que arranca un cuerpo troncocónico, en el que se asienta el templete de base cuadrada y añadidos laterales en forma triangular, cubierto por una bóveda de crucería, y rematado al exterior por un tronco de pirámide sobre el que se halla un grupo escultórico rematado por un crucificado. Todo ello rematado por varias figuras, el templete se decora con balaustres y paneles ricamente tallados. De posterior factura son los dos ángeles que sostienen el templete, dentro del cual se halla el viril.

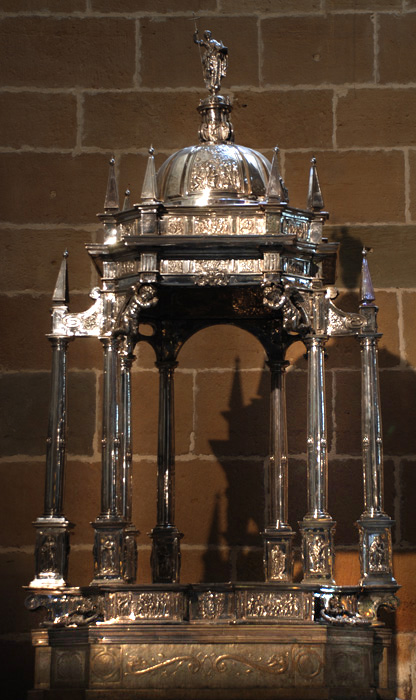
Templete para la procesión del Corpus, siglo

Otra obra excepcional en el tesoro catedralicio es el templete procesional, realizado en plata (200 x 92 x 92 cm.) en 1596 por orden del obispo Antonio Zapata. De base rectangular con sus ángulos achaflanados, se presentaba como un templete abierto sostenido por ocho pilares con basamento, basa, columnas y capiteles, dispuestos en los ángulos de la peana. Todo ello cubierto con un friso corrido, con pirámides muy apuntadas en los remates de los pilares, e inscrita en su interior una cúpula de media naranja rematada por una figura.
La pieza ha sufrido diversas modificaciones a lo largo de la historia, siendo la más destacable el desplazamiento de los dos pilares del frente a los laterales, para mejorar la contemplación de la forma que se coloca en su interior, añadiendo para ello diversas piezas, como unos angelotes y unos nuevos remates. A pesar de estas modificaciones, puede clasificarse como plateresca.
El templete fue creado para colocarse de forma permanente en el retablo mayor de estilo manierista, de hecho su constructor es el mismo que hizo el diseño de dicho retablo, pero también se pensó como templete para enmarcar la custodia en la procesión del Corpus, puesto que desde el mismo año el que fue realizado, salió en procesión. Durante mucho tiempo fue sacada sobre una carroza de madera debido a su gran peso. Dicha carroza fue legada al desuso con los años y el templete dejó de salir en procesión, llevando el día del Corpus únicamente la custodia bajo palio. El año 2006 la asociación de Amigos de la Catedral de Pamplona, recuperó el uso de dicha carroza construyendo una de nueva factura y desde entonces, nuevamente sale en procesión por las calles de la ciudad albergando en su interior la custodia.
Entre las numerosas piezas de orfebrería del tesoro catedralicio, cabe destacar además de las ya citadas otras piezas como el evangeliario renacentista, relacionado iconográfica y estilísticamente a la custodia. Realizado en plata sobredorada con alma de madera, alberga en su interior un códice medieval en pergamino con los evangelios fechado en 1228. Al ser sustitutiva de la cubierta gótica preexistente, mantiene un estilo iconográfico similar a las de dicha época. También sobresaliente es el relicario de Santa Úrsula, de mediados del xvi, realizado en madera cubierta de plata parcialmente sobredorada, es una hermosa talla, ricamente trabajada, que supone un ejemplo de la moda renacentista. Además de estas, la catedral conserva numerosas obras realizadas con oro y plata entre relicarios, cruces procesionales, cálices, bandejas, candelabros, y un largo etcétera de piezas necesarias para la liturgia, así como bordados de casullas y frontales de altar o las diferentes coronas de Santa María la Real, entre las que destacan la de la Virgen y el Niño Jesús del siglo XVIII con añadidos de 1946, realizadas en filigrana de oro y decoradas con cientos de diamantes y esmeraldas.

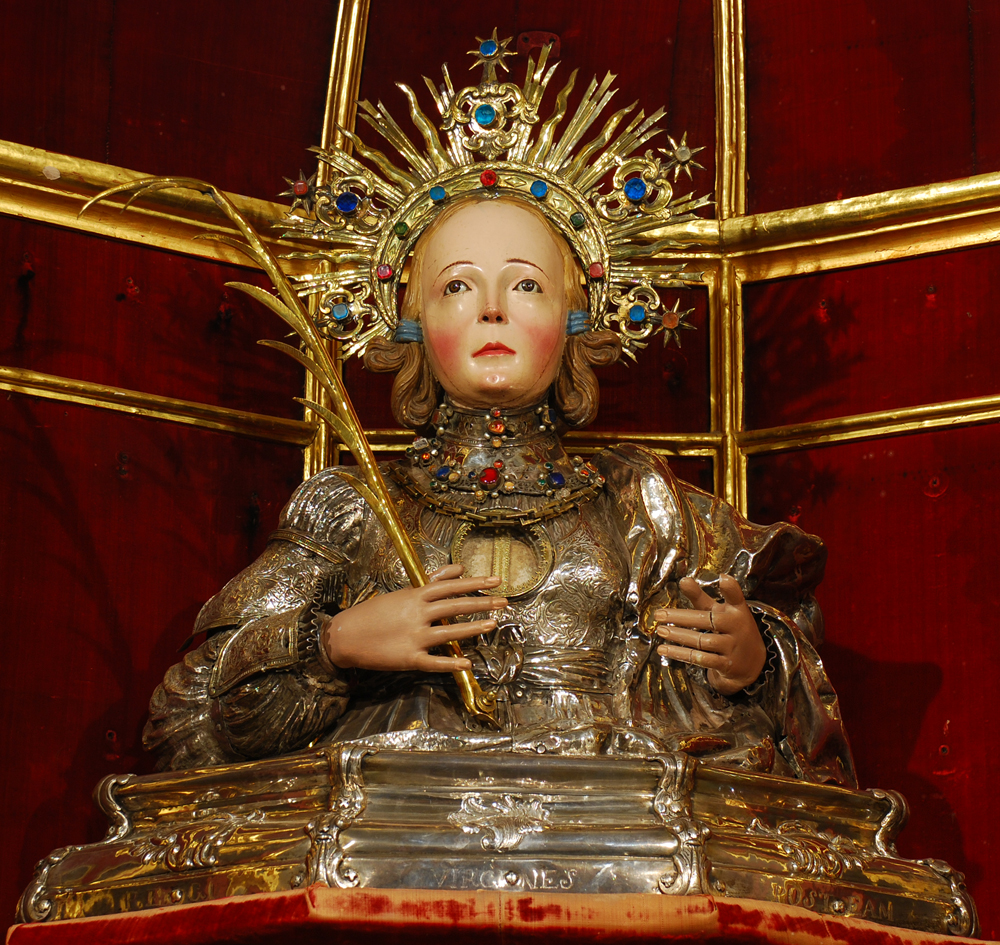
Relicario de plata de santa Úrsula (siglo XVI)
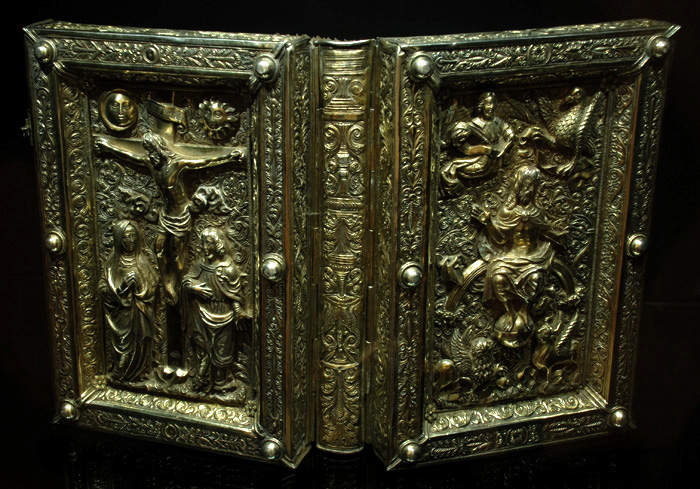
Cubierta de plata para un Evangelario (siglo XVI)
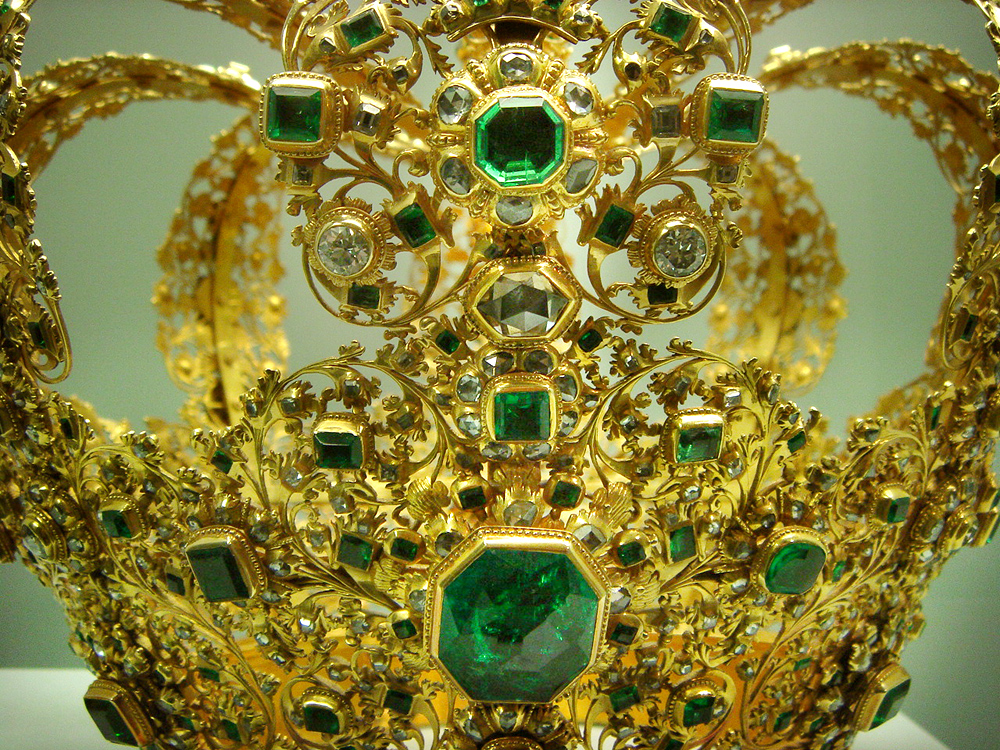
Corona de oro, diamantes y esmeraldas de Santa María la Real (siglo XVIII y añadidos de 1946)
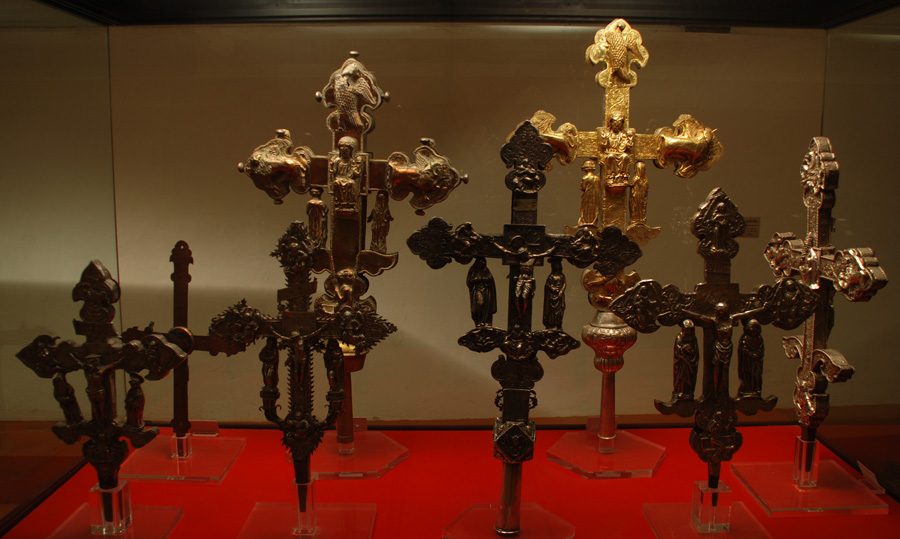
Conjunto de cruces parroquiales góticas de navarra

### Sepulturas
La catedral de Pamplona tiene entre sus muros una variada muestra de sepulturas, entre la que es notable la colección de sepulcros góticos, y sobre los que destaca de manera incuestionable, el de Carlos III el Noble. Como era costumbre, los reyes eran enterrados en las iglesias por las que profesaban una especial devoción y tenían un significado importante para su linaje o reinado. Por su parte, los obispos, tenían derecho a ser enterrados en la última catedral en la que habían ejercido su cargo, como sucede hoy en día. También las tumbas de los canónigos, diferentes ciudadanos, y personajes ilustres, tenían cabida entre los muros del conjunto catedralicio. En Pamplona existen ejemplos de todos estos enterramientos, que se llevaron a cabo desde la Edad Media hasta principios del siglo xix, momento en el que se dejó de enterrar dentro de las iglesias. Esta práctica ha estado prohibida hasta 2010, año en que ha sido recuperada.

#### Sepulcro de Carlos III el Noble
Una de las piezas más importantes del conjunto catedralicio es el sepulcro de Carlos III el Noble y Leonor de Trastámara. Este monumento funerario, está considerado como una obra maestra de la escultura funeraria de principios del siglo xv.

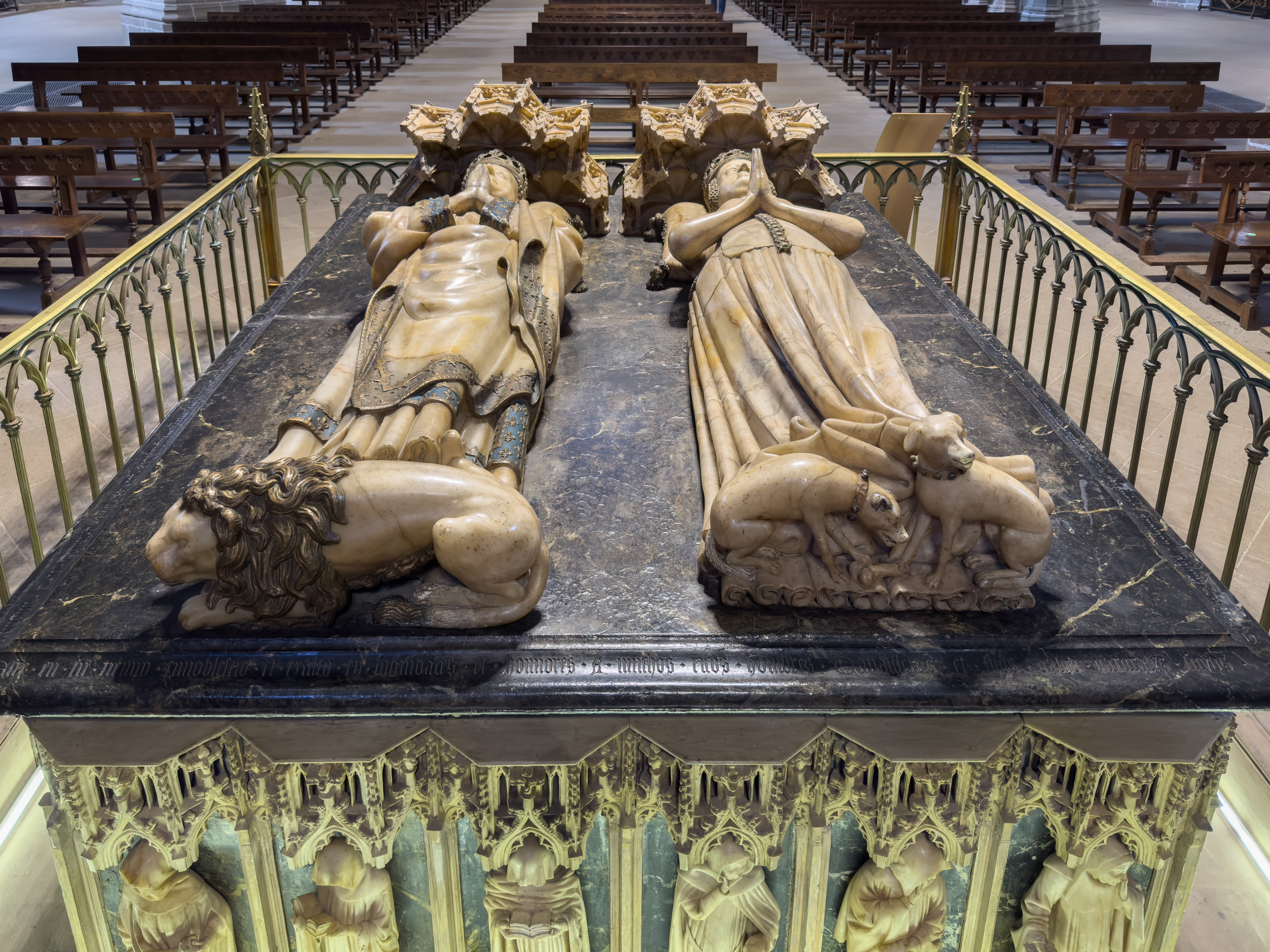
Sepulcro de Carlos III el Noble y Leonor de Trastámara

Situado en el centro del segundo tramo de la nave central, presenta forma de lecho sepulcral exento con unas dimensiones de 2,73 metros de largo, 2,12 de ancho y 1,08 de alto. Sobre él, se encuentran las figuras yacentes de los reyes bajo grandes doseles de fina tracería calada, todo ello en alabastro. Los frentes de la cama sepulcral, están cubiertos con 28 figuras de plorantes, cada uno bajo pequeños doseles y separados por columnillas y rematados por pináculos, que a su vez se encuentran sobre un pequeño zócalo. La cama está realizada en mármol oscuro y las figuras tanto de plorantes como de los reyes, así como las arquitecturas, en alabastro.
Los doseles de los plorantes se encuentran primorosamente tallados. Compuestos por dos alturas, la inferior presenta una bovedilla de cuatro nervios convergentes. La superior, simula una habitación con dos ventanales ajimezados en cada cara y separados por grandes florones del remate de los arcos. Cada dosel termina en una superficie plana con un borde de talla floral de gran preciosismo.

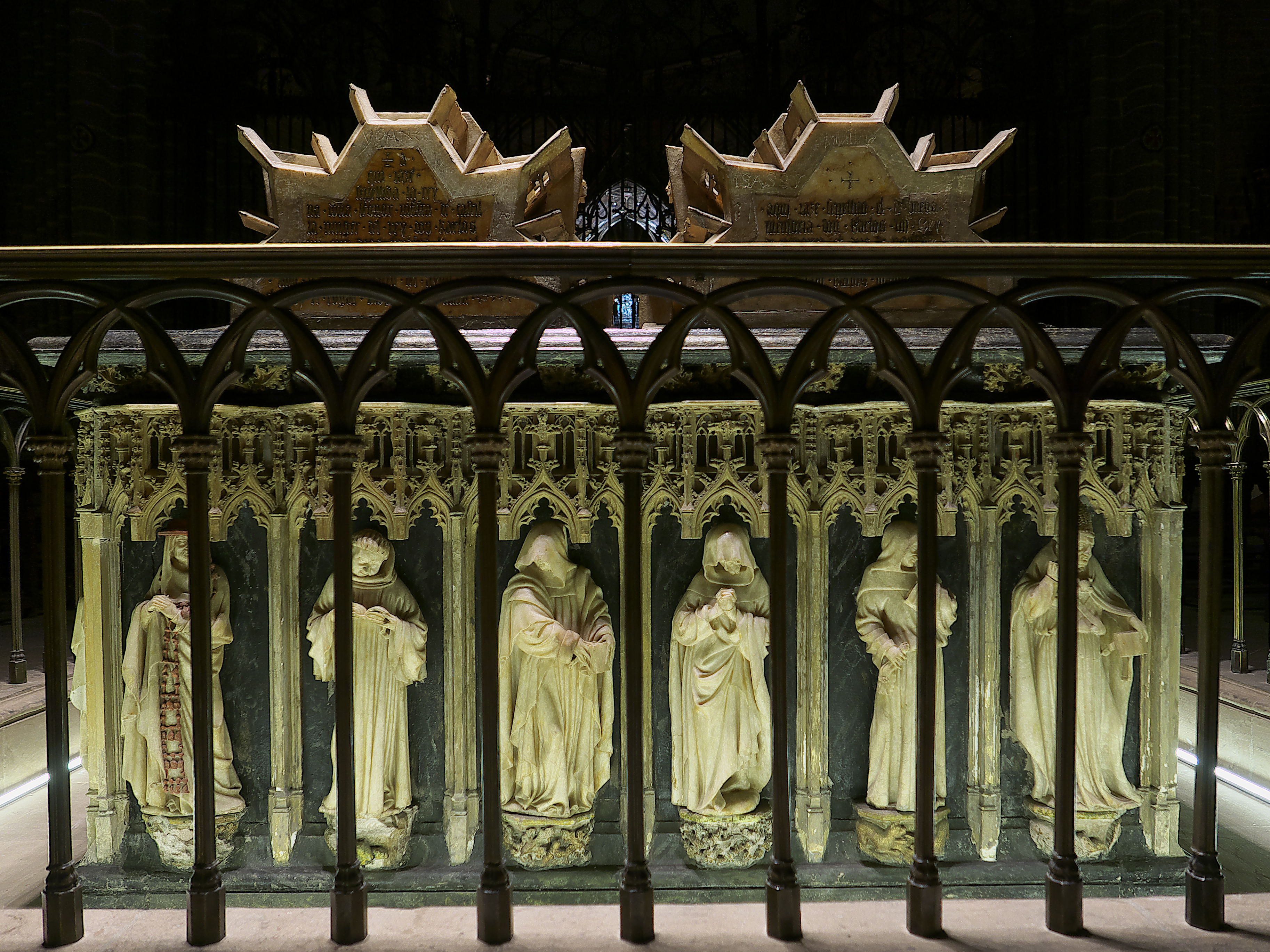
Los plorantes en un lateral de la cama sepulcral

Las figurillas se alzan sobre ménsulas, adornadas con flora, monstruos, escenas de caza y atlantes. Las estatuas miden entre 0,48 y 0,55 metros. Son de desigual factura por lo que se cree que salieron de la mano de más de un artista. Representan únicamente a hombres de diferentes estatus, clérigos, obispos, ciudadanos… Están finamente trabajados, acompañados de diferentes objetos en los que se repite en gran medida el Libro de las Horas. Están vestidos a la moda y sus ropajes trabajados con un gran realismo. La disposición actual es diferente a la original, debido a los traslados a los diferentes emplazamientos que ha tenido el sepulcro, aunque por una cita antigua en la que describe su posición, advertimos que las figuras van emparejadas y que ambas, se muestran de forma contrapuesta en cuanto a su postura, lo que abundaría en esa idea de parejas, cerrando en sí mismas la composición.
En los grandes doseletes sobre los monarcas, es donde observamos el máximo preciosismo con el que fue tallada la obra, en su enredado conjunto de tracerías, pináculos y arbotantes. Representa una cobertura de un templo gótico que constara de tres cuerpos octogonales, más dos pequeños trapezoidales, con sus bóvedas nervadas rematadas con claves florales. El segundo piso está totalmente vaciado, dejando ver así el detalle de los ventanales con sus maineles y complicadas y diferentes tracerías, todas ellas adornadas al exterior con los arbotantes rematados por pináculos.
Los reyes están recostados sobre grandes cojines que aún mantienen parte de la policromía y dorados originales. Muestran una actitud serena, con los ojos abiertos, sus rasgos les representan en la plenitud de su vida, pero sin perder un ápice de realismo. El rey está representado como un hombre maduro, de gran nariz, pequeños labios, con un rostro bondadoso en el que no faltan las arrugas, y en el que vemos también los músculos como los del cuello. Las manos juntas sobre el pecho en posición orante, robustas y a la vez delicadas, en las que observamos un asombroso trabajo de las arrugas y las venas que las recorren, confiriéndoles un realismo nada común.

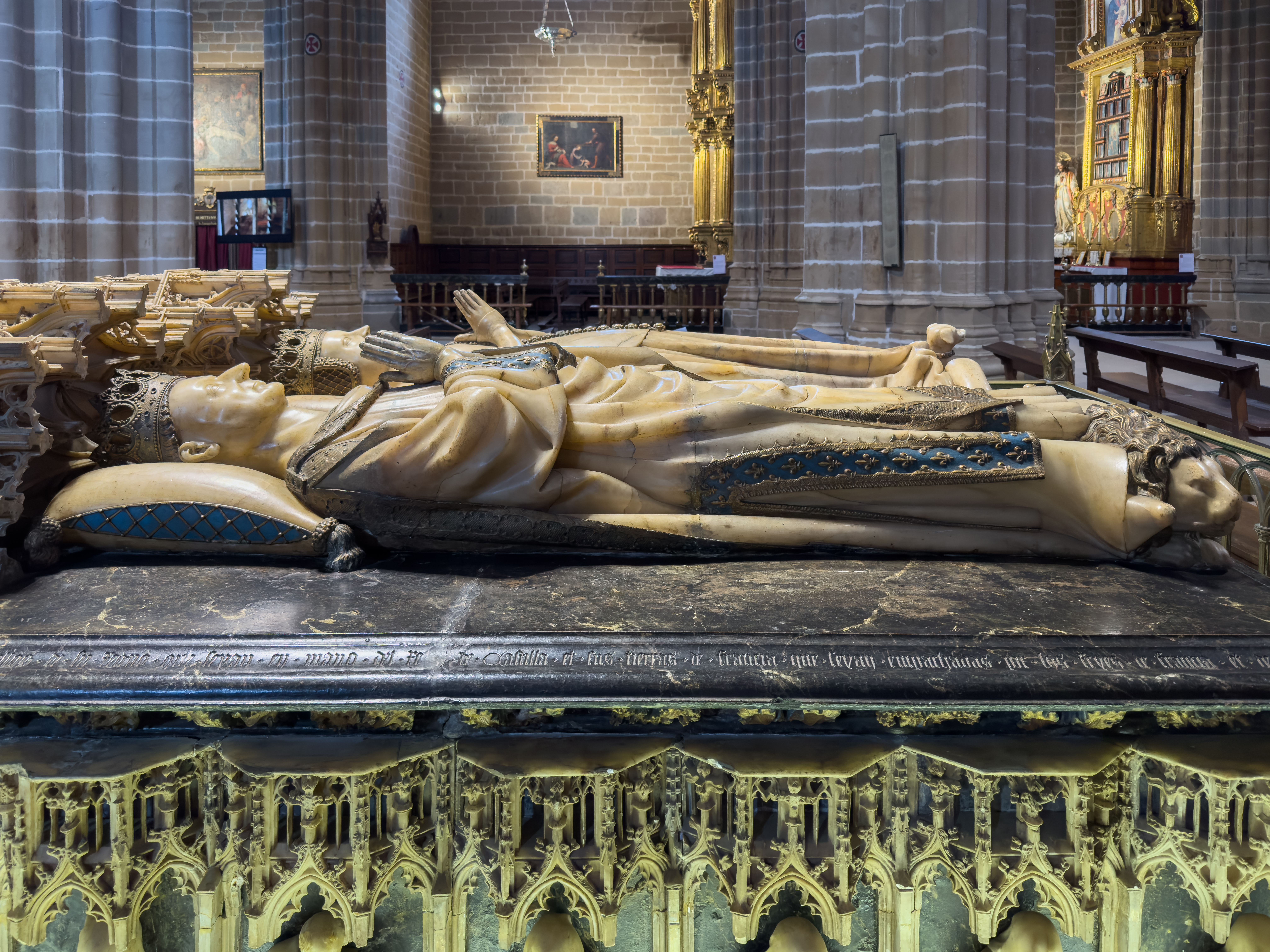
Detalle de los reyes

Viste una estameña lisa con una sobretúnica ricamente decorada en su borde con una cenefa de flores de lis realizada en bronce. Sobre ello, la capa. Anudada en el hombro derecho, recogida con el brazo izquierdo, doblada toda ella con gran realismo y también con una orla que antiguamente estaba decorada con perlas. A sus pies, encontramos un león, símbolo de fortaleza y poder, y por tanto, asociado a los monarcas.
La reina aparece con una leve sonrisa en su joven y redondeado rostro. En la misma posición que el rey, es de rasgos más delicados y finos. Vestida con una túnica primorosamente ondulada sobre los pies, y sobre ella una pieza a modo de chaleco con un cordón de bronce ricamente tallado, al igual que la pieza que recoge su cabellera. Al cobijo de los pliegues del final de la túnica se encuentran dos lebreles. Los perros, símbolos de fidelidad, vendrían a representar la subyugación de la reina consorte ante el verdadero monarca. Ambos están coronados con sendas coronas abiertas, con 16 florones (la mitad de ellos de mayor tamaño que el resto), realizadas en bronce. Antiguamente estaban decoradas con perlas donde hoy podemos ver los cabujones que las albergaban.
El conjunto estaba policromado. Aún posee parte de esa policromía que debía ser muy suntuosa, pues sabemos entre otras cosas que partes de la cama fueron doradas con láminas de oro. La cenefa de la sobretúnica y el cojín, conservan su policromía azul, así como el rojo del capelo cardenalicio del plorante. Sobre el interior de los cojines quedan restos de una cenefa de finos dibujos góticos y una inscripción.
El sepulcro fue realizado por Jehan Lome de Tournay entre 1413 y 1419, en vida del monarca, por lo que se puede asegurar que es un retrato fiel del mismo. No así de la reina que falleció en 1416, por lo que no se tiene la certeza de lo fidedigno del mismo. A pesar de ello, con el monarca vivo y también toda la gente que le había rodeado en vida, es de esperar que cuanto menos sea una aproximación realista a su imagen.
Sobre los grandes doseles y alrededor de la cama sepulcral se encuentra una inscripción. La del dosel del rey y la cama, hace referencia a dicho monarca, y la del dosel de la reina, a ella misma. Ambos debieron ser tallados con muchos años de diferencia a la creación del sepulcro, puesto que albergan numerosos errores como confundir el número cardinal del rey (poniendo Karlos IIII en vez de III), errando en las fechas de fallecimiento, etc.
El sepulcro fue realizado por un conjunto de mazoneros, llevando las obras Jehan Lome de Tournay. Como era costumbre habitual, las partes más importantes y delicadas las tallaba un mazonero de mayor renombre, y para la realización de partes estructurales, decoración, tallas de menor importancia, etc., se contrataba a diferentes maestros que agilizaran así la realización de la obra.

#### Otros sepulcros
En las diferentes dependencias de la catedral se encuentran además diversos sepulcros.
Dentro de la iglesia (capilla de San Juan Evangelista), el del obispo Sancho Sánchez de Oteiza, obispo de Pamplona entre 1420 y 1425. Es un nicho bajo arco apuntado, con tracería y arco conopial flaqueado por pináculos y con la figura yacente del obispo, y en el frente del arca sepulcral, ocho plorantes. Por las fechas y estilo se considera obra también de Jehan Lome y su taller.

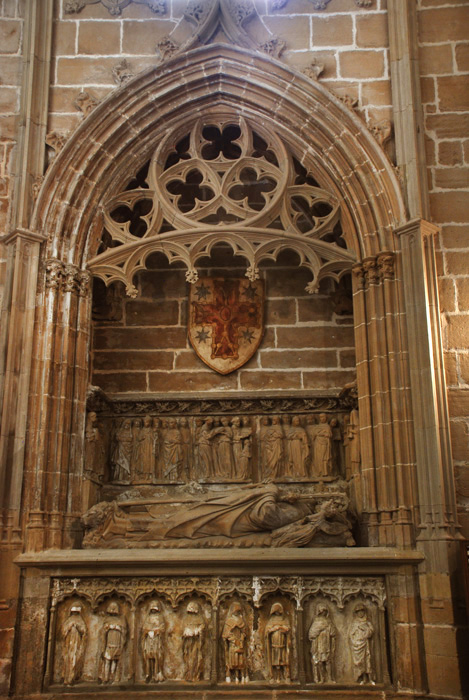
Sepulcro del obispo Sancho Sánchez de Oteiza.
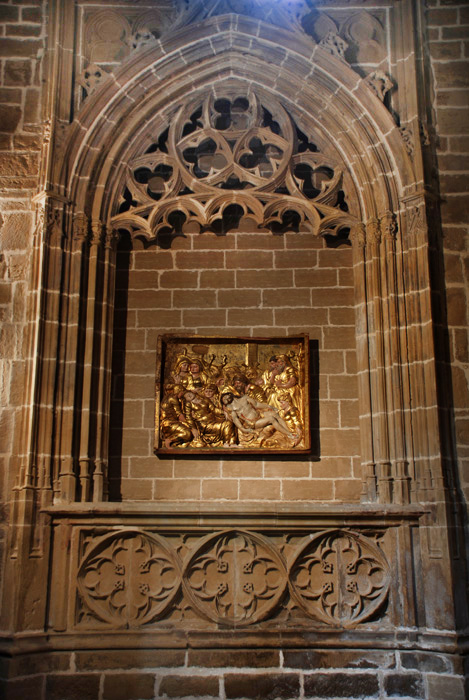
Sepulcro vacío.
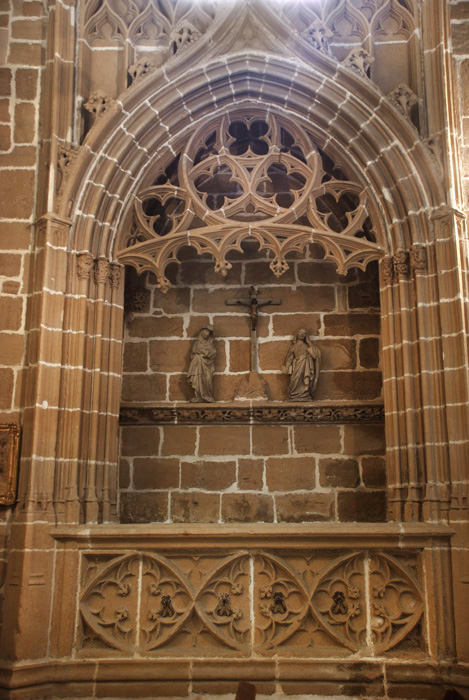
Sepulcro del calvario.
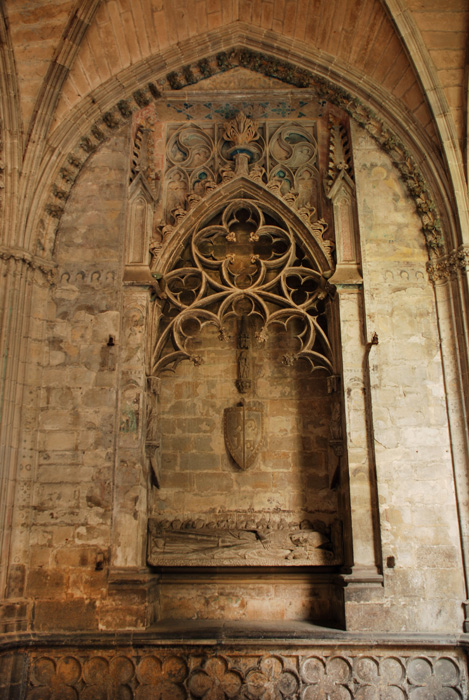
Sepulcro del obispo Sánchez de Asiáin.
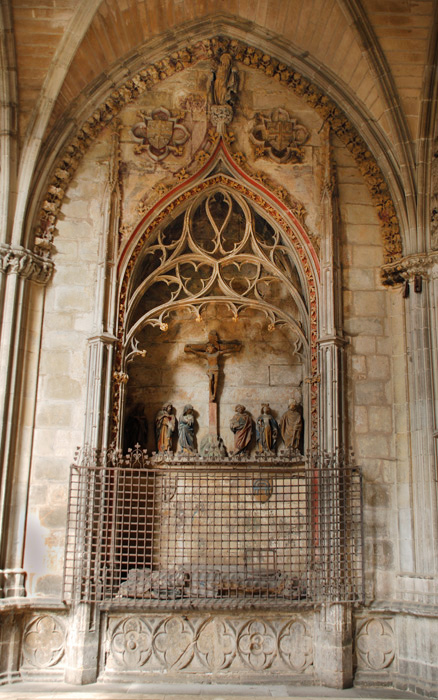
Sepulcro de los Garro.

En la capilla de San Andrés hay un sepulcro similar aunque menos decorado y que nunca ha sido ocupado. En la capilla de Santa Catalina hay otro nicho con tracería pero sin figura yacente, y con la única representación de un calvario. Ambos son del siglo xv.
Sobre la puerta de acceso a la escalera del sobreclaustro, se encuentra una lauda sepulcral con una niña yacente, bajo dosel y con un león a los pies, rodeada por cuatro ángeles que sostienen una sábana sobre la que está tumbada la figura. Se cree que pudo pertenecer a la infanta Blanca, hija de Carlos II y fallecida en 1370.
Las puertas de acceso a las sacristías, estaban preparadas como sepulcros. El de la sacristía de los Beneficiados, estaba ocupado por una tumba que se trasladó al interior del pasillo de acceso a la misma. Ambas presentan arco apuntado, rematado por arco conopial, escudos, y todo el conjunto flaqueado por pináculos.
En el centro de la capilla Barbazana se encuentra la figura yacente del obispo Arnaldo Barbazán, vestido con los ropajes propios de su cargo, mitra y báculo.

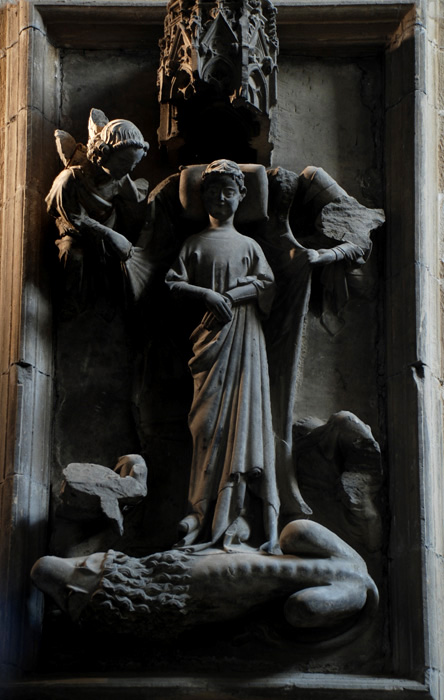
Lauda sepulcral de una Infanta, siglo XIV
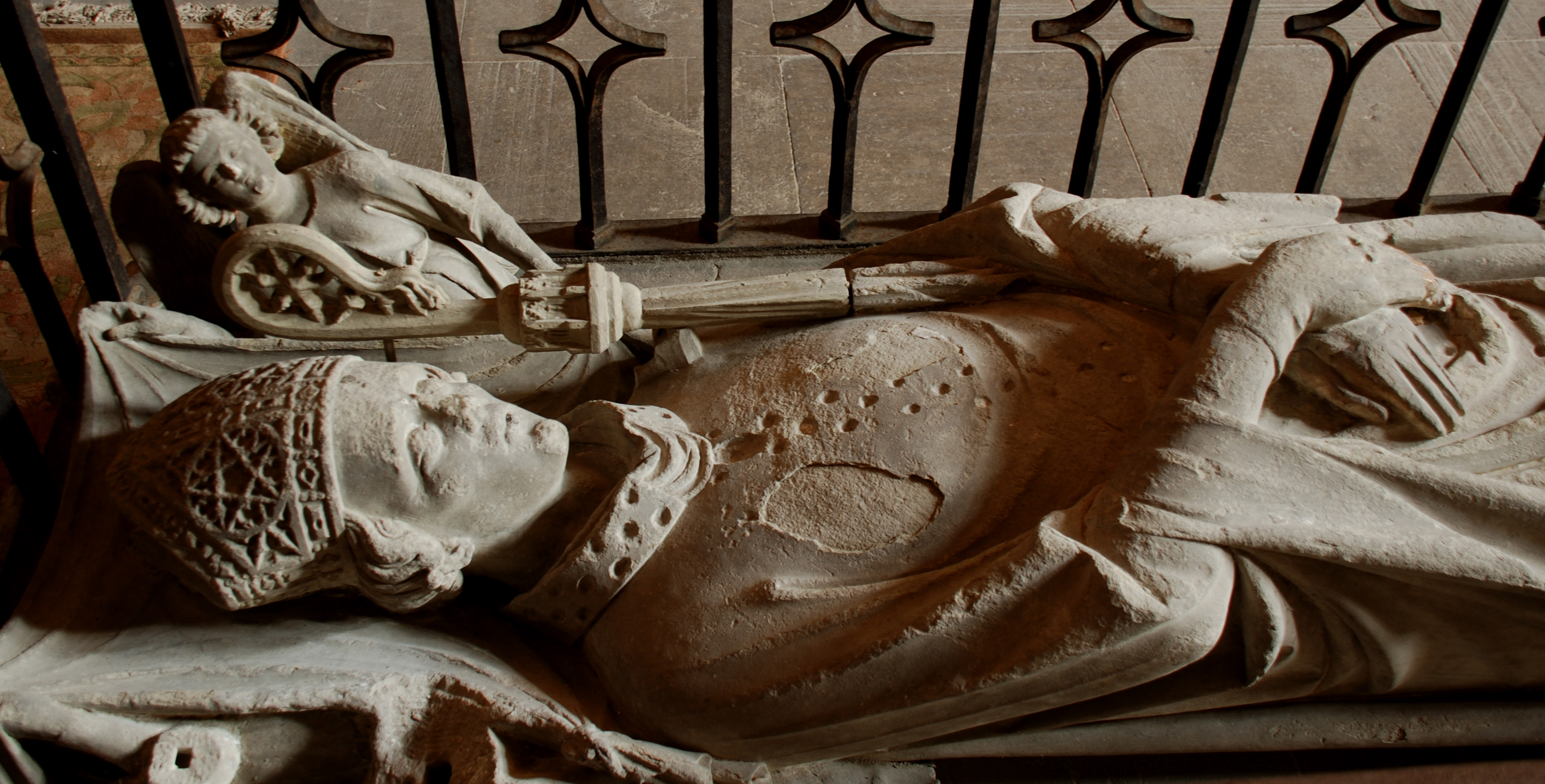
Efigie yacente de Arnaldo Barbazán, siglo XIV
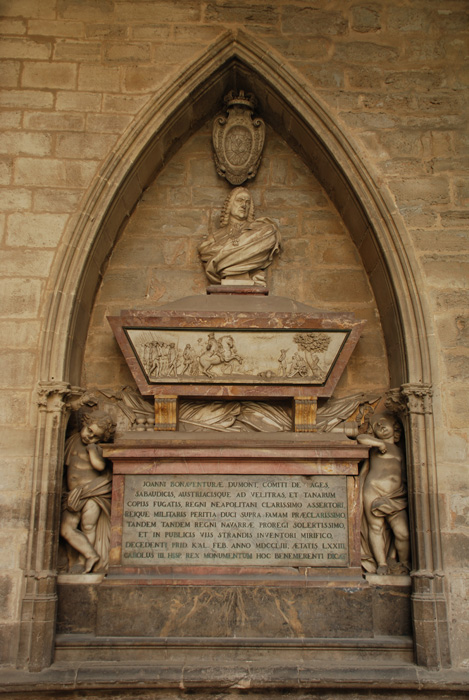
Sepulcro del Conde de Gages, siglo XVIII
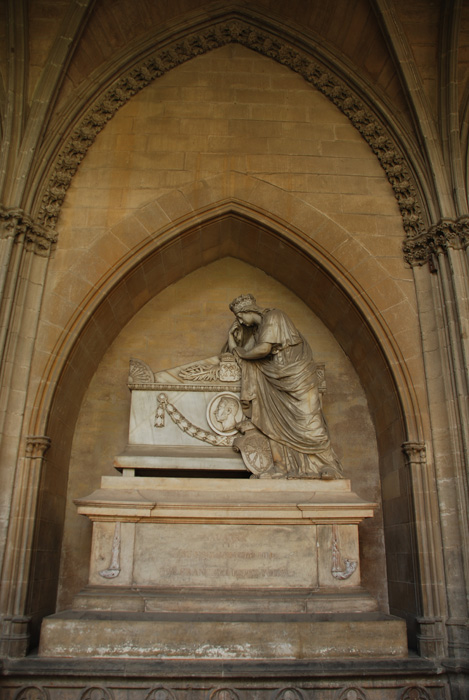
Sepulcro de Espoz y Mina, siglo XIX

En los muros del claustro se encuentra el sepulcro del obispo Sánchez de Asiáin, de 1370, que morfológicamente es muy similar al de Sancho Sánchez de Oteiza, aunque no presenta plorantes y en el interior del nicho conservaba un mural policromado hoy trasladado al Museo de Navarra. También en el claustro, aunque muy posteriores, están los sepulcros de Thierry Dumont, conde de Gages y virrey de Navarra y el del militar y guerrillero Espoz y Mina.
En la cripta de la Barbazana se construyó a principios del xix una serie de nichos para albergar los cuerpos de obispos que se encontraban enterrados bajo el suelo de la iglesia catedral, y para albergar futuros cuerpos, creando así un panteón para los mitrados.

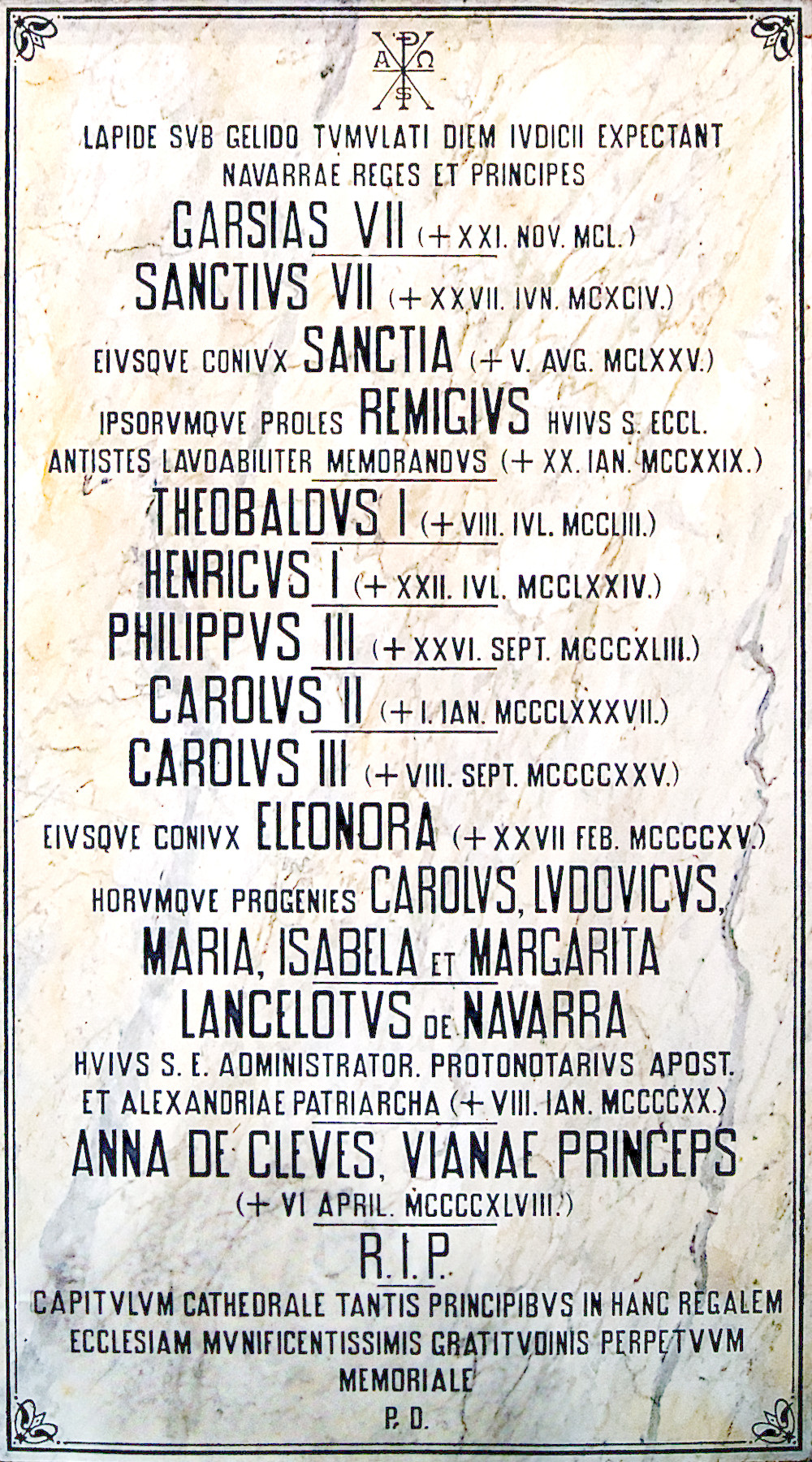
Lápida real de reyes y príncipes enterrados

#### Cripta Real
En esta cripta, bajo el sepulcro de Carlos III, se conservan los restos de diferentes monarcas del Reino de Navarra, así como de sus consortes e infantes. Es un pequeño espacio realizado con paramentos de piedra de sillería, cubierta por una bóveda. Dentro se encuentran una serie de cajas con los restos óseos de los monarcas y sus familiares. Dicha edificación no es visible, pero en la cabecera del sepulcro encontramos una placa inserta en el suelo, en la que se detallan en latín el nombre de los miembros de la realeza enterrados, así como la fecha de su fallecimiento.

#### Tumbas y columbarios
Además de los sepulcros, también hay diferentes enterramientos mucho más sencillos, diseminados a lo largo del conjunto catedralicio.

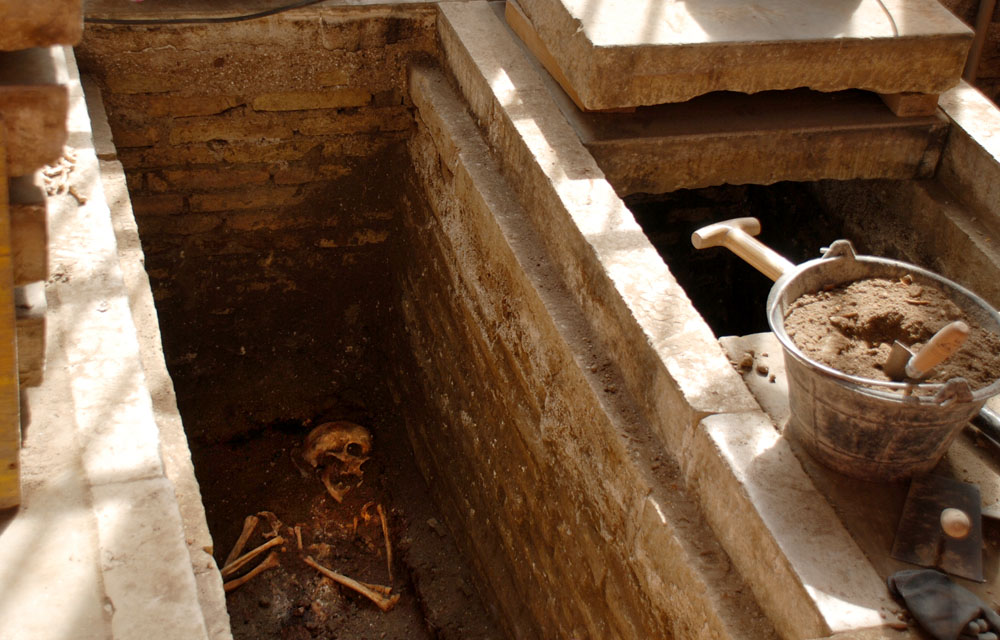
Tumbas del claustro

Algunos de los obispos que ocuparon la cátedra en la seo pamplonesa en siglos más recientes, están enterrados en el suelo de la iglesia bajo sencillas lápidas. Otros de estos obispos, encuentran reposo en unos nichos de la cripta de la capilla Barbazana.
Durante las excavaciones de los años 90, se halló en el suelo del presbiterio (como se esperaba), una urna de plomo con una pequeña caja de madera en su interior, que contenía los restos de Magdalena de Valois, hermana de Luis XI de Francia y madre de la última reina de Navarra, Catalina de Foix.
El suelo del claustro es un gran cementerio donde han reposado enterradas cientos de personas hacinadas en sus 328 tumbas. Estas sepulturas, así como el cambio del suelo del claustro, se realizaron durante el siglo xvii para dar cabida a más enterramientos y homogeneizar su superficie, pues debía presentar una imagen desigual debido al gran número de laudas de diferentes épocas. Desde finales de 2010 se está procediendo a su vaciado para instalar en su interior unos columbarios que alberguen las urnas con las cenizas de las personas que deseen ser enterradas en la catedral, y recuperar así su uso como lugar de reposo de los feligreses.
Está previsto que posteriormente también se puedan inhumar los restos en el sobreclaustro y en la cripta de la Barbazana.

### Rejas

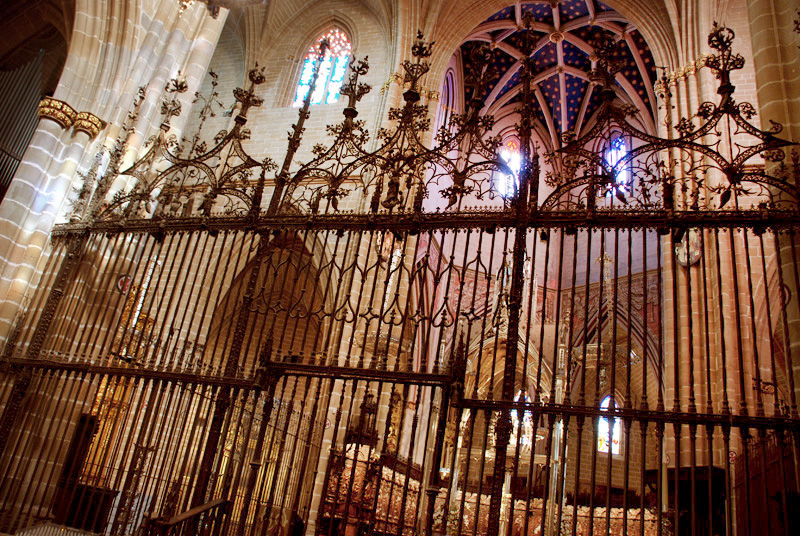
Reja gótica que cierra el frente del presbiterio

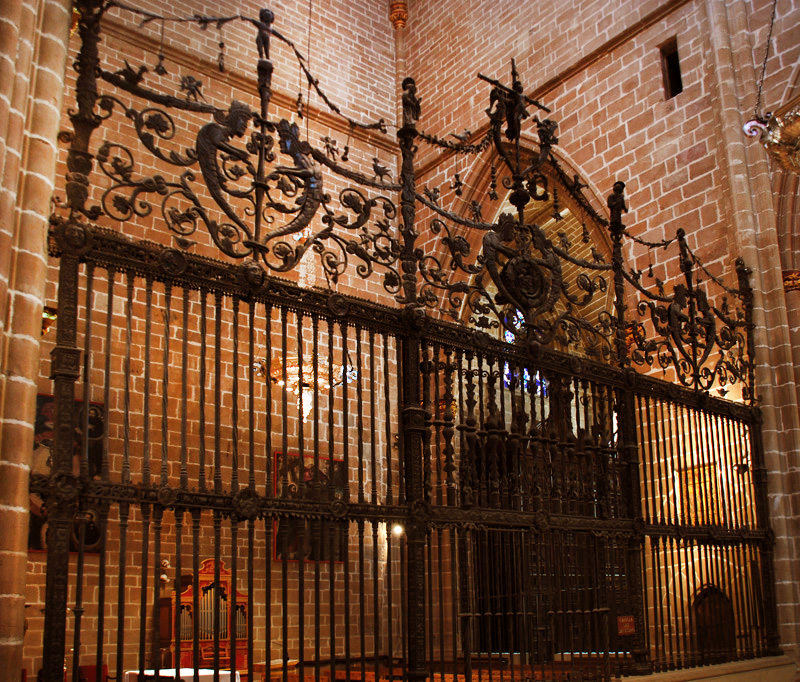
Reja renacentista que cierra la capilla del Santísimo

Actualmente se conservan dos grandes y valiosas rejas en el interior de la catedral, la que cierra el presbiterio y la que cierra la capilla del Santísimo. Antiguamente todas las capillas estaban cerradas por sencillas verjas góticas que fueron eliminadas a principios del xix y sustituidas por pequeñas balaustradas, en un intento de crear un espacio diáfano en el interior del templo, consecuencia de las nuevas corrientes artísticas e ideológicas de la época. Estas piezas se vendieron al Ayuntamiento de Pamplona en 1806, que reutilizó su hierro para crear las rejas que cierran actualmente al exterior la capilla de San Fermín, en la iglesia de San Lorenzo.
La reja que cierra el frontal del presbiterio es gótica. Terminada en 1517 y ejecutada por Guillermo de Ervenant, y conocida como «La Reina» de las rejas góticas de la época, consta de dos cuerpos y una crestería superior, que cubren el espacio entre dos pilares, sostenida por cuatro pilastras profusamente decoradas en todas sus caras por figurillas y doseletes. Sus dimensiones son de 3,5 metros de ancho en cada una de sus tres calles y 7 metros de alto en sus cresterías. La parte alta está compuesta por agujas y arcos conopiales entrecruzados y rematados en florones, intercalando entre ellos grupos escultóricos. La puerta se halla en la parte baja de los dos pisos, en el tramo central y se enmarca en dos barrotes trenzados en su parte superior, y cuadrados en la inferior, el que van colocadas pequeñas figuras decorativas. Esta rica decoración, hace de ella una de las obras maestras de su género en España.
La reja de la capilla del Santísimo, actualmente en el brazo sur del crucero, cerraba antaño el coro y se encontraba enfrentada a la reja del presbiterio hasta el año 1940. Es plateresca, ejecutada entre 1539-1540, y por su magnífica forja y estilo, es considerada como obra del mismo autor del coro que cerraba, Esteban de Obray.
El esquema es similar a la reja del presbiterio, comparte dimensiones y distribución en tres calles y dos alturas rematadas con crestería, pero la decoración y detalles arquitectónicos son de gusto clásico, apareciendo capiteles, pilastras, medallones y frisos. Mantiene una unidad estilística con los motivos tallados en la sillería del coro. Las calles vienen enmarcadas por ocho pilares decorados por el frente y con capitel corintio. En las calles laterales encontramos veinte barrotes lisos dispuestos en arista en el piso inferior, y en el superior, lisos y retorcidos de forma alternativa. La calle central más compleja, en la que se encuentran barrotes retorcidos en ambos pisos, y además en el superior, once balaustras ricamente labradas. Los pisos están divididos por un friso cubierto de medallones con imágenes de la Virgen, reyes y santos.
La crestería está formada por grutescos, del follaje vegetal salen cuerpos de animal que se convierten en personas. Sobre esta decoración encontramos una guirnalda sobre la que se sitúan unos niños alados con espada que se enfrentan a pájaros. Sobre ellos unos niños sostienen los ensartos que van a parar a balaustras sobre las que hay figuras exentas de la Virgen y diferentes santos, e iguala de esta manera a la altura de la reja gótica. En la parte central se eleva un gran crucifijo flanqueado por ángeles que recogen la sangre de Cristo en cálices, el tema culminante de la Redención.
Otra reja importante por su antigüedad, es la que se conserva en el claustro, cerrando los dos lados interiores del lavatorio. Por su tipografía, responde al esquema de las rejas románicas, pudiendo haber formado parte de la anterior catedral. La leyenda y una placa situada sobre la reja, indican que supuestamente se forjó con el hierro de las cadenas cortadas por Sancho el Fuerte en la batalla de las Navas de Tolosa en 1212 y que son las que se representan en el escudo de Navarra.

### Vidrieras
En toda construcción gótica existe un elemento que es la base de la teoría de la construcción de esta época, y es la vidriera. Hay que entender, que el estilo gótico pretendía poner la arquitectura al servicio de la luz, llegando al punto de que el edificio era únicamente el marco de dichos vitrales. Por lo tanto la catedral pamplonesa no se mantiene al margen de esta teoría, aunque con matices.

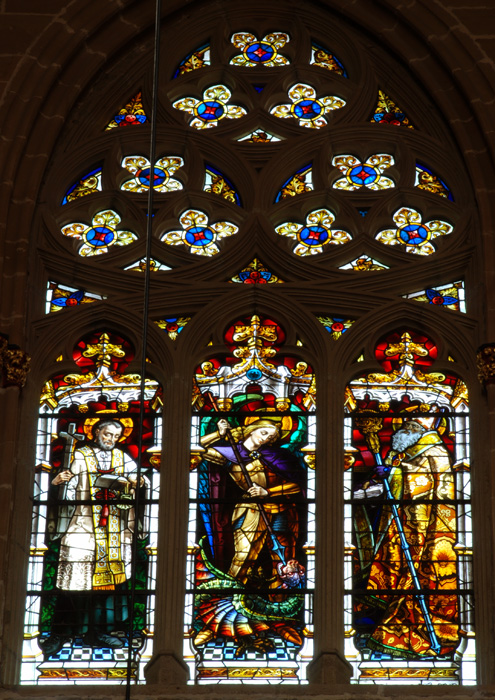
Vidriera de la nave central

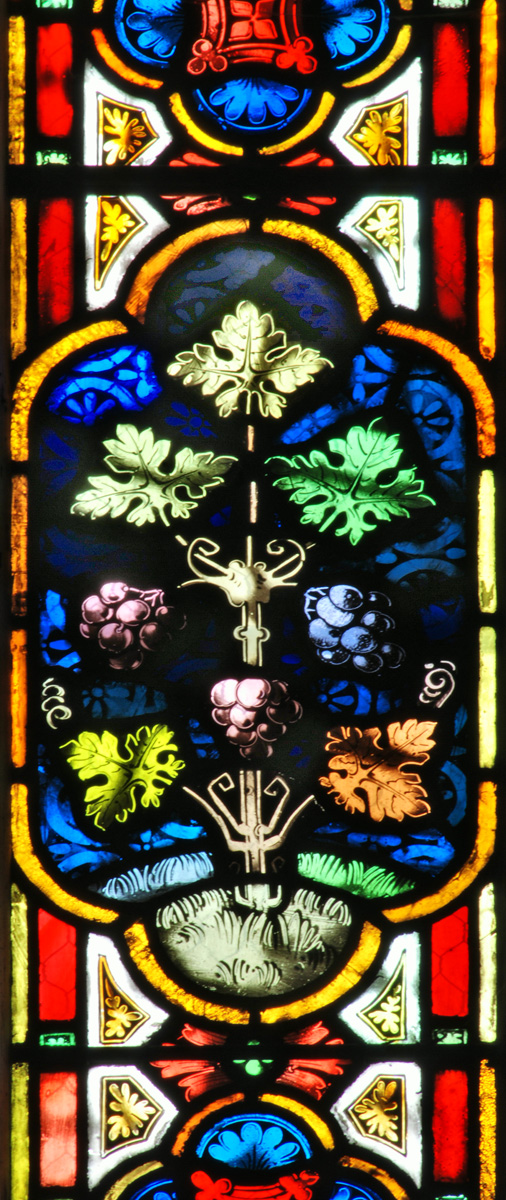
Detalle de una vidriera del refectorio

Las vidrieras que vemos hoy en día, son casi todas del siglo xx. Únicamente se conservan cuatro originales del siglo xvi, de buena factura, y se cree que realizadas por Juan Carlos Bionde. La casi total pérdida de los vidrios, se debe a las sucesivas explosiones del molino de la pólvora, situado cerca del conjunto catedralicio. Fue de especial virulencia la explosión de 1733, en la que la gran mayoría de las vidrieras, muchas de sus tracerías y los pináculos que coronaban el exterior de la iglesia, se vinieron abajo.
Durante largo tiempo estuvo la catedral sin estos cerramientos, sufriendo el consiguiente daño que causaba la lluvia que se adentraba en su interior. Algunas de las ventanas fueron tapiadas, hasta que finalmente, fueron realizadas nuevas vidrieras de la nave central entre 1919-1937 por la Casa Maumejean de San Sebastián, imitando las cuatro conservadas del siglo xvi. Entre el año 74 y el 83 del siglo pasado, Carlos Muñoz de Pablos, pintor y vidrierista segoviano, ejecutó las de la cabecera, crucero, girola y la que se encuentra sobre la puerta de acceso al claustro.
En ellas vemos escenas de los evangelios, la virgen, santos y personajes relacionados con la catedral como reyes, obispos o papas. En las del presbiterio se pintaron escudos heráldicos de poblaciones y personajes navarros que tuvieron relación directa con la catedral. Sobre la puerta del claustro, el escudo del cabildo y a su derecha el escudo e inscripción de los donantes de las vidrieras de los años 70-80. Los vidrios de las capillas, aunque en su momento estaban decorados, se restituyeron sin dibujo ni color alguno para mejorar la entrada de luz natural en el templo.
También son notables las vidrieras del refectorio, realizadas en 1891 por la casa Mayer de Múnich, que representan motivos florales y geométricos en los laterales, así como los cuatro Evangelistas y los doce Apóstoles en el frontal, y las vidrieras de la capilla Barbazana, realizadas por S. Cuadrado de Madrid en 1956 y que representan en el frontal a la Virgen, el Espíritu Santo y los Apóstoles, y en el ventanal lateral a diferentes santos navarros y escudos heráldicos.
Es un hecho destacable el pequeño tamaño de las vidrieras de la catedral pamplonesa. Se ha querido ver en el crudo clima navarro la explicación a este hecho, pero no parece que sea relevante. Otra cosa que pudo influir, fue el derrumbe de la anterior iglesia románica, por lo que el miedo a un nuevo derrumbe podría haber afectado en la reducción del tamaño de los vanos. Por último, al menos en lo que se refiere a la nave central, hay un hecho que determina a la fuerza su altura. Ambas naves laterales comparten altura con las capillas, lo que obliga a proyectar la cubierta de ambas hasta la mitad de la altura del paramento de la nave central, y por tanto, las ventanas no pueden ser más largas puesto que no entraría la luz por culpa de dicha cubierta.

### Órganos
La catedral cuenta actualmente con tres órganos, todos ellos de nueva factura, aunque a lo largo de los siglos ha tenido numerosos órganos de diferentes épocas, estilos y tamaños. Ya en el siglo xv se tiene conocimiento de la existencia de este tipo de instrumentos en la catedral pamplonesa, en concreto en un documento de 1479 se habla de la construcción de «una nueva cámara de madera» para el órgano. De los instrumentos sobre los que hay mayor documentación son los barrocos, como el órgano grande que estaba en el coro y que en 1888 debido a su deplorable estado, se sustituyó por uno de doble fachada con caja neogótica reaprovechando en lo posible tubos del instrumento barroco, y otros más pequeños como los que había en capillas como la de Santa Catalina y la de San Juan Bautista, todos ellos hoy desaparecidos.

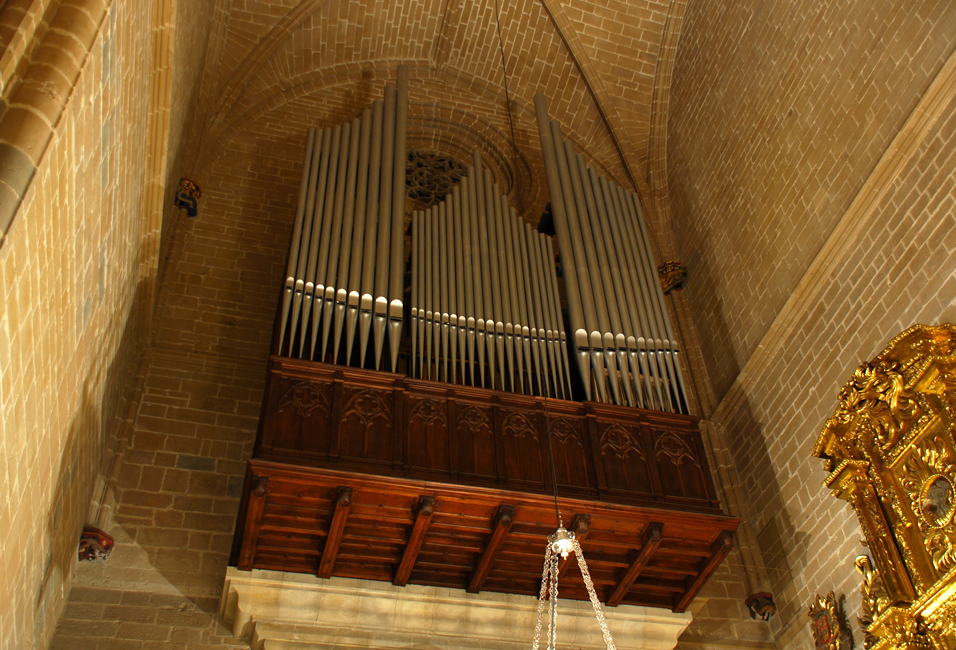
Órgano mayor de la catedral, situado sobre la puerta del brazo norte del crucero

Entre los que se conservan hoy en día, está el órgano principal, que fue construido en 1946 por Organería Española. Se trata de un órgano eléctrico que consta de tres teclados, 34 juegos y cientos de tubos, lo que lo convierte en el mayor de Navarra. Es de caja moderna, aunque conserva algunos de los tubos del órgano anterior barroco-romántico, que fue construido en 1607, aunque había sufrido importantes reformas en 1657 y 1684. El instrumento se sitúa en el brazo norte del crucero, adosado al muro sobre la puerta de San José, cosa que empeora notablemente la calidad de su acústica.

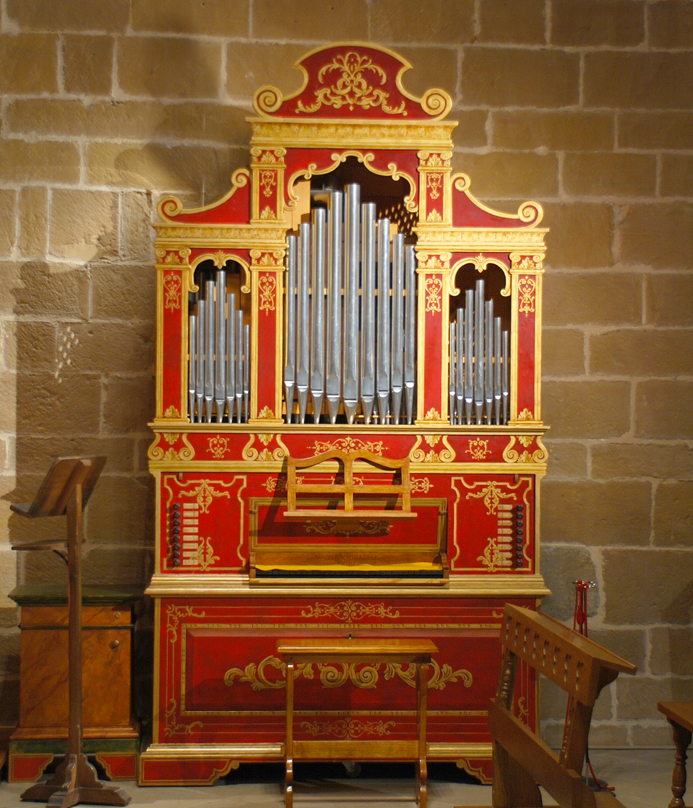
órgano de estilo barroco

En 2008, por encargo del director de la Capilla de Música de la Catedral de Pamplona, se instaló un órgano barroco en la capilla del Santísimo, construido expresamente para tal fin. Fue una donación de la fundación Navarra Fuentes-Dutor. Se trata de un pequeño órgano de estilo barroco, cuya caja se inspira en otras españolas del siglo xvii, que hace juego por la época con el retablo que está a su lado. El autor, Walter Chinaglia, fue quien lo diseñó, realizó y llevó a cabo su montaje. Este instrumento es el que se usa en la misa de diario, puesto que es en esta capilla donde se hace dicha misa, reservando el altar mayor a misas solemnes o las de fin de semana.
Anteriormente, en 2006, este mismo autor había realizado un órgano medieval para la catedral pamplonesa, a partir de una imagen de una talla en piedra de un órgano que está siendo tocado por un ángel en una arquivolta del conjunto escultórico de la Epifanía, que se sitúa en el claustro. Se basó en este relieve realizado en el siglo XIV por Jacques Perut para llevar a cabo la construcción del instrumento a tamaño natural.
Estos órganos fueron afinados igual que el órgano grande para que, en caso de desearlo, puedan ser tocados todos a la vez como se hace por ejemplo en El Escorial.

## Campanas
Las dos torres de la fachada oeste de la catedral albergan once campanas, todas ellas de bronce, siendo la más antigua la Gabriela (año 1519):
- La torre sur aloja ocho campanas, todas de uso litúrgico. Cuatro de ellas son campanas romanas y las otras cuatro, esquilas, ocupando todos los vanos de la torre (las romanas, los mayores, y las esquilas, los menores).
- La torre norte contiene tres, entre ellas la mayor del conjunto, la María, que es, al mismo tiempo, la mayor campana en uso de toda España, y las campanas de las horas y de cuartos.[130]

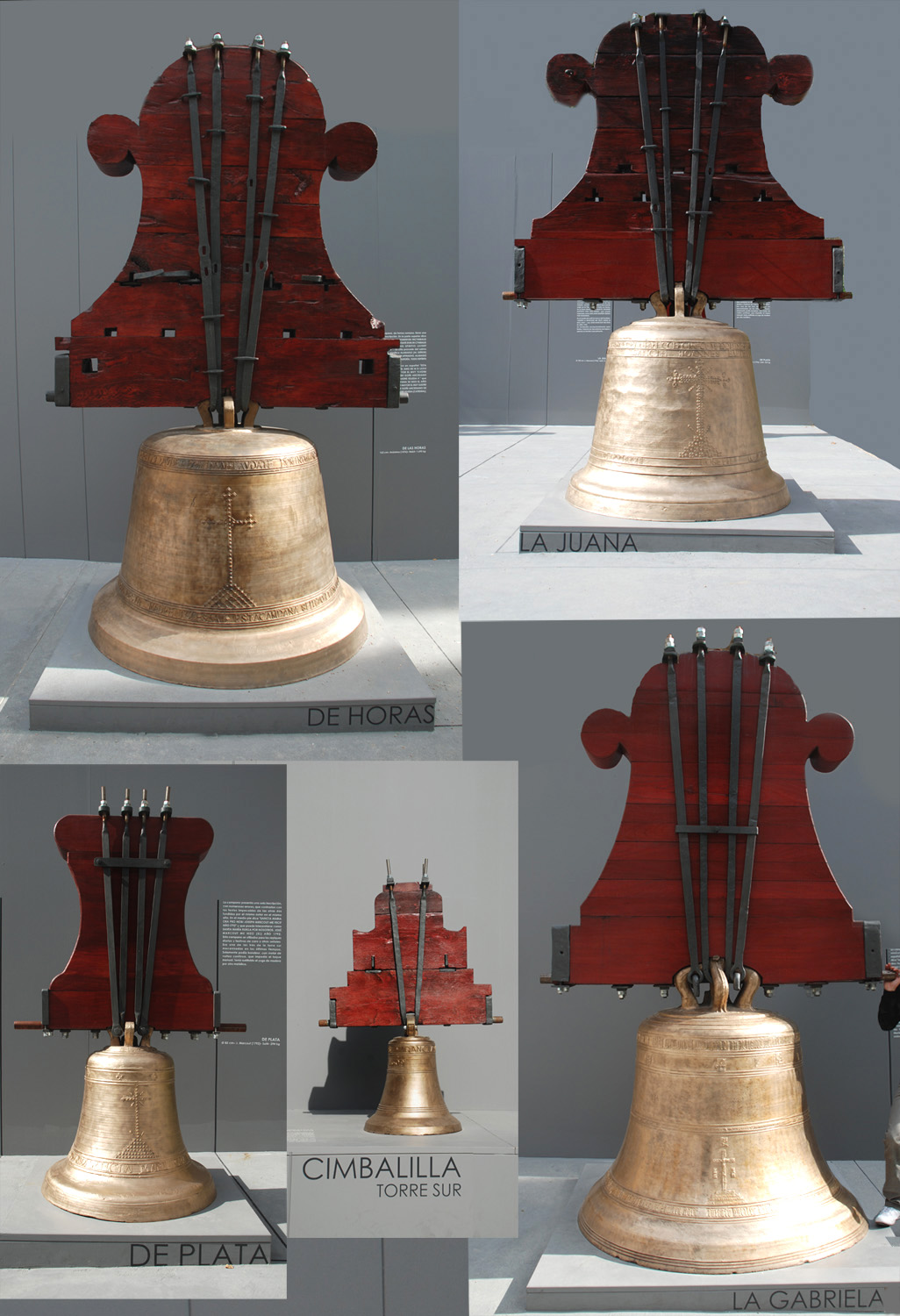
Diferentes fotografías de las campanas en su tamaño proporcional respecto a las demás (la Gabriela y su yugo miden más de 3 metros de altura)

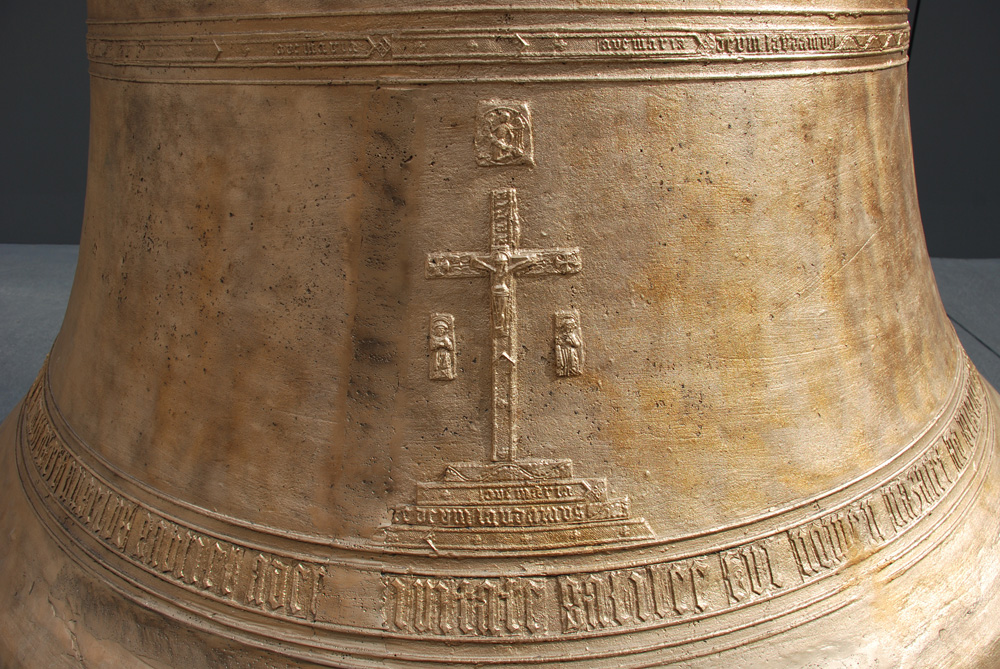
Detalle de la Gabriela y la soldadura de su grieta

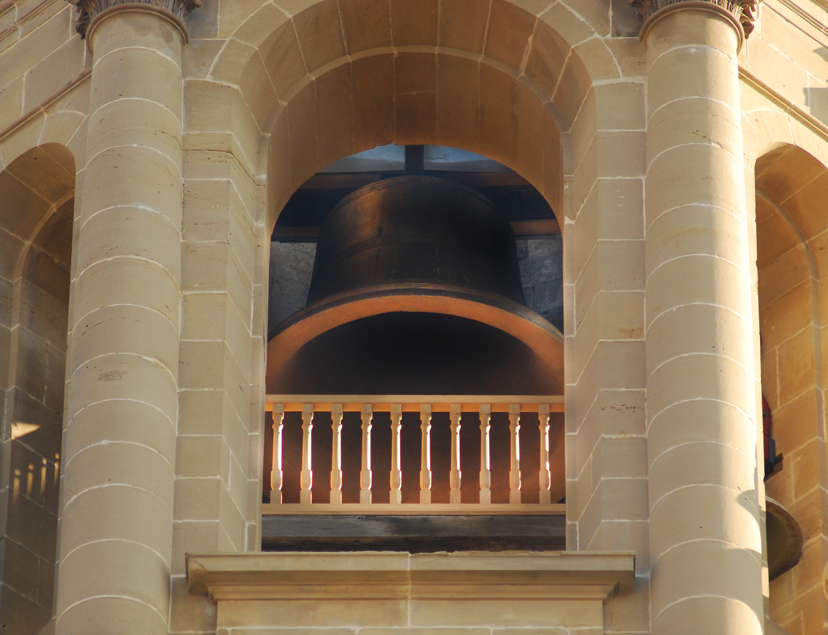
Campana María tras su restauración

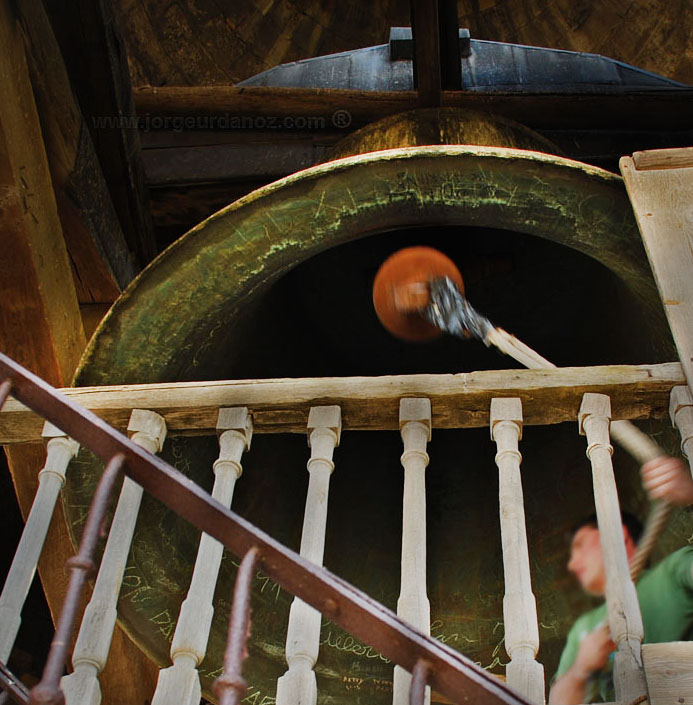
Tocando la campana María

### La Gabriela

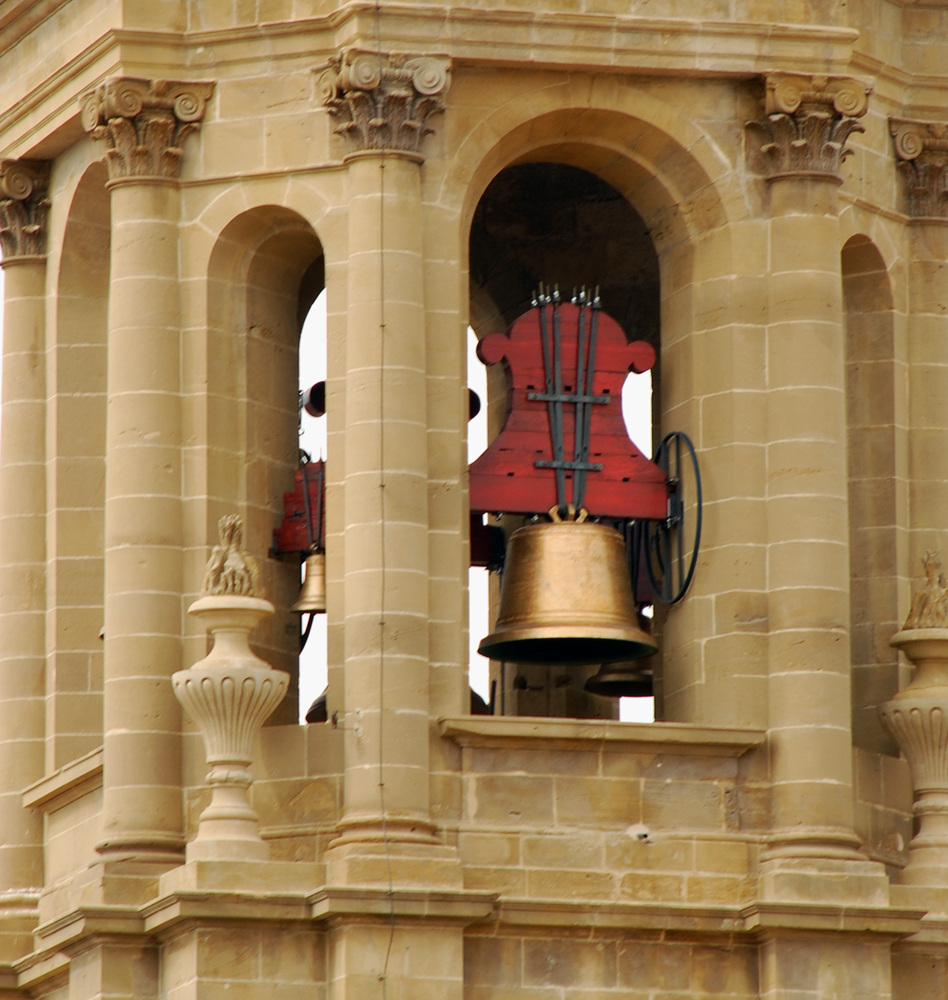
Vista de la Cimbalilla y la de Oraciones

La campana más importante de todo el conjunto, es la Gabriela. Es una campana romana de 1519 con unas dimensiones de 1,67 metros de diámetro por 1,35 de altura y más de 2700 kilos de peso. La Gabriela se restauró en el año 2010. Para su intervención, fue bajada de la torre en octubre de 2009 y llevada a una fundición alemana para sellar una grieta que recorría toda su longitud y por la que no se ha podido escuchar su tañido desde muchas décadas,. Actualmente, desde 2011, ocupa el espacio principal de la torre sur que da al atrio, aunque hasta el año 2009 ocupó el mismo vano pero de la torre norte. Este cambio se ha llevado a cabo para poder voltear de nuevo la campana, ya que en su emplazamiento original era imposible debido a la tarima de madera que se usa para tocar la campana María.

### La Juana
1,30 m de diámetro y 844 kg de peso, fundida en 1792 por José Marcout. Recibe el nombre de la invocación a San Juan Bautista que lleva grabada, su estado anterior no era malo, la parte exterior del yugo de madera estaba cubierta de hojalata clavada, en su estado actual la campana presenta una grieta vertical debajo de la cruz, sin afectar para nada al sonido.

### De las nueve
1,21 m de diámetro y 600 kg de peso, fundida en 1609 por Juan de Villanueva. Con ella se realizaba el primero de los toques, a las nueve, para llamar a los canónigos al rezo diario de Laudes, en su estado anterior la campana estaba fijada mediante un ojal metálico, actualmente a la campana le falta el asa bajadera antigua fijada con cuñas metálicas, la campana no se ha limpiado para conservar los grafitos antiguos

### Cimbalilla
0,50 m de diámetro y 63 kg de peso, fundida en 1609. Con esta campana se avisaba para el toque de las demás, por lo que estaba unida por una cuerda a la casa del campanero, que veía desde una ventana el altar mayor, en su estado anterior la campana estaba fija mediante un palo de madera y estaba a punto de caerse debido a la falta de dos asas. Actualmente la campana esta en un estado excelente, pero la campana no voltea, ya que hay probabilidad de que se caiga.

### De plata
0,80 m de diámetro y 300 kg de peso, fundida en 1792 por José Marcout. Se tocaba junto con la «De párvulos» cuando fallecía un párvulo (niño fallecido antes del uso de la razón). Anteriormente la campana tenía un yugo metálico de la empresa campanera Murua de Vitoria y tenía un motor de volteo continuo, también se tocaba para misa de diario y de domingos. Actualmente la campana tiene la réplica del yugo de la campana de los muertos en la catedral de tudela, sin embargo, la campana no puede voltear debido a falta de espacio al estar entre dos grandes. si voltease, los yugos de las 3 campanas chocarian. Pero, en realidad se voltea junto con la de párvulos en Corpus Christi y también fue voteada en el día de la inauguración de la fachada.

### De párvulos
0,80 m de diámetro y 200 kg de peso, fundida en 1792 por José Marcout. Se tocaba junto con la «De plata» cuando fallecía un párvulo. Anteriormente la estaba mal orientada, pero si exceptuamos eso, la campana estaba igual a la de plata, se tocaba para misa de diario y de domingos. Actualmente la campana tiene la réplica del yugo de la campana de los muertos en la catedral de tudela, la campana se voltea en fiestas mayores, ya que su yugo no choca con el de las otras 2 grandes.

### Oraciones
1,50 m de diámetro y unos 1351 kg de peso, fundida en 1802 por Bernardo de Mendoza a partir de una del xvi que se encontraba agrietada. Se usaba para tocar las oraciones de días laborables, domingos y fiestas menores. Anteriormente la campana tenía un electromazo que impedía el volteo. Actualmente la campana esta en un estado excelente, sin embargo suena igual que la Gabriela, lo que hace que su sonido no le guste a nadie

### Santa Bárbara
0,51 m de diámetro y unos 77 kg de peso, fundida en 1836. Se tocaba para avisar de las tormentas. Anteriormente a la campana se le cayo el badajo en abril de 2008, pero dejó de tocarse en 2003 por temas de la catedral. Actualmente la campana ha sido mecanizada para los toques de diario, los cuales son volteos.

### La María
Se encuentra en el centro de la torre norte debido a sus grandes dimensiones, unos 2,5 m de diámetro, 2,25 m de alto y con un peso estimado que oscila entre 10 000 y 12 000 kg. Recorre sus ocho metros de perímetro una invocación mariana, escrita en latín como es costumbre, así como la fecha y firma de su autor, Petrus de Villanueva me fecit Anno dei 1584 die 15 septembris. Con un sonido grave y penetrante, se toca de forma manual, no por volteo, si no por balanceo del badajo de hierro de unos 300 kg, en las ocasiones más solemnes.

### De horas
Es la que toca las horas (de dimensiones muy similares a la Gabriela aunque pesa una tonelada menos), fundida en 1576. Actualmente la campana ya no da las horas ya que el martillo ha sido desactivado o retirado.

### De cuartos
0,92 m de diámetro y unos 436 kg, fundida en 1592. Actualmente la campana esta en desuso, ya que el mazo ha sido desactivado y no tiene badajo

### Restauración y modificaciones
Todas las campanas han sido restauradas en el año 2010. Para su intervención, fueron bajadas de las torres en octubre de 2009 y llevadas a un taller valenciano, a excepción de la Gabriela que fue llevada a una fundición alemana para sellar una grieta que recorría toda su longitud y por la que no se ha podido escuchar su tañido desde muchas décadas, y a excepción también de la María, que por sus grandes dimensiones es imposible bajar de la torre (la torre se terminó de construir con la campana en su interior). En la intervención se han recuperado o en algún caso, sustituido, sus yugos de madera, y se han limpiado los bronces, recuperando así su color dorado tan característico y mejorando su sonoridad hasta en un 30%.
Varias de las campanas habían sufrido modificaciones en las últimas décadas para facilitar su toque, como la sustitución de sus yugos por otros de metal, o la incorporación de sistemas de toque automatizados, como los martillos eléctricos, fijando por ello las campanas de volteo. Estos sistemas se han eliminado para recuperar los toques tradicionales. Por ejemplo, la Gabriela podrá ser volteada de nuevo gracias a su nueva ubicación y a la colocación del sistema necesario para su volteo. Esta función no se realizaba desde hace siglos y ahora ha pasado a convertirse en la mayor campana de volteo de España.
En la torre norte se encontraba la casa del campanero, y desde su interior por un sistema de sogas y poleas, podía tocar las campanas diariamente si tener que acceder a lo alto de la torre. Se sabe que las campanas se volteaban hacia dentro en vez de hacia fuera, cosa que solía hacerse por seguridad aunque el giro fuese más lento. Unos ganchos que se encontraban en la pared, evidenciaban que las campanas se sujetaban invertidas entre bandeo y bandeo.
Actualmente se tocan de forma manual varias campanas, aunque especialmente la María en las festividades más solemnes. Se suele acompañar este sonido con un repique continuado de la campana De horas, que seguramente sustituiría al que se habría hecho en su día con la Gabriela antes de que ésta se rajase.
Una pieza excepcional por su valor cultural (no así artístico) es la carraca de madera que se utilizaba en Semana Santa en sustitución de las campanas. Se trata de una matraca del siglo xviii de lados circulares, cuatro aspas y cinco martillos por cada aspa. En el año 2005 se recuperó esta pieza y en el 2010 se realizó una réplica para ser usada en dicha festividad.

## Intervenciones
Todo el conjunto catedralicio ha sufrido numerosas intervenciones a lo largo de la historia, principalmente las debidas al cambio de gusto en los estilos arquitectónicos, llevadas a cabo en las diferentes fases constructivas de las que ya se han hablado. Al margen de estos cambios, son significativos los diferentes proyectos de conservación y restauración, así como las remodelaciones que sufrió en el siglo xx el interior de la iglesia.

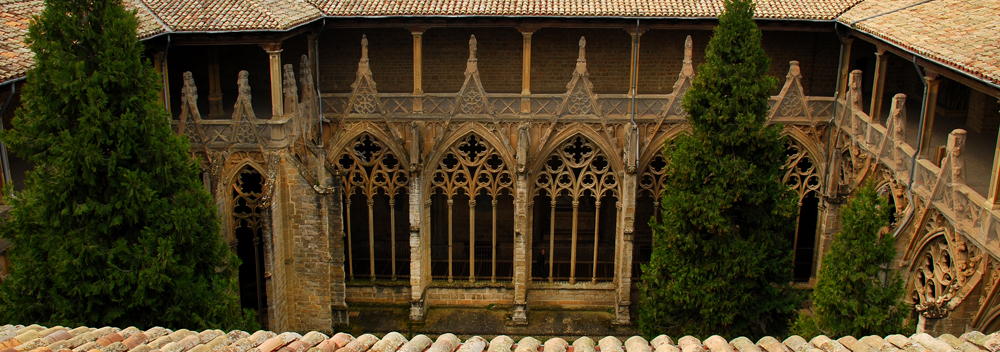
Vista superior del conjunto del claustro y el sobreclaustro

Poco tiempo después de haber terminado la obra gótica, se levantó un sobreclaustro en el siglo xvi y se construyó un nuevo refectorio en 1580 (debido a que la gran sala gótica no debía ser muy funcional), y del que no quedan restos hoy en día.
Habría que esperar hasta el final de siglo para ver la construcción de nuevas obras, concretamente la de la sacristía de los Canónigos en 1599, aunque el aspecto que vemos hoy en día se debe a la decoración rococó llevada a cabo en el siglo xviii.
El siglo xvii comenzó con la reparación del chapitel de una de las torres de la fachada románica. Esta fachada fue un continuo foco de gastos para las arcas de la catedral hasta que se decidió sustituirla a finales del siglo venidero. En estos años también se llevó a cabo una importante obra, la construcción de la capilla de Sandoval, la cual lleva el nombre del obispo que mandó su construcción, y en la que fue enterrado en el arcosolio del muro de la derecha. Es la única capilla que sobresale de la planta gótica, pero no es apenas perceptible al interior debido a sus reducidas dimensiones, ni tampoco lo es al exterior, pues se alinea con el muro del transepto norte.
En la segunda mitad del siglo, se dejó de enterrar a los canónigos en el suelo del claustro y se pasó a utilizar como lugar de descanso, la redescubierta cripta de la capilla Barbazana.
El año 1724 se lleva a cabo la construcción de la nueva Sala Capitular (la actual), al lado de la sacristía de los Canónigos. No parece que se cuidase mucho ni su decoración interior ni su construcción, aunque si se enladrilló el suelo junto con el de la sacristía.

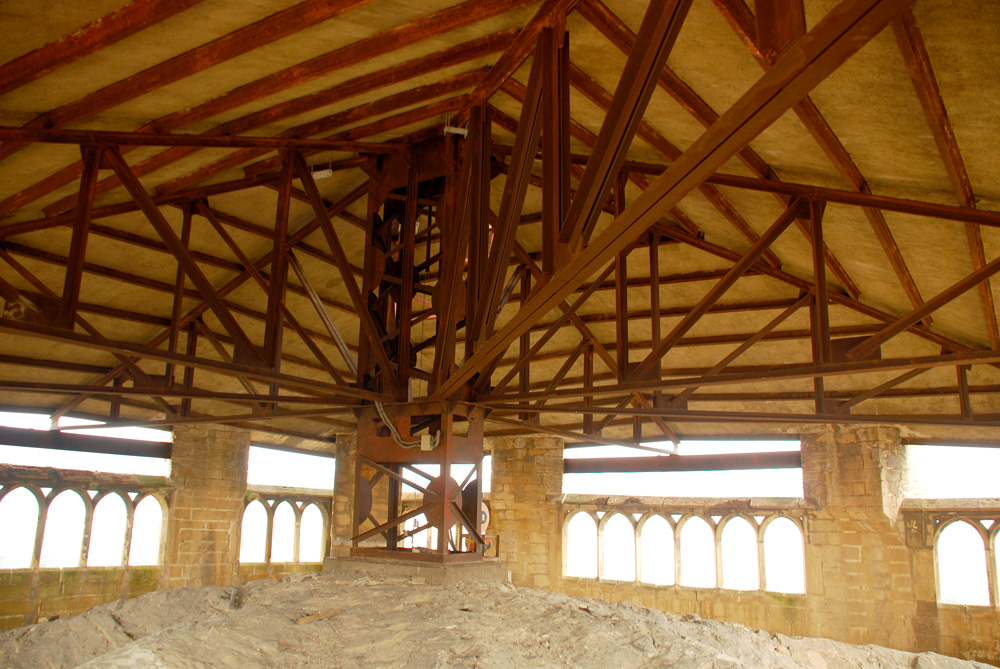
Nueva cubierta metálica en sustitución de la original de madera

Uno de los momentos más aciagos para el conjunto catedralicio, fue la explosión del molino de la pólvora en 1733 y que causó innumerables desperfectos en las edificaciones. No era la primera vez que sucedía, pero sí la fue la más virulenta. Destruyó casi todas las vidrieras y sus tracerías, reventó las cancelas de las puertas de la iglesia, de la capilla Barbazana, del claustro y refectorio, se cayeron todos los pináculos que remataban los contrafuertes por el exterior de la iglesia, dejando desde entonces el aspecto tan severo que vemos hoy en día, y dañó el chapitel de la torre.
Entre 1744 y 1746 se levantó la sacristía de los Capellanes o de los Beneficiados. Para su construcción se derribó una casa y se abrió acceso a ella desde la girola por lo que hasta ese momento había sido una fachada sepulcral en la que pocos años antes, en 1698, había sido enterrado el obispo Toribio de Mier, trasladando la lápida con su epitafio al muro de la antesacristía, donde se encuentra hoy en día. En esa misma época se eliminaron las rejas de las capillas de la girola, puesto que aunque solo estorbaba una, la de la capilla del Cristo de los capellanes, por simetría se decidió suprimir el resto y rebajar el nivel del suelo al del resto de la girola.
En 1760 se decidió construir una gran biblioteca. El edificio tiene 25 metros de largo por 8 de ancho, y está situado entre el ángulo sureste del refectorio y el suroeste del dormitorio. Para su decoración interior se trajo madera del Roncal. A lo largo del siglo, se fueron acometiendo diferentes intervenciones menores, reparación de cubiertas, de pozos, adecuación de salas, la redecoración en estilo rococó de la Sala Capitular, cambio de cubierta del chapitel de la torre, y en 1773 se pintó de nuevo el interior de la catedral, en un tono claro e imitando un despiece, como en la policromía que se aplicó en el siglo xvi. Esta vez se taparon las decoraciones policromadas que rodeaban las claves y la bóveda de la cabecera.

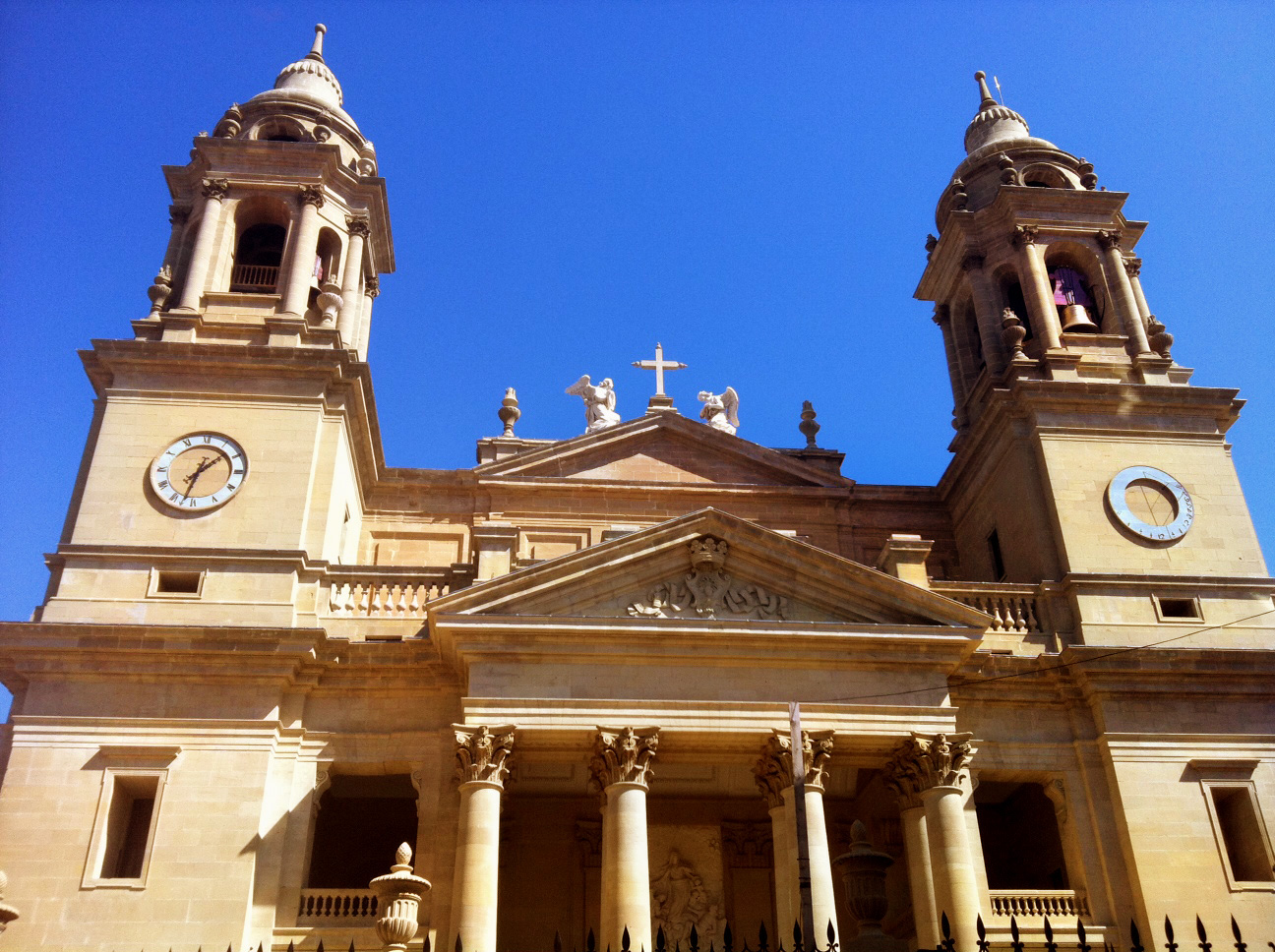
Nueva fachada neoclásica proyectada por Ventura Rodríguez

En 1782 el cabildo se decidió a levantar una fachada que correspondiese «a la magnificencia y hegemonía del resto del edificio». Es la obra de mayor importancia tras la culminación de la fábrica gótica, y por ello se encargó su diseño tras varias vicisitudes, al director de la Academia de San Fernando, Ventura Rodríguez. Levantada en ese siglo, en estilo neoclásico, supuso la conclusión de una vieja aspiración del cabildo.
El siglo xix comenzó con la reforma del interior de la iglesia. Se eliminaron las rejas de las capillas y se niveló el suelo de todo el edificio. Al acometer esta obra, se decidió elegir un nuevo emplazamiento para mausoleo de los obispos, y se eligió la cripta de la Barbanzana. Durante la invasión francesa, se llevaron a cabo muy pocas intervenciones, únicamente se eliminaron las veletas de las torres puesto que se les culpaba de haber atraído rayos, aunque años más tarde otro rayo destrozó el remate de una de las torres. Fue entonces cuando se colocaron los pararrayos.
Uno de los cambios más significativos de este siglo, fue la construcción de la capilla del trascoro. Fue una obra importante, se colocó mármol en suelo y basas de los pilares, se construyó un templete del mismo material, se encargaron dos grandes lienzos, balaustradas con bronces de remate y para concluir, se instaló en el interior del templete neoclásico, el Cristo de Ancheta.
En el asedio de la ciudad sufrido en 1823, cayeron varias bombas en la crujía del crucero sur y en un tramo del claustro, los cuales debieron ser completamente reconstruidos (este tramo del claustro es reconocible hoy en día, puesto que es el único que no conserva la clave tallada ni policromada).
El siglo xx vio también una serie de cambios muy considerables en el interior de la iglesia. Se trasladó el mausoleo de Carlos III a la cocina medieval durante casi treinta años, hasta que regresó al centro del coro donde se encontraba, justo sobre la pequeña cripta con los restos de los reyes de Navarra. Se colocaron nuevas vidrieras, y algunas otras obras menores, hasta que en 1940 se llevó a cabo la más importante de las remodelaciones. Desde hacía casi dos siglos se llevaba barajando la posibilidad de cambiar la disposición del presbiterio debido a su escaso tamaño, y en esta década se llevó a cabo, uniendo el tramo del crucero al del presbiterio. Se quitó así mismo el magnífico retablo manierista (actualmente se encuentra en la iglesia de San Miguel de Pamplona) que cerraba por detrás dicho altar mayor y en su lugar se colocó el coro, que se retiró del centro de la nave, quedando en su lugar el mausoleo de Carlos III donde hoy en día se conserva. Esta obra conllevaba una reducción en el espacio del coro, que fue colocado en una disposición diferente a la original, que era en forma de U (parte de las sillas eliminadas se encuentran en el Museo de Navarra). La reja del coro se trasladó al brazo sur del crucero, creando lo que es hoy en día la capilla del Santísimo. Se eliminó el órgano barroco y se colocó en el crucero norte uno de nueva factura. Así mismo, se eliminó la capilla del trascoro con su templete.
Los siguientes años se acometieron una serie de intervenciones más acordes con los pensamientos de la época, mucho menos intervencionista. Sustitución de cubiertas, excavaciones arqueológicas, etc.

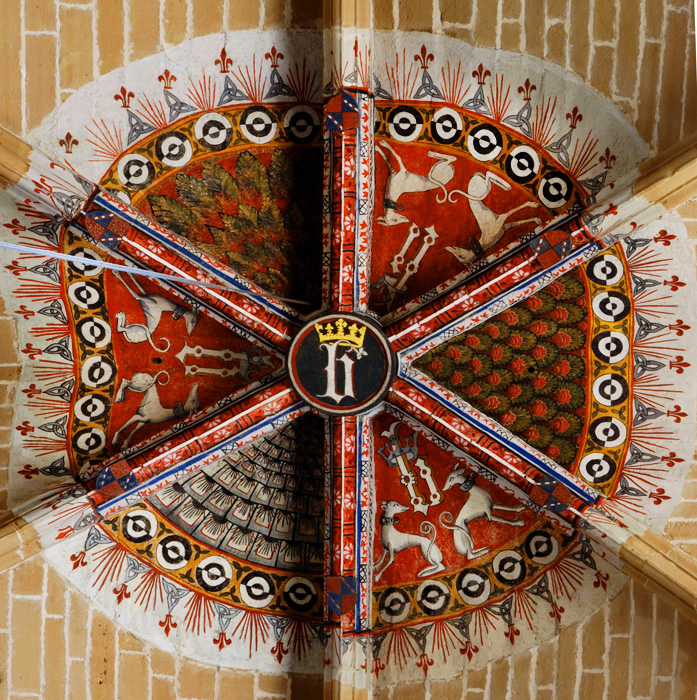
Clave policromada de la nave central

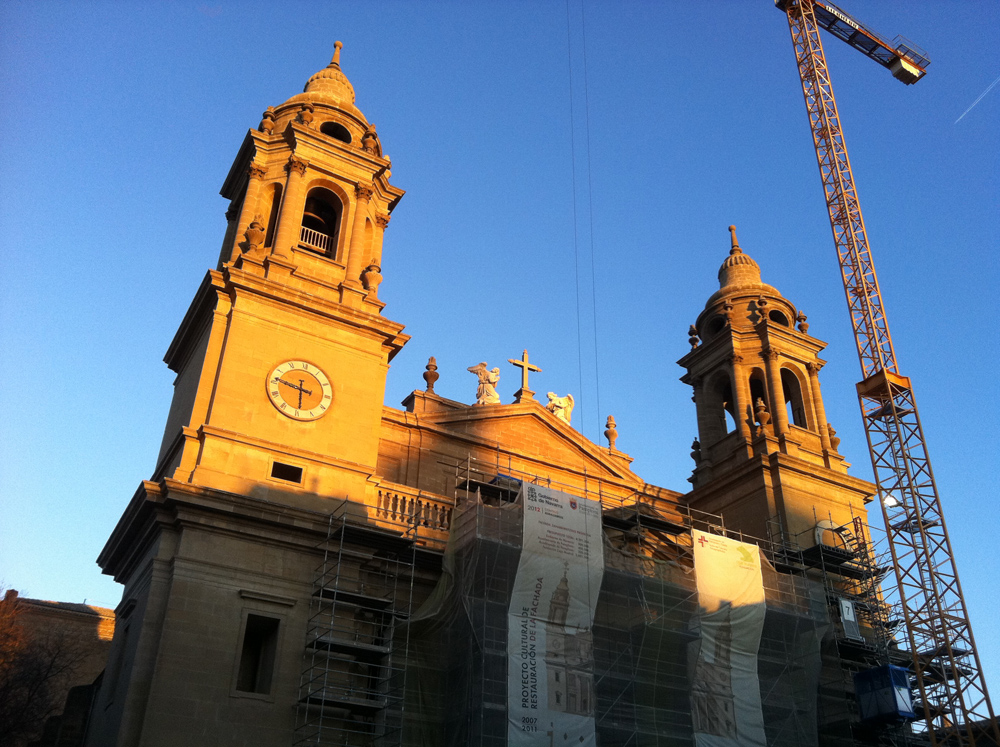
Imagen de la última fase de la restauración de la fachada oeste mientras se procede a retirar el andamiaje

Pero sin duda, lo más destacable de este final de siglo fue la restauración que sufrió todo el interior del templo entre 1992 y 1994. En esta intervención, se llevaron a cabo labores de limpieza, consolidación, la excavación arqueológica de toda la iglesia, restauración de mobiliario y retablos, sustitución del sistema eléctrico, nuevas luminarias, y especialmente interesante, fue el descubrimiento de la policromía de los siglos xv y xvi que adornaban claves, capiteles, alguna capilla y el presbiterio, y que se puede contemplar hoy en día.
Actualmente hay dos proyectos intervencionistas sobre el conjunto:
El primero se está llevando a cabo desde el año 2010 y consiste en la restauración integral de la fachada oeste (la fachada neoclásica de Ventura Rodríguez), de sus torres, el atrio, sus campanas y al mismo tiempo se está realizando un centro interpretativo en la antigua «casa del campanero». Al mismo tiempo se ha redactado un proyecto para recuperar los pináculos perdidos en el exterior de la nave, así como instalar un sistema de iluminación nocturna del exterior del conjunto.
El otro proyecto que aún se encuentra en sus fases previas, consiste en dotar al conjunto de edificios de una nueva fase constructiva, la del siglo xxi. Se quiere proyectar una residencia, un museo y un centro de peregrinos que evidencien su época, que se integre al mismo tiempo que se defina por sí mismo. Para llevarlo a cabo se ha elegido a uno de los estudios de arquitectos más prestigiosos, el mismo que ha llevado a cabo los diseños de las tiendas de la firma electrónica Apple.

## Oficios religiosos

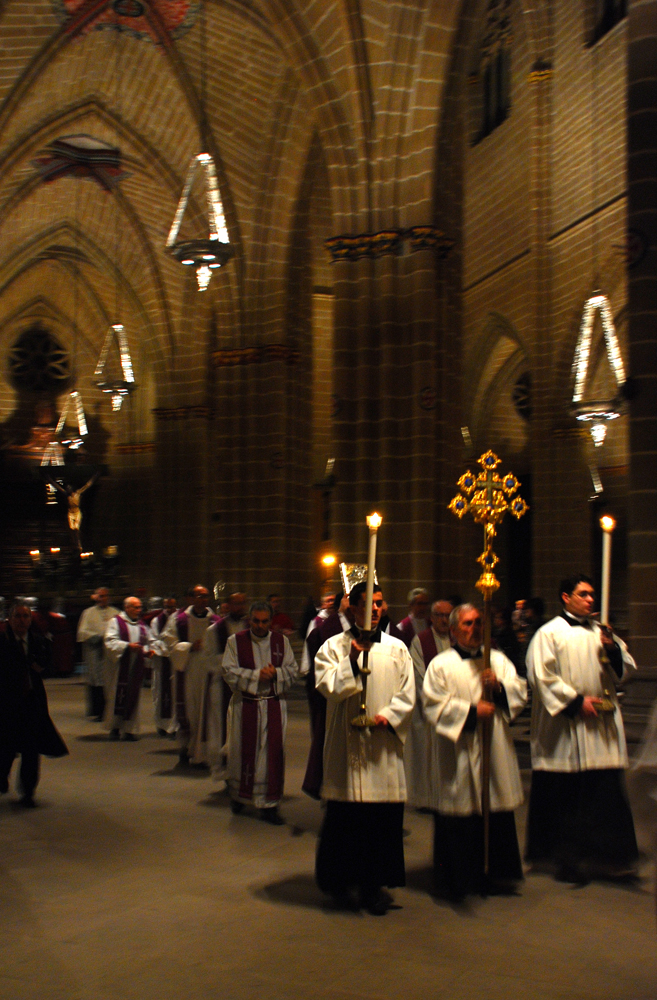
Procesión por las naves de la iglesia

La catedral, como sede episcopal y habiendo sido durante casi un milenio la iglesia principal del Reino de Navarra, ha acogido los actos más importantes y más solemnes de la liturgia navarra.

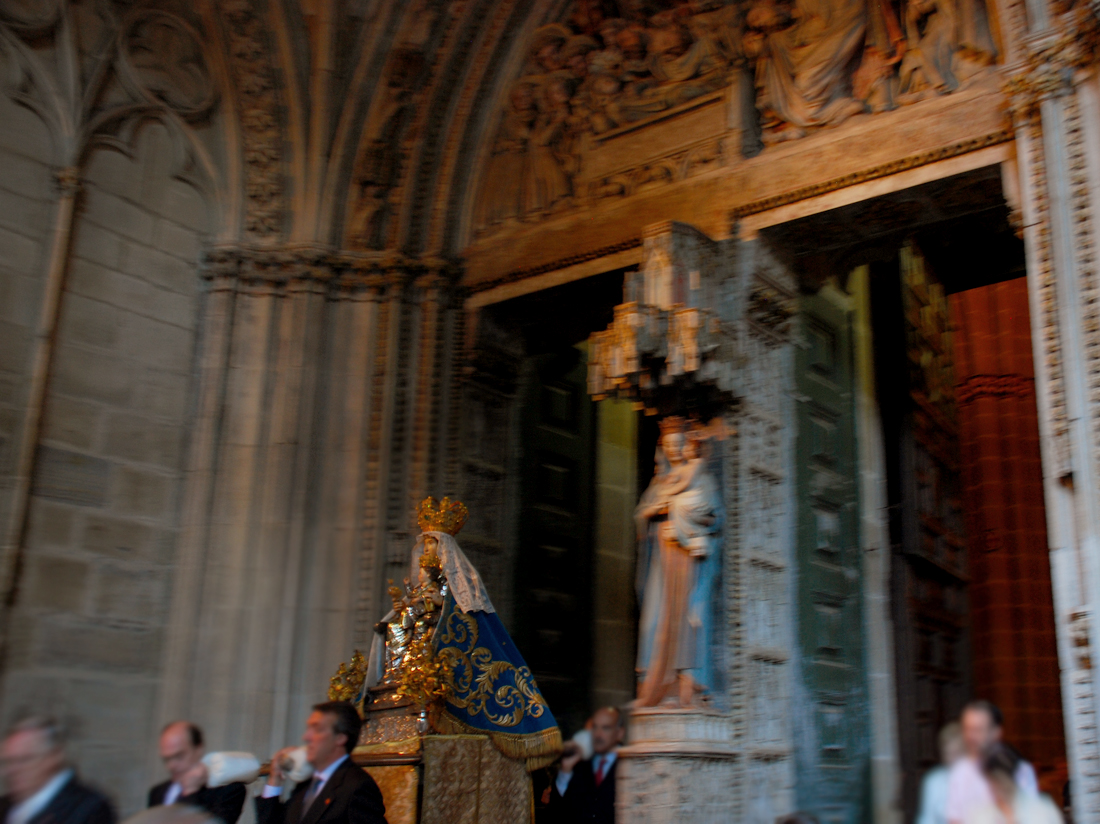
Procesión de Santa María la Real por el claustro el día de la Asunción

Posiblemente, la celebración más significativa de todas las que se han llevado a cabo en el templo, fue la coronación y unción de los reyes de Navarra. El primer monarca del que se tiene constancia que fue ungido en la sede pamplonesa fue García el de Nájera en el siglo xi, y después de otras muchas ceremonias con otros monarcas, todo acabaría con la última proclamación de un rey ante la imagen de Santa María la Real, la de Fernando III de Navarra (Fernando VII de España) en 1815. En tiempos de Carlos III, el ceremonial llegó a su máxima expresión, tomándose como referente el ritual de coronación de los reyes de Inglaterra. La particularidad más destacable del rito navarro, era el alzamiento del monarca sobre pavés (escudo) por parte de ciertos nobles, mientras los asistentes gritaban: “¡REAL, REAL, REAL!”.
A lo largo del año tienen lugar los ritos habituales del calendario litúrgico, como la misa diaria con algunas diferencias con el resto de iglesias navarras, como es el rezo todos los días del rosario de los esclavos, o la eventual ordenación de sacerdotes, o las procesiones por el claustro y la iglesia que se realizan en fechas señaladas. Son especialmente reseñables aquellas ceremonias que se enmarcan dentro de la Semana Santa, así como el día del Corpus Christi, o las que tienen un significado especial para la ciudad, como el día del Privilegio de la Unión, destacando sobre todas ellas la festividad de la Asunción de la Virgen, por ser la capitular del templo.
Excepcionales son, comparado con el resto de iglesias, las ceremonias de proclamación de la Kalenda en la misa de Vigilia de Navidad, así como la procesión del día de Reyes por el claustro y la posterior veneración de las imágenes de los tres Reyes Magos acompañada de música, el sermón de las Siete Palabras en Viernes Santo que dura tres horas, la procesión del «Encuentro» en la mañana de resurrección, o la recepción del ángel de San Miguel de Aralar entre muchas otras, que se enmarcan dentro de la tradición aparte de las celebraciones ordinarias.

## La catedral como arquetipo
La fachada de la Catedral de Pamplona sirvió de modelo para el diseño de la fachada de la Catedral de San Cristóbal de La Laguna en la isla de Tenerife (Islas Canarias). La de esta catedral canaria es una fachada neoclásica de piedra que data de 1820.

## Personas relevantes enterradas en la Catedral
Reyes de Navarra:

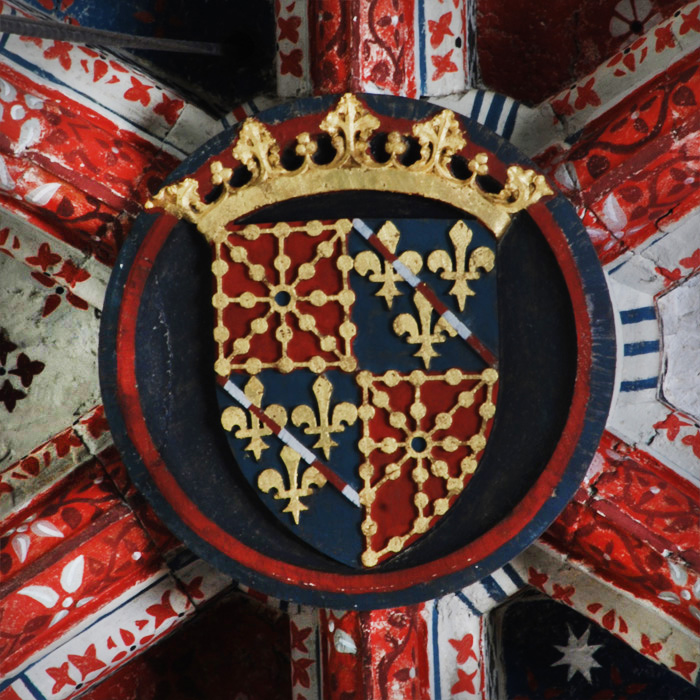
Escudo de Navarra-Evreux

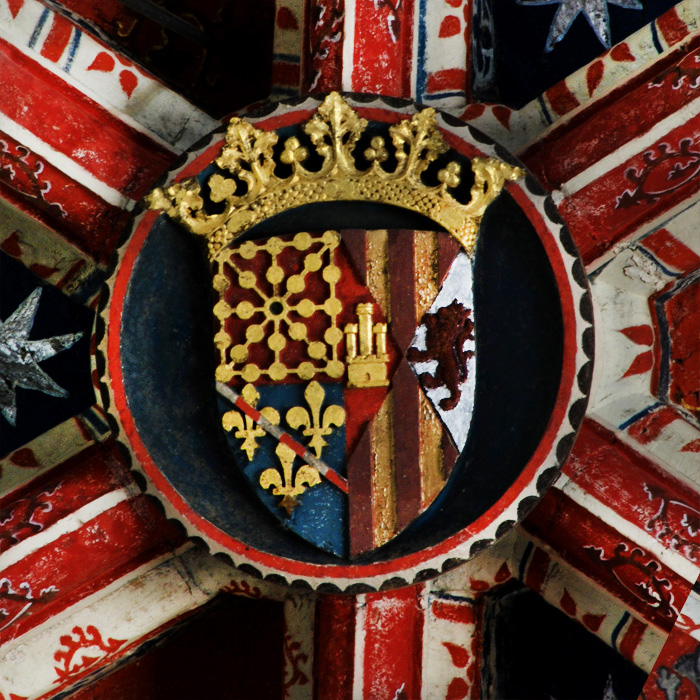
Escudo de Blanca I y Juan II

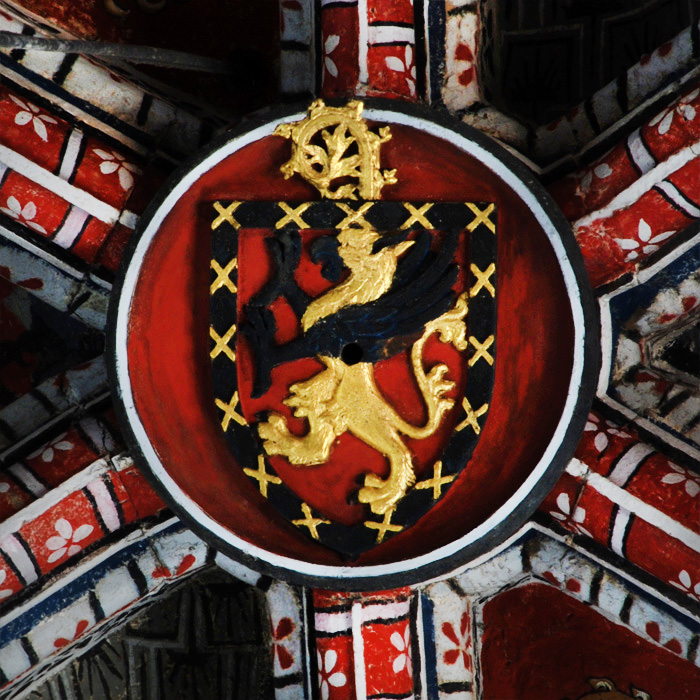
Escudo de Martín de Peralta I

- Rey García Ramírez el Restaurador (m. 1150)
- Rey Sancho VI de Navarra el Sabio (m. 1194)
- Rey Teobaldo I de Navarra el Trovador (m. 1253)
- Rey Enrique I de Navarra el Gordo (m. 1274)
- Rey Felipe III de Navarra el Noble (m. 1343)
- Rey Carlos II de Navarra el Malo (m. 1387)
- Rey Carlos III de Navarra el Noble (m. 1425)

Reinas consortes, príncipes, princesas, infantes e infantas:
- Reina consorte Sancha de Castilla (m. 1175), esposa de Sancho VI de Navarra
- Infante Remigio (m. 1229), hijo de Sancho VI de Navarra
- Infante Carlos (m. 1402), hijo de Carlos III de Navarra
- Infante Luis (m. 1402), hijo de Carlos III de Navarra
- Infanta Margarita (m. 1403), hija de Carlos III de Navarra
- Reina consorte Leonor de Trastámara (m. 1415), esposa de Carlos III de Navarra
- Infanta María (m. antes de 1425) , hija de Carlos III de Navarra
- Infanta Isabel (m. después de 1435), hija de Carlos III de Navarra
- Princesa de Viana y reina regente Magdalena de Valois (m. 1495), madre de la última reina de Navarra, Catalina de Foix

Obispos relevantes y otras personalidades:
- Obispo Arnaldo Barbazán (m. 1355)
- Obispo Sánchez de Asiáin (m. 1360)
- Obispo Sancho Sánchez de Oteiza (m. 1425)
- Lancelot de Navarra (m. 1420), Patriarca de Alejandría, hijo bastardo de Carlos III de Navarra
- Obispo Martín de Peralta I (m. 1457)
- Thierry Dumont, Conde de Gages (m. 1753), militar y virrey de Navarra
- Francisco Espoz y Mina, (m. 1836) militar